# Manchester United Football Club
Ne pas confondre avec Football Club United of Manchester et Manchester City Football Club, deux autres clubs de football basés à Manchester.
Maillots
Actualités
Le Manchester United Football Club est un club de football anglais basé dans le district de Trafford et situé sur la ville de Stretford, dans la proche banlieue ouest de Manchester. Fondé en 1878 sous le nom de Newton Heath, Manchester United évolue à Old Trafford, son stade historique, qui tire son surnom de « Théâtre des rêves » des exploits réalisés au fil des années par le club mancunien.
Comptant parmi les clubs de football les plus suivis de la planète et notamment apprécié par un grand nombre de célébrités internationales, Manchester United est aussi le second club le mieux valorisé du football (2,883 milliards de dollars en mai 2022). C'est aussi l'un des fondateurs de l'Association européenne des clubs.
Manchester United possède le second palmarès le plus fourni du football anglais en ayant remporté le championnat d'Angleterre à vingt reprises auxquels s'ajoutent treize Coupes d'Angleterre, six Coupes de la Ligue anglaise, vingt-et-un Community Shield, trois Ligues des Champions, une Coupe des Coupes, une Ligue Europa, une Supercoupe de l'UEFA, une Coupe intercontinentale et une Coupe Intercontinentale de la FIFA.

## Histoire

### Débuts (1878-1945)
Le club est fondé en 1878 sous le nom de « Newton Heath LYR F.C. ». Il s'agit alors d'une équipe corporative de la compagnie ferroviaire Lancashire and Yorkshire Railway (en) (LYR). Le club se fait un nom localement en participant à des compétitions locales et veut accéder à la Football League, qui est fondée en 1888. Toutefois, le club est refusé et décide alors d'entrer dans une ligue concurrente, qui ne durera pas à cause de soucis financiers.
En 1889, Newton Heath LYR décide de s'associer avec plusieurs autres clubs afin de créer un championnat entre villes qui sera dénommé la Football Alliance. Le club terminera huitième du championnat à l'issue de cette première campagne et change de nom à l'issue de la saison : la compagnie ferroviaire arrête de sponsoriser l'équipe et celle-ci prend tout simplement le nom de Newton Heath. En 1892, la Football League est élargie et fusionne avec la Football Alliance. Cette ligue est répartie entre deux divisions et Newton Heath est accepté dans le premier échelon. Le club termine cependant bon dernier à l'issue de cette première saison et n'assure son maintien dans l'élite que grâce à une victoire contre Small Heathen match de barrage. Le club déménage ensuite à Bank Street durant l'année 1893 (il ne sera accepté qu'à sa troisième demande en 1892).

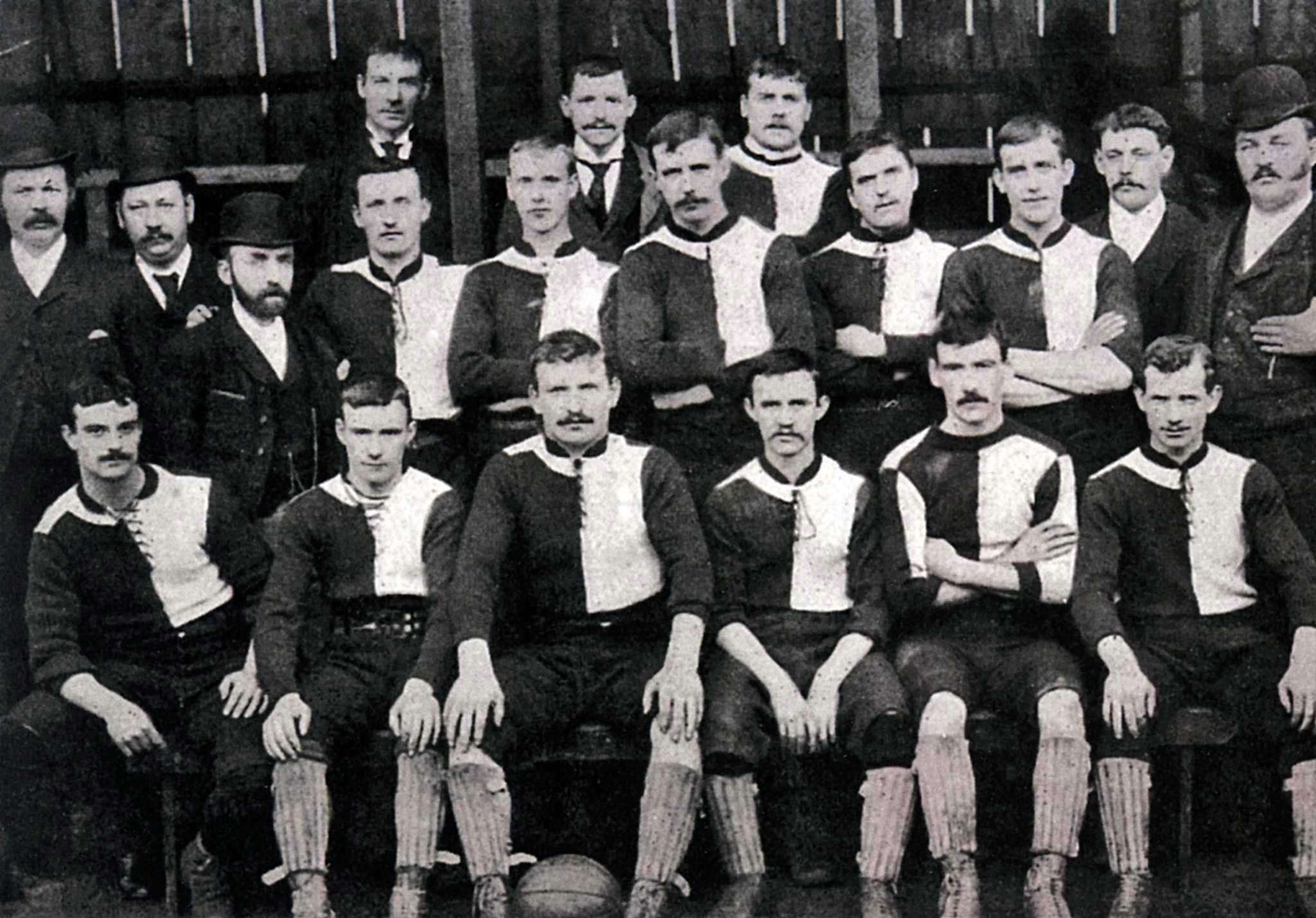
Newton Heath lors de la saison 1892-1893.

Après quelques années difficiles, le club obtient enfin un certain pouvoir financier grâce à un brasseur, John Henry Davies, qui investit dans le club et recrute de nouveaux joueurs et une nouvelle direction. La décision de changer de nom est alors prise, Manchester Central est proposé ainsi que Manchester Celtic : les deux propositions sont rejetées au profit d'un nom qui deviendra célèbre : Manchester United Football Club. En 1902, Newton Heath change donc officiellement de nom et par là même de couleurs. En effet, le club abandonne le vert et l'or pour le rouge et le blanc.

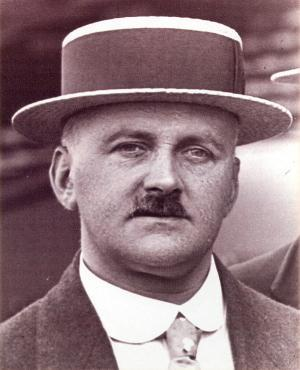
Ernest Mangnall, premier entraineur champion d'Angleterre avec United.

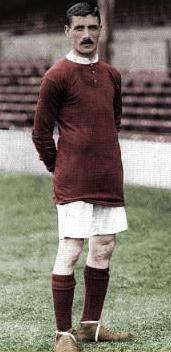
Billy Meredith, un des premiers joueurs-star recruté par les Mancuniens.

La saison 1902-1903 est donc la première du club sous le nom de Manchester United Football Club. Les investissements massifs de John Henry Davies ainsi que l'arrivée de nouveaux joueurs donne un coup d'élan au club qui réussit à terminer cinquième du championnat avec 38 points. Durant l'été 1903, les Mancuniens décident d'engager le journaliste Ernest Mangnall. Ils apportent une véritable identité de jeu en obligeant notamment ses joueurs à s'entrainer sans ballon durant la semaine pour être tout le temps dessus le samedi. En 1906, le club réussit un tour de force en parvenant à obtenir la signature du joueur-star Billy Meredith. Attaquant de l'autre club de la ville, Manchester City, Billy Meredith est alors considéré comme l'un des meilleurs joueurs de la région et va grandement contribuer au succès du club dans les prochaines années. En 1908 l'équipe - toujours entraînée par Ernest Mangnall - remporte son premier titre de champion d'Angleterre. Les Mancuniens terminent leader avec 52 points, largement devant leur dauphin Aston Villa et le club voisin Manchester City. Un an plus tard, le club remporte sa première FA Cup de son histoire en battant Bristol City 1-0. C'est une période faste pour les supporters qui ont également droit à un nouveau stade : en 1910, le président, John Henry Davies, achète des terrains dans le vieux Trafford afin d'y construire un stade qui portera le même nom. L'enceinte, d'une capacité de 80 000 places est dessinée par le célèbre architecte écossais Archibald Leitch. Old Trafford est inauguré le 19 février 1910 lors d'un match face au Liverpool FC, que les visiteurs remportent 4-3. En 1911, United remporte une nouvelle fois le championnat puis le Charity Shield quelques semaines plus tard en battant Swindon Town 8-4.
Ce dernier trophée sonnera la fin de cette première époque faste : Ernest Mangnall quitte le club en cours de saison pour rejoindre Manchester City, laissant l'équipe terminer à une triste 14e place à l'issue de la saison 1911-1912. Cette chute dans les performances sportives du club voit même l'affluence à Old Trafford tomber à 15 000 spectateurs en moyenne, bien loin des attentes lorsque le nouveau stade fut érigé. La Première Guerre mondiale força la FA a suspendre les championnats nationaux et les Red Devils jouèrent dans des championnats locaux. Les années 1920 et les années 1930 sont également difficiles pour Manchester United. Le club se retrouve éclipsé par les bons résultats du rival Manchester City, toujours dirigé par Ernest Mangnall, et descend en deuxième division en 1922. Il lutte pour s'y maintenir, se stabilisant dans le milieu de tableau de ce championnat. En 1927 une mini‑crise survient, les fans menaçant de boycotter le club. Pour faire face à la situation, la possibilité de vendre le stade est même à l'étude. Finalement, la même année, l'homme d'affaires James William Gibson éponge la dette de 2 000 £ et prend le contrôle du club. Néanmoins le miracle sportif ne se produit pas malgré l'embauche d'un nouvel entraîneur, Scott Duncan, et en 1934, le club est proche de descendre en troisième division.
Manchester United fait l'ascenseur et finit par remonter en première division en 1939, au moment où la guerre commence. Durant la Seconde Guerre mondiale, Old Trafford est bombardé et se trouve en ruines.

### Les années Busby (1945-1969)

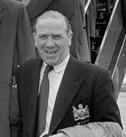
Matt Busby prend les commandes de l'équipe en 1945

En 1945, l'entraîneur écossais Matt Busby arrive. Il est novateur dans sa stratégie en décidant du recrutement de nouveaux joueurs et en dirigeant les entraînements et s'entoure d'un assistant : Jimmy Murphy. Les premières années de Matt Busby sont un succès ; le club atteint la place de vice-champion et la victoire en Coupe d'Angleterre en 1948, grâce à des joueurs de la région : Stan Pearson, Jack Rowley, Charlie Mitten et Allenby Chilton.

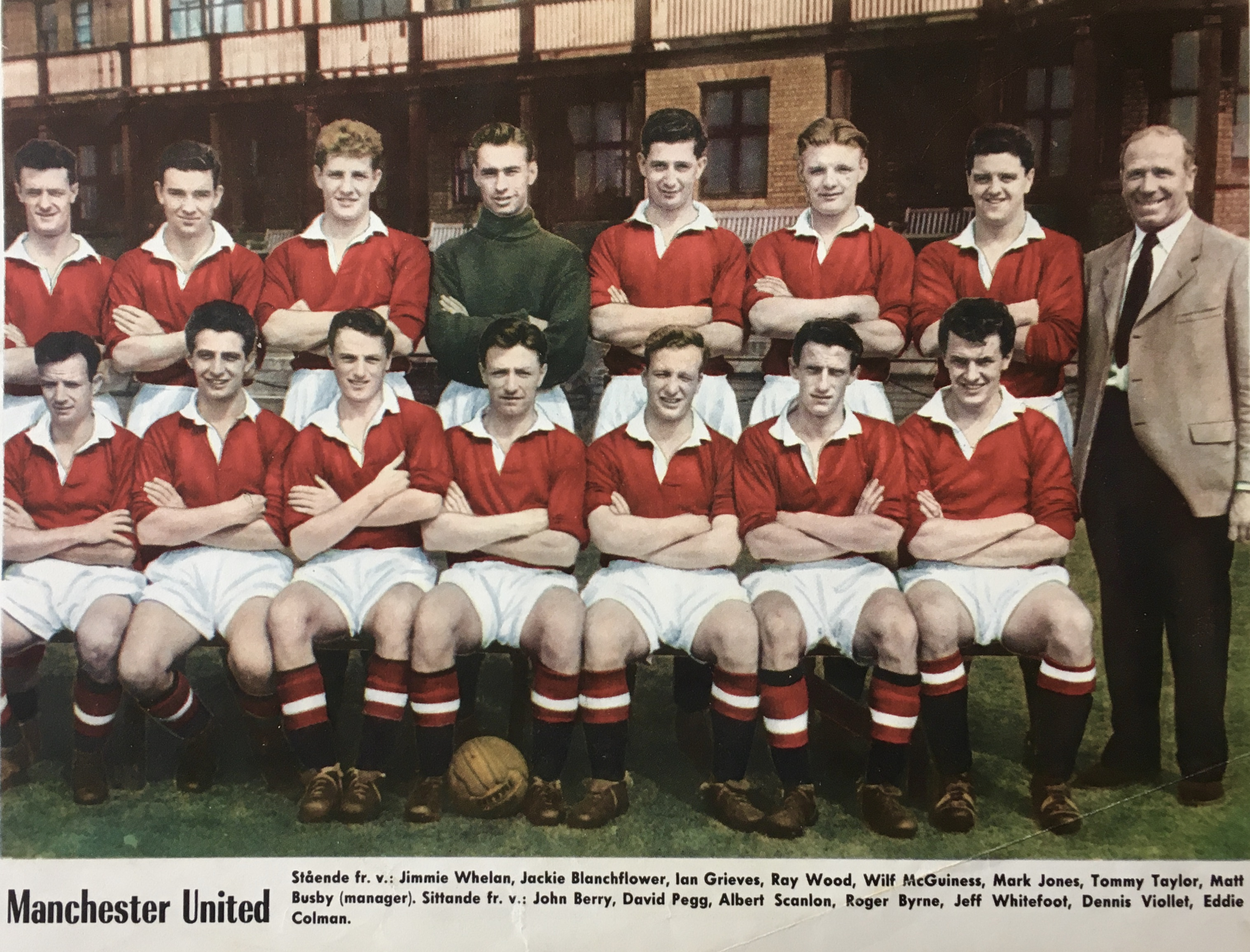
L'équipe lors de la saison 1956-1957.

Charlie Mitten part en Colombie mais ses anciens coéquipiers gagnent le championnat en 1952. Cependant, Matt Busby comprend que l'équipe a besoin de plus d'expérience et il opte pour la jeunesse.[Passage contradictoire] Cette politique prend du temps pour produire des résultats positifs mais Manchester United remporte à nouveau le championnat en 1956 avec une équipe où la moyenne d'âge est de 22 ans, marquant 103 buts (record du club). Les joueurs de cette génération dorée, symbolisée par Duncan Edwards qui fait ses débuts à 16 ans seulement, seront surnommés les Busby Babes. Lors de la saison 1956-1957, le club gagne de nouveau le championnat, mais perd en finale de la Coupe d'Angleterre contre Aston Villa. Manchester United devient aussi le premier club anglais à participer à la Coupe d'Europe des clubs champions (contre la volonté de la Fédération anglaise de football) et perd contre le Real Madrid en demi-finale. Auparavant, les Reds Devils réalisent leur plus large score européen en battant le RSC Anderlecht, champion de Belgique, 10-0 à Maine Road.

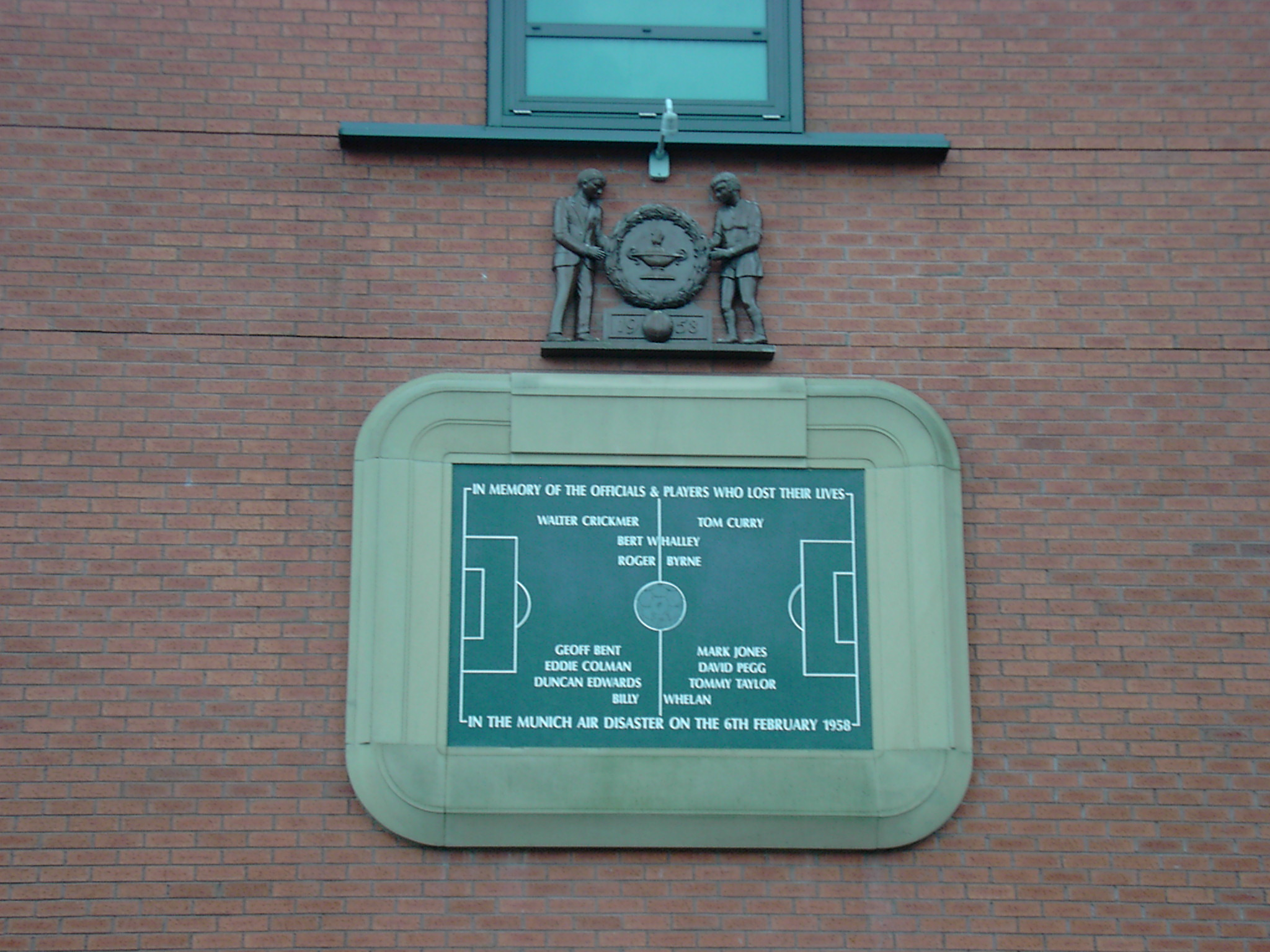
Plaque commémorative de la tragédie de Munich en 1958.

L'année suivante, le club connaît la plus grande tragédie de son histoire. Le 6 février 1958, huit joueurs et trois membres du staff sont tués dans l'accident aérien de Munich : Geoff Bent, Roger Byrne, Eddie Colman, Mark Jones, David Pegg, Tommy Taylor, Liam Whelan, Walter Crickmer (en) (secrétaire du club), Bert Whalley (entraineur adjoint), Tom Curry (entraineur adjoint) ainsi que Duncan Edwards, qui survit au crash mais meurt quinze jours plus tard à l'hôpital. Quinze autres sont blessés dont l'entraineur, Matt Busby, qui passe deux mois à l'hôpital et Johnny Berry qui prend sa retraite sportive à cause de ses blessures. Lors du crash, le gardien de but Harry Gregg sauve deux passagères ainsi que ses coéquipiers Bobby Charlton et Dennis Viollet en les sortant de l'avion en feu. Manchester United, décimée par le désastre de Munich, enchaine alors les mauvais résultats en championnat et perd en finale de la Coupe d'Angleterre contre Bolton Wanderers.

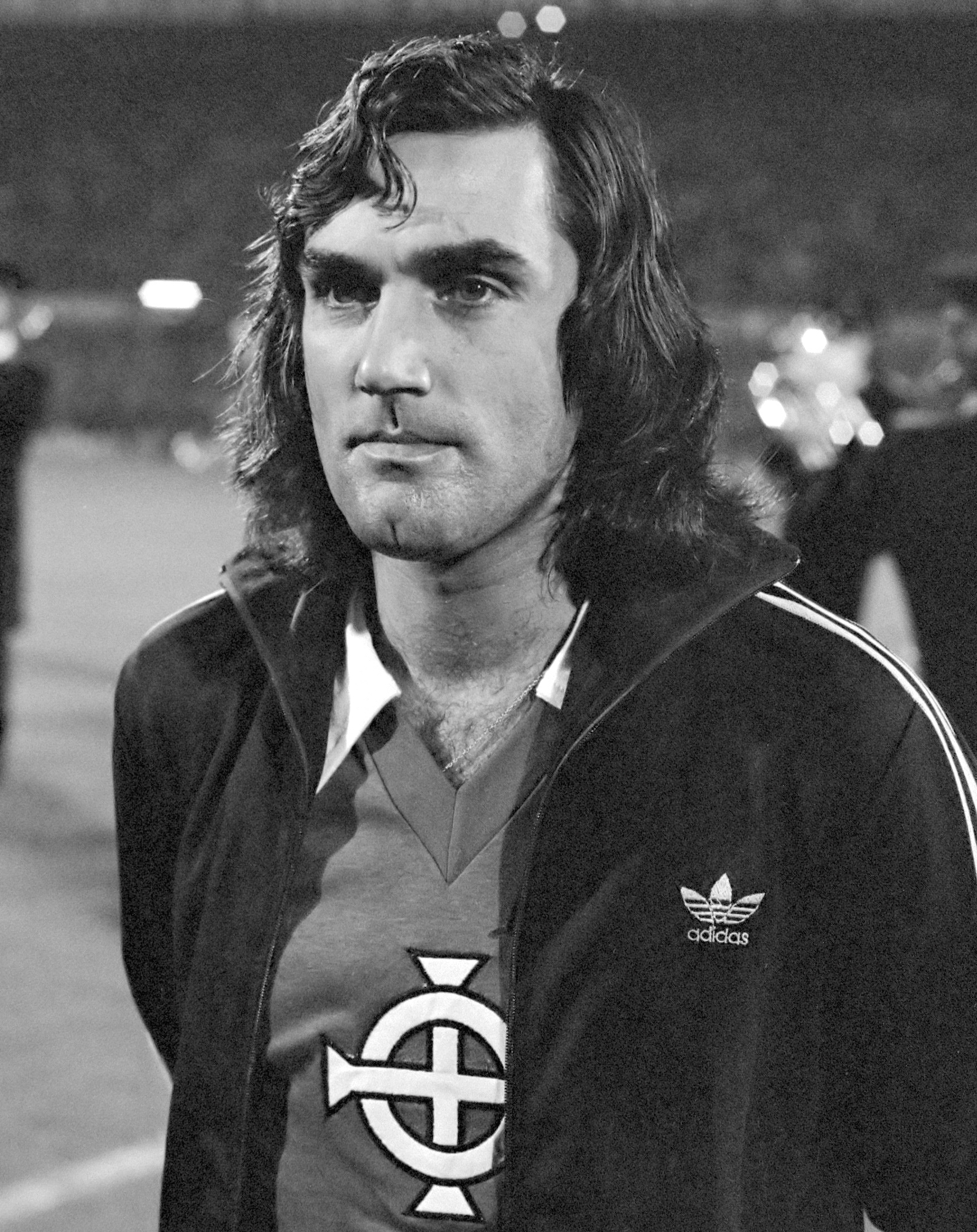
George Best participe activement au sacre en Coupe des clubs champions européens en 1968.

Matt Busby reconstruit son équipe pendant les années 1960, recrutant de nouveaux joueurs comme Denis Law ou Pat Crerand, et en faisant confiance à de nouveaux jeunes dont le plus célèbre est George Best. Il gagne alors la coupe d'Angleterre en 1963 mais finit dix-neuvième du championnat. Cependant, en 1964, le club retrouve le haut du classement en atteignant la seconde place. Cette même année, Manchester United fait face à une terrible désillusion sur la scène européenne en Coupe des coupes : vainqueurs du Sporting Portugal à Old Trafford d'une confortable avance 4-1, les Mancuniens subissent la pire défaite sur la scène européenne du club, 0-5 au retour. Le club est ensuite sacré champion d'Angleterre en 1965 et 1967.

L'équipe de Manchester lors de la finale de la coupe d'Europe le 29 mai 1968 à Londres.

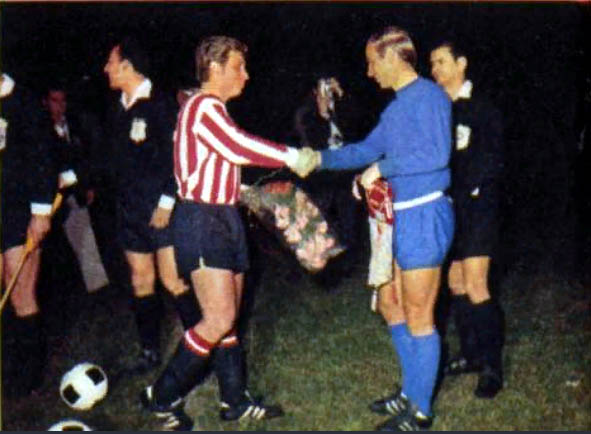
Le capitaine Bobby Charlton (en bleu) avant la finale de Coupe intercontinentale 1968.

La saison suivante, lors de la Coupe des clubs champions européens 1967-1968, les Anglais affrontent en demi-finale le Real Madrid, sextuple vainqueur de la compétition. Après un match aller réussi ou ils obtiennent la victoire 0-1 au Stade Santiago-Bernabéu grâce à un but de George Best, les Red Devils se retrouvent au bord de l'élimination au match retour en étant menés 1-3 au vingt minutes du coup de sifflet final. Une fin de match folle voit cependant David Sadler et Bill Foulkes marquer à quelques minutes d'intervalle et permettre à Matt Busby et ses hommes d'arracher le match nul 3-3 à Old Trafford et ainsi de se qualifier pour la première finale européenne de leur histoire. Lors de cette finale, les Mancuniens sont opposés au Benfica Lisbonne du grand Eusébio, déjà double vainqueur de la compétition. Ils l'emportent 4-1 après prolongation grâce à une performance de haute volée et deviennent ainsi le premier club anglais à gagner cette compétition. Cette équipe contient trois vainqueurs du Ballon d'or : Bobby Charlton, Denis Law et George Best. Quelques semaines plus tard, les Red Devils sont défaits en finale de la Coupe intercontinentale face à Estudiantes de La Plata : après une défaite 1-0 en Argentine, Manchester United concède le nul 1-1 à Old Trafford.
Après 24 ans en tant qu'entraineur de Manchester United, Matt Busby prend sa retraite en 1969 à l'issue de la saison. Il aura gagné avec les Reds Devils : cinq Championnats d'Angleterre, deux FA Cup, cinq Charity Shield et la Coupe des clubs champions européens.

### Années sans championnat (1969-1986)
C'est Wilf McGuinness (en) qui remplace Matt Busby lors de la saison en 1969-1970 et qui finit huitième en championnat. Puis, après un mauvais départ en 1970-1971, il est débarqué de l'équipe première et s'occupe de la réserve tandis que Matt Busby revient en urgence pour une pige de six mois. Les résultats s'améliorent mais après son départ durant l'été 1971, le club perd certains de ses meilleurs joueurs comme Nobby Stiles et Pat Crerand.

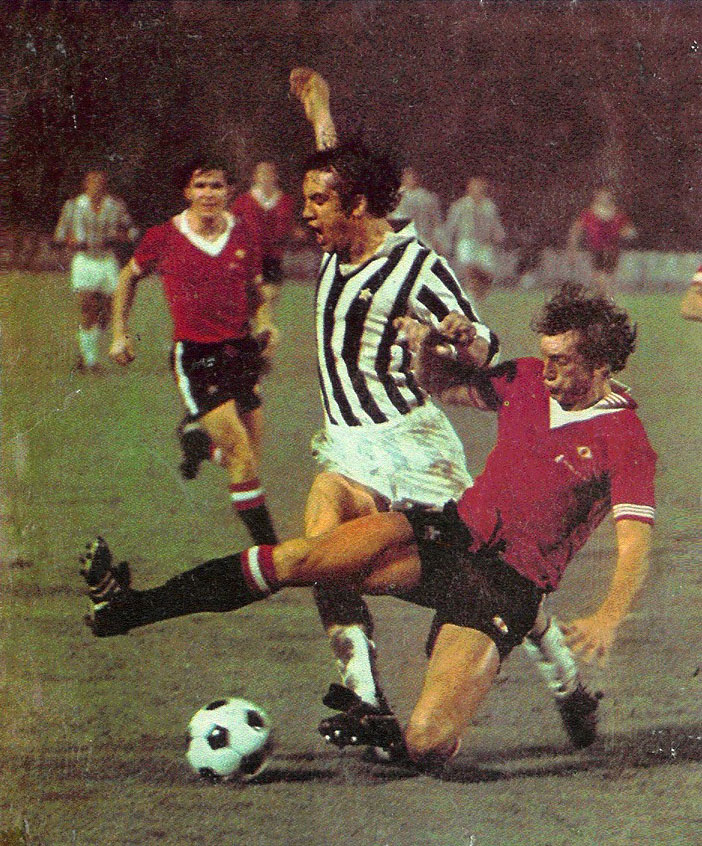
Les Red Devils face à la Juventus en Coupe UEFA 1976-1977.

Frank O'Farrell prend le poste d'entraîneur à Manchester United. Cependant, comme Wilf McGuinness (en), il y restera 18 mois. En 1972, Tommy Docherty (surnommé "the Doc") devient l'entraîneur et sauve le club de la relégation cette saison-là mais ne pourra y échapper en 1974 quand Denis Law, transféré à Manchester City à l'été 1973, marque le but qui aura pour conséquence de reléguer son ancien club. Avec cette relégation George Best et Bobby Charlton quittent également le club.
L'équipe remonte immédiatement et atteint la finale de la coupe d'Angleterre en 1976 (perdue contre Southampton FC). Le club atteint de nouveau cette finale en 1977 et bat le Liverpool FC. Malgré cette réussite et sa popularité auprès des fans, Tommy Docherty est renvoyé juste après la finale en raison d'une liaison avec la femme du physiothérapeute du club.

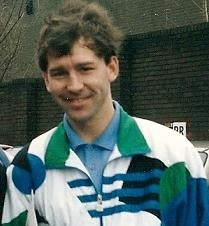
Bryan Robson, capitaine du club entre 1982 et 1994.

Le nouvel entraineur de Manchester United, Dave Sexton, met en place un jeu défensif (impopulaire en raison du passé du club qui prônait sous Matt Busby puis Tommy Docherty un jeu offensif). Le club reste dans le milieu de tableau du championnat et, bien qu'il gagne ses sept derniers matchs, Dave Sexton est renvoyé en 1981.
Ron Atkinson arrive au club et bat immédiatement le record des transferts britanniques en achetant Bryan Robson, qui est censé être le meilleur milieu depuis Duncan Edwards et qui deviendra le plus grand capitaine de l'histoire du club. Son équipe contient aussi Jesper Olsen, Paul McGrath, Gordon Strachan ainsi que Norman Whiteside et Mark Hughes formés au club. En 1984, le club atteindra les demi-finales de la Coupe des Coupes et s'inclinera devant le futur vainqueur, la Juventus sur le score de 1-1 à l'aller et 1-2 au retour. Manchester United gagnera ensuite la coupe d'Angleterre en 1985, après l'avoir perdue en finale en 1983, et devient favori pour gagner le championnat 1986 après dix victoires lors des dix premiers matches, mais ne finira que quatrième. Après un mauvais départ l'année suivante, Ron Atkinson est renvoyé avant la fin de la saison.

### L'ère Alex Ferguson (1986-2013)

#### Des débuts mitigés (1986-1991)

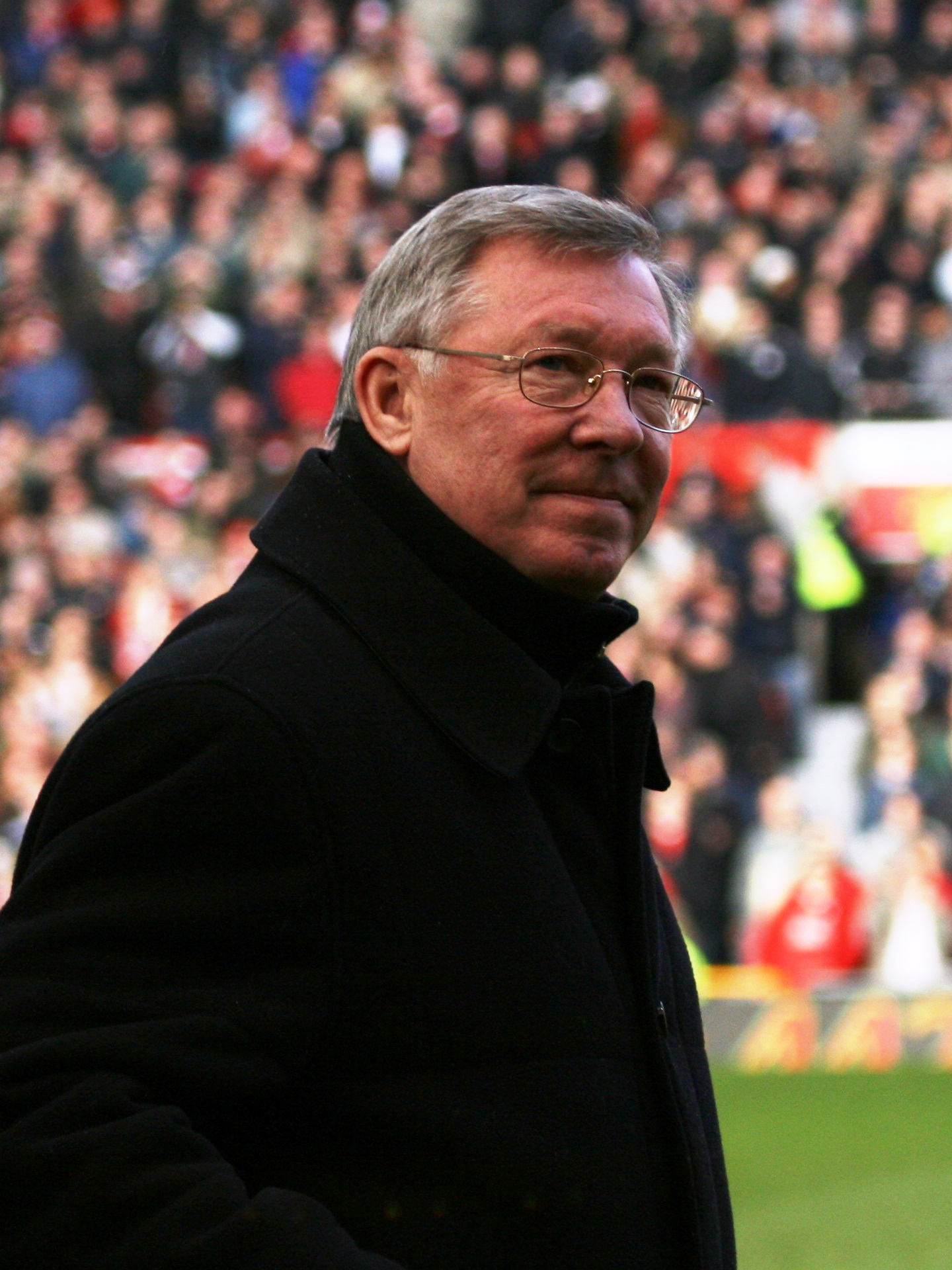
Sir Alex Ferguson.

Alex Ferguson arrive du Aberdeen FC pour remplacer Ron Atkinson et mène le club à la onzième place. La saison suivante en 1988, Manchester United finit vice-champion avec Brian McClair qui devient le premier joueur du club depuis George Best à marquer plus de 20 buts en championnat dans une saison. Cependant, Manchester United est à la peine les deux saisons suivantes et Alex Ferguson est sur le point d'être renvoyé en 1990 mais sera sauvé par un but de Mark Robins qui offre une victoire au troisième tour de la coupe d'Angleterre contre Nottingham Forest. L'équipe continue à gagner et remporte la coupe contre Crystal Palace.

Manchester United remporte la Coupe des Coupes face au FC Barcelone en 1991.

Manchester United gagne la Coupe des Coupes en 1991, battant le FC Barcelone en finale. Peu de temps après, le club entre en bourse pour une valeur de 47 millions de £. En manque de forme la saison suivante, les Reds Devils terminent à la seconde place du championnat derrière Leeds United.

#### La conquête de laPremier Leagueavec le Eric "the King" Cantona (1992-1997)

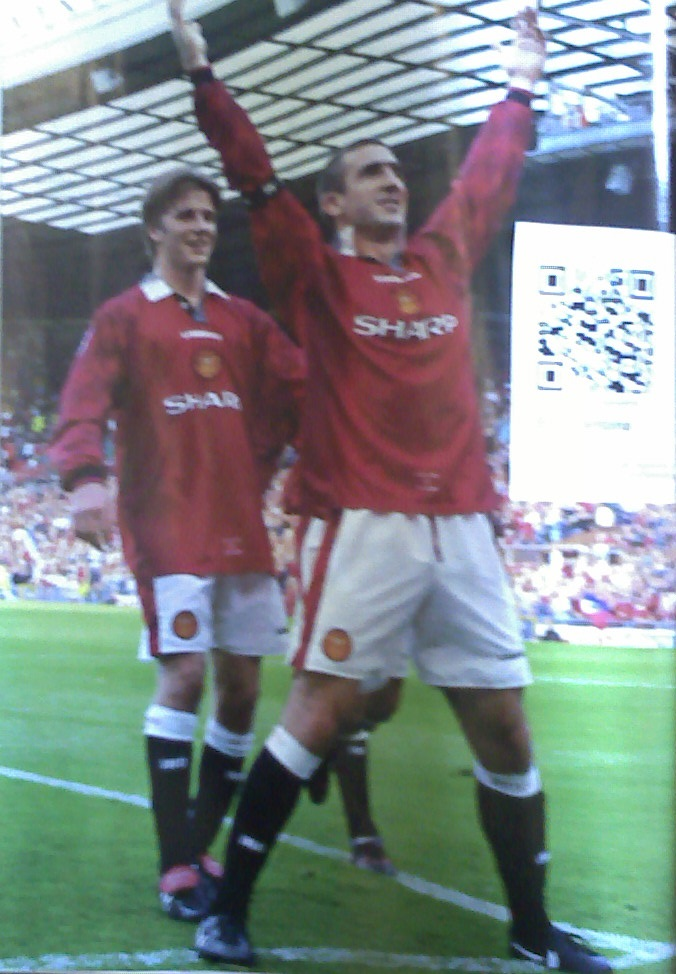
Eric Cantona est surnommé "Le King" par les fans de Manchester United

L'arrivée d'Éric Cantona en novembre 1992, ajouté à l'expérience de Gary Pallister, Denis Irwin, Paul Ince ainsi que de jeunes joueurs prometteurs formés au club comme Ryan Giggs redonne espoir au club. Ainsi, Manchester United remporte le championnat en 1993 (ce qui n'était plus arrivé depuis 1967) et réalise le doublé coupe-championnat pour la première fois la saison suivante, aidé par son nouveau joueur Roy Keane, un milieu déterminé venu de Nottingham Forest et qui deviendra capitaine. En revanche, la même année, le club est endeuillé par le décès de son entraîneur légendaire et président, Matt Busby, qui meurt le 20 janvier 1994.

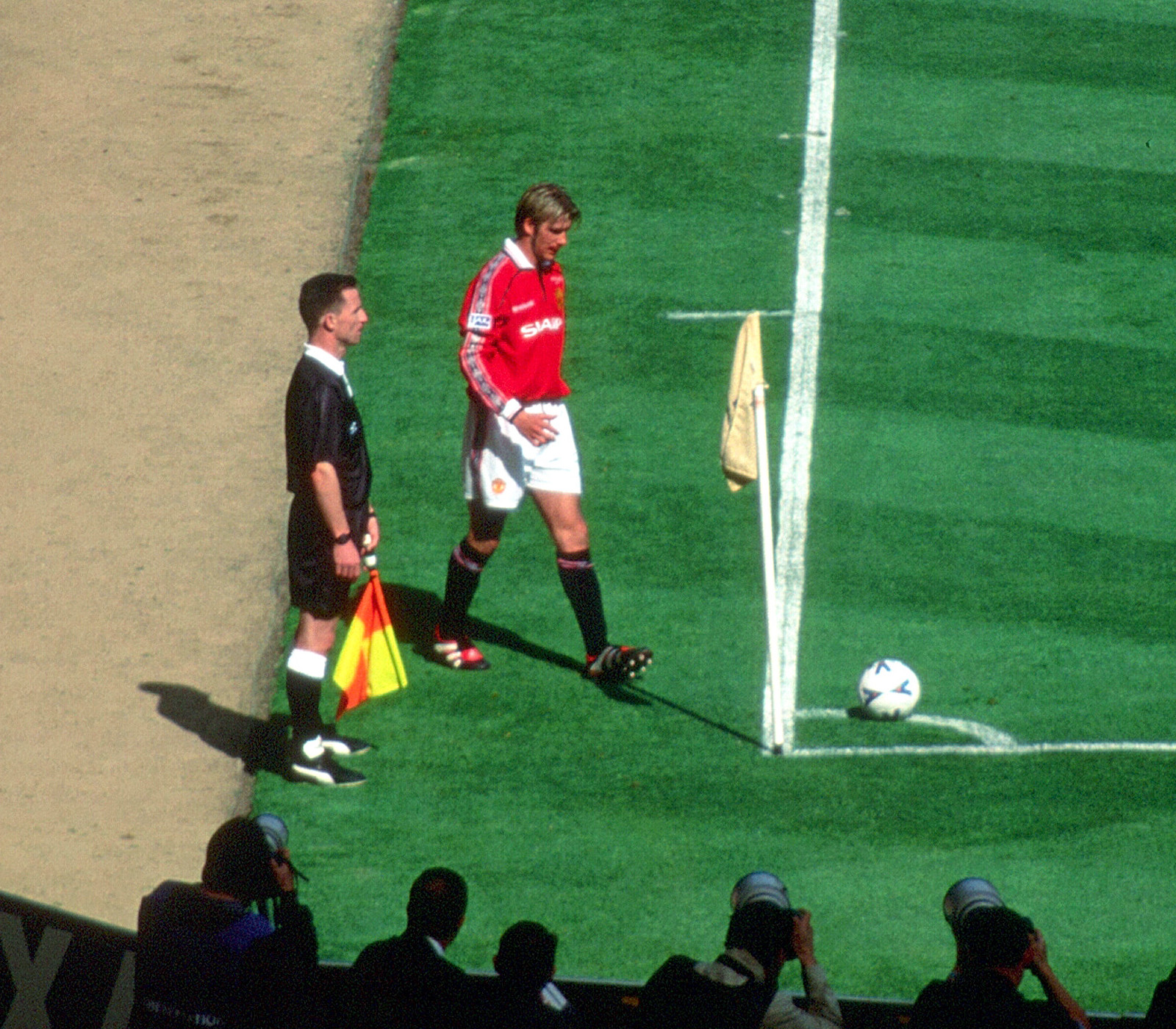
David Beckham fait partie des jeunes joueurs lancés par Alex Ferguson et jouera plus de 390 matchs avec les Red Devils.

En 1995, Éric Cantona est banni des terrains pour huit mois après un coup de pied sur un supporteur de Crystal Palace qui lui avait adressé des insultes raciales pendant un match à Selhurst Park. Son absence sera lourde de conséquences puisque Manchester United perdra en finale de la coupe d'Angleterre contre le Everton FC et surtout finira le championnat deuxième derrière les Blackburn Rovers. C'est d'ailleurs la seule saison avec Éric Cantona où le club ne sera pas champion. Par la suite, Alex Ferguson crée une controverse en vendant ses joueurs clés et en les remplaçant par des jeunes comme David Beckham, Nicky Butt, Gary Neville, Phil Neville et Paul Scholes. Cependant ces nouveaux étonnent beaucoup d'experts et les Red Devils réalisent à nouveau le doublé coupe-championnat en 1996. Ce fut d'ailleurs la première fois qu'un club anglais réalise le doublé deux fois. Le club gagne le championnat en 1997 et Éric Cantona annonce son retrait du football à 30 ans seulement. L'année suivante, Manchester United finit second derrière le Arsenal FC.

#### The class of 92: La génération Beckham au pouvoir et le triplé (1997-2003)
La saison 1998-1999 de Manchester United est la plus réussie de l'histoire du football anglais car le club devient le premier à remporter à la fois le championnat, la coupe d'Angleterre et la Ligue des champions.

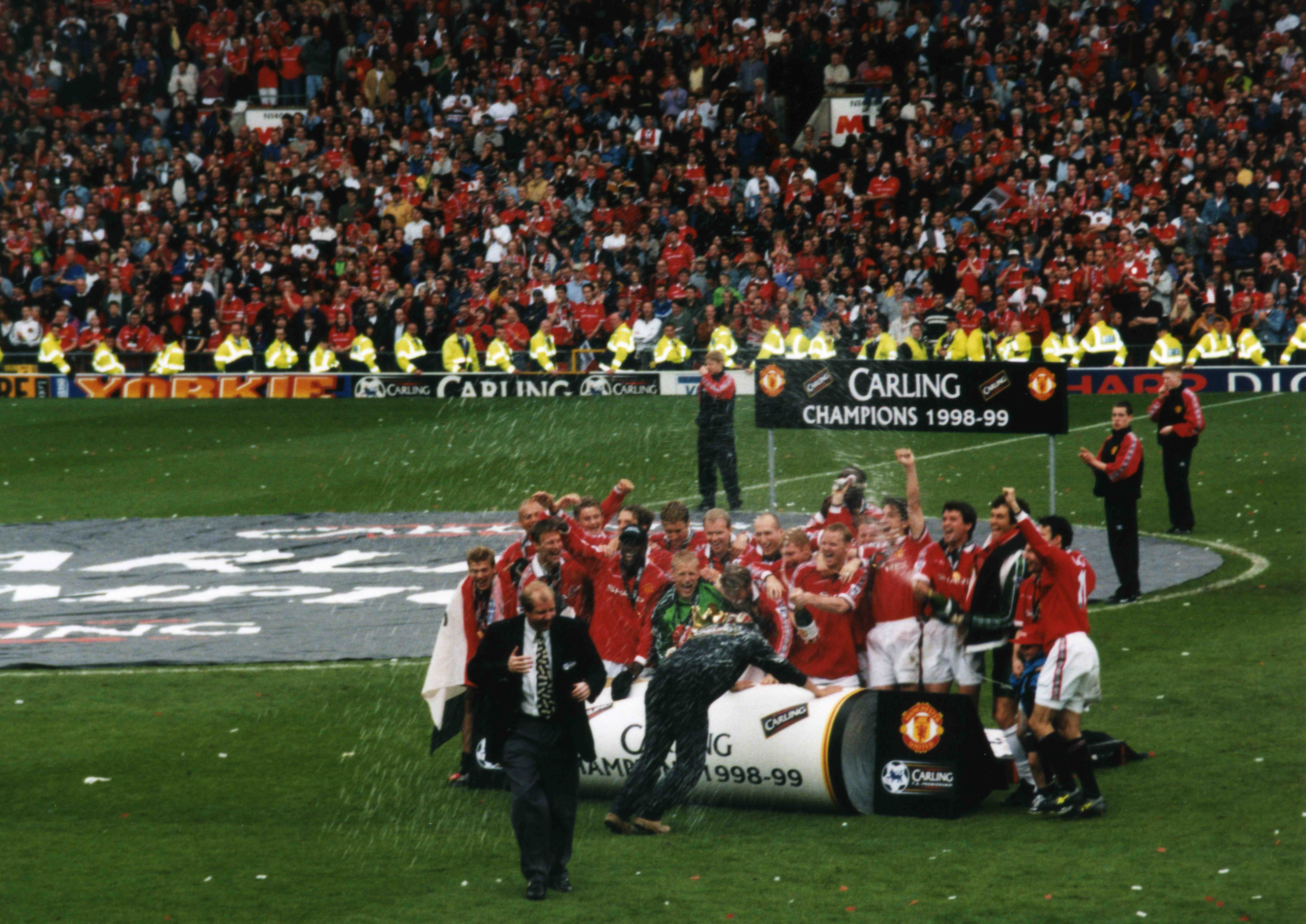
Célébration du titre de champion d'Angleterre 1998-1999.

L'équipe de Manchester United qui remporte le Triplé historique en 1999

En championnat, le club lutte jusqu’au bout avec les deux clubs londoniens d'Arsenal et Chelsea pour tenter de devenir champion. Ce n'est qu'à la dernière journée que les Red Devils sont sacrés champions d'Angleterre pour la douzième fois de leur histoire en battant Tottenham Hotspur 2-1.

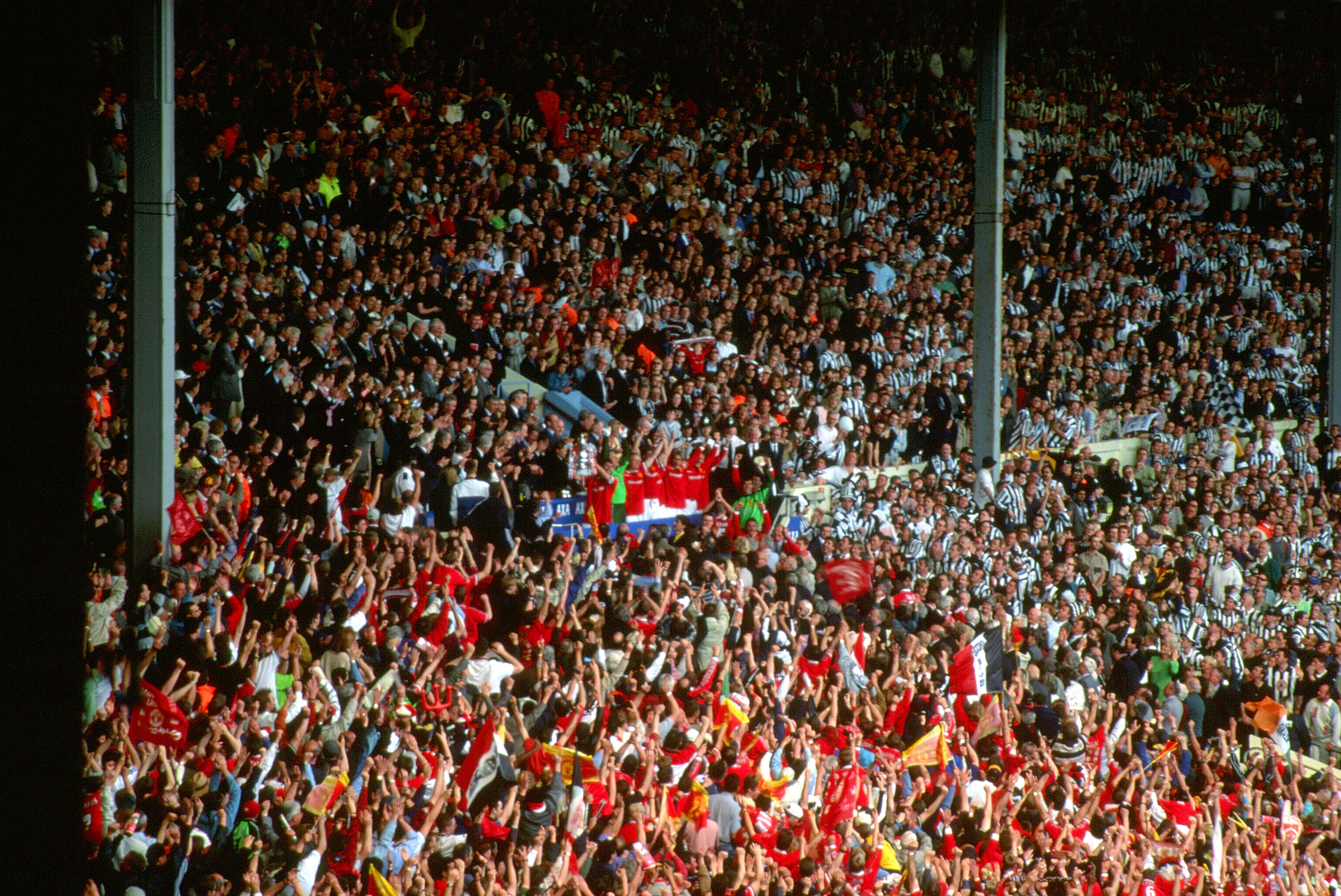
Le capitaine Roy Keane soulève la FA Cup après la victoire contre Newcastle United.

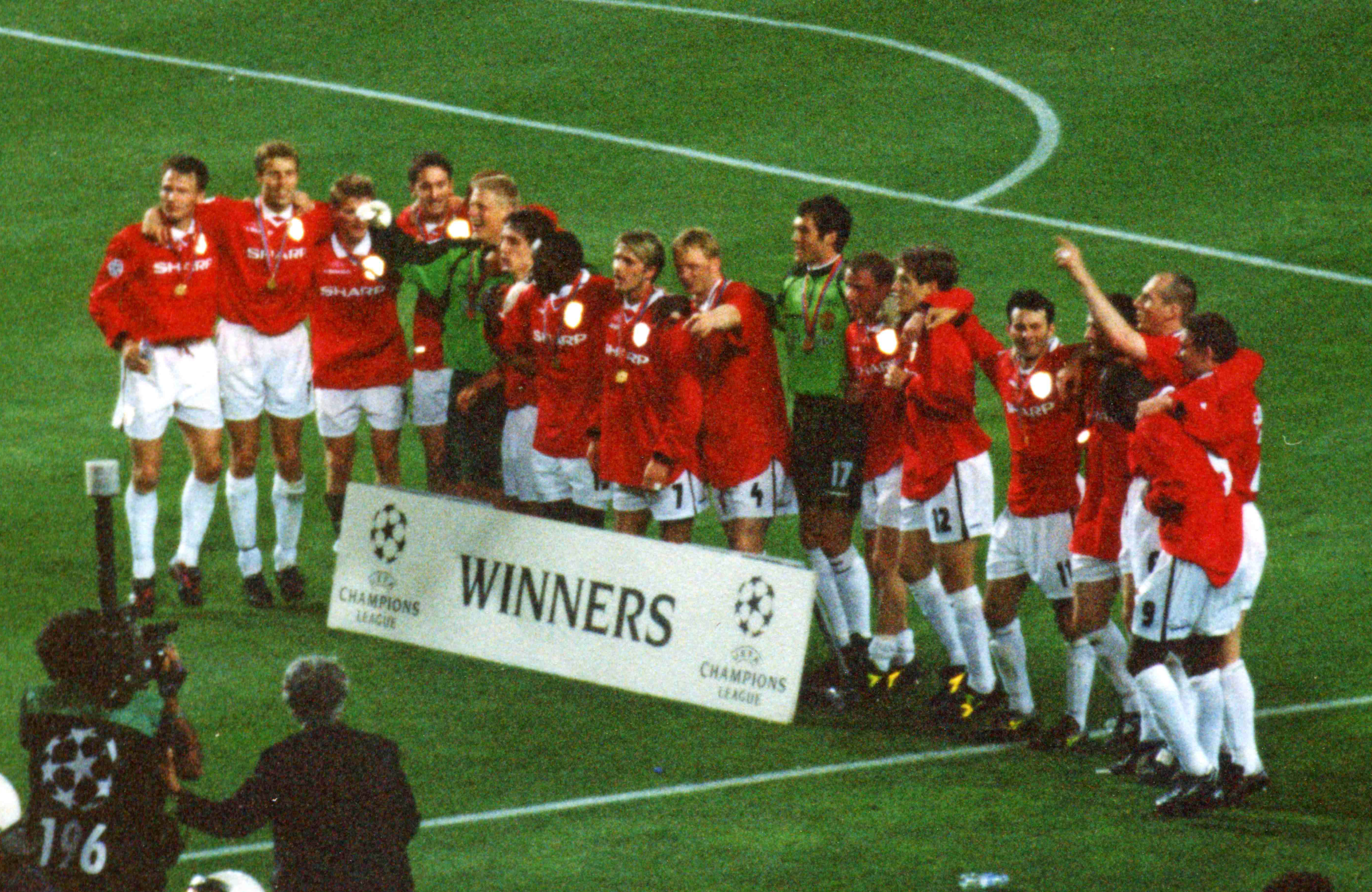
Les Red Devils champions d'Europe en 1999.

En coupe, Ferguson et ses hommes réalisent un parcours remarquable en éliminant à tour de rôle Middlesbrough, Liverpool , Fulham et Chelsea pour atteindre le dernier carré de la compétition. En demi-finale, le club est opposé Arsenal, avec qui il est également à la lutte en championnat. Après un match nul 0-0, les deux équipes sont contraintes au replay. David Beckham ouvre le score peu après le quart d'heure de jeu mais l'international néerlandais Dennis Bergkamp permet aux Gunners de revenir à égalité et d'arracher les prolongations. C'est finalement le gallois Ryan Giggs qui permet à United de se qualifier pour la finale de la compétition grâce à un slalom d'anthologie. En finale de la coupe d'Angleterre, MU est opposé à Newcastle United, à Wembley, devant près de 80.000 spectateurs et l'emporte 2-0 grâce à des buts des anglais Teddy Sheringham et Paul Scholes.
Enfin, en Ligue des champions, les Mancuniens se débarrassent notamment des italiens de l'Inter Milan et de la Juventus pour se retrouver en finale contre le Bayern Munich, au Camp Nou. Les anglais sont rapidement menés 1-0 dès la 6e minute , mais une fin de match de folie voit les attaquants Teddy Sheringham et Ole Gunnar Solskjær marquer dans les arrêts de jeu de la seconde période,, pour leur permettre de l'emporter 2-1. Grâce à ce succès, United est sacré champion d'Europe pour la deuxième fois de son histoire, 31 ans après le premier sacre face au Benfica.
Le 30 novembre 1999, ils remportent également la Coupe intercontinentale en battant le SE Palmeiras 1-0 à Tokyo.
Le début des années 2000 est marqué par l'intensification de la rivalité entre les Red Devils et Arsenal. Alex Ferguson et l'entraineur Arsène Wenger, sont incontestablement les deux meilleurs techniciens du Royaume et les deux clubs se partagent tous les titres de champion d'Angleterre entre les saisons 1995-1996 et 2003-2004.

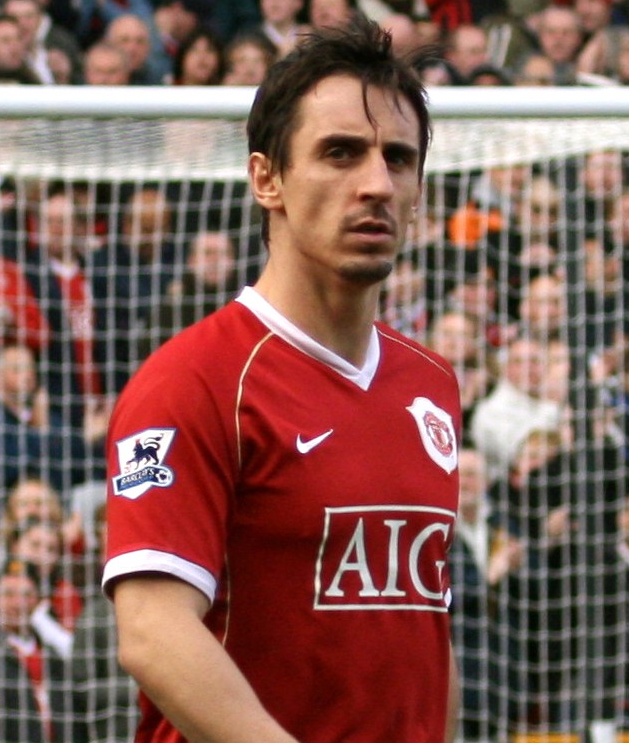
Gary Neville est l'arrière droit indéboulonable et l'un des leaders de l'effectif entre 1995 et 2007.

Après avoir remporté le titre en 1999 à la dernière journée, United gagne facilement le championnat en 2000 et 2001, avec 18 points puis 10 points d'avance sur Arsenal. Toutefois, les résultats sur la scène européenne sont plus décevants et le club échoue deux fois en quart de finale de la ligue des champions. En 2000, Manchester fonde le G 14 avec treize autres clubs européens majeurs. Le club refuse de prendre part à la coupe d'Angleterre afin de participer à la Coupe Intercontinentale de la FIFA à cause de la pression de la FA et de l'UEFA. Ferguson adopte une tactique plus défensive en 2002 afin de remporter la Ligue des champions, mais cela compromet les chances de l'équipe sur le plan national qui termine à la troisième place. La saison européenne est également un échec puisque le club ne parvient pas à éliminer le Bayer Leverkusen en demi-finale de la Ligue des champions. Après avoir cédé sa couronne de champion d'Angleterre à Arsenal à l'issue de la saison 2001-2002, United décide de frapper un grand coup sur le marché des transferts en recrutant le défenseur star de Leeds United, Rio Ferdinand en échange d'un chèque de 40,000 £.000.

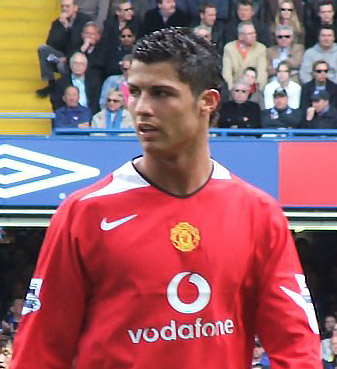
Cristiano Ronaldo débarque à Old Trafford durant l'été 2003.

Cet investissement se montre immédiatement payant puisque Ferdinand s'intègre tout de suite au collectif de l'équipe et permet au club de décrocher une nouvelle victoire en championnat en 2003. Durant l'intersaison, David Beckham est transféré au Real Madrid après une dispute dans les vestiaires avec Alex Ferguson.

#### Les années Rooney et Ronaldo (2003-2013)
Le départ de David Beckham marque un changement de génération ainsi qu'un changement de style de jeu pour Manchester United. L'arrivée des jeunes prodiges Wayne Rooney et Cristiano Ronaldo vont peu à peu pousser vers la sortie le pourtant très performant Ruud Van Nistelrooy.
Ce même été, les Red Devils se rendent à Lisbonne, au Portugal, afin de participer au match d'inauguration du nouveau stade du Sporting Lisbonne, le stade José Alvalade XXI. Durant la rencontre, Cristiano Ronaldo, un jeune ailier de 18 ans tape dans l'œil de Ferguson qui décide de le recruter quelques semaines plus tard. En 2004, Rio Ferdinand, est suspendu huit mois pour avoir évité un contrôle antidopage. Incapables de rivaliser face aux invincibles d'Arsenal qui terminent champions sans avoir perdu le moindre match, les Mancuniens sauvent leur saison en remportant la coupe d'Angleterre en battant Millwall 3-0 en finale.

Manchester United remporte la Ligue des Champions en 2008 face à Chelsea (1-1, TAB)

En 2004-2005, le club frappe un nouveau gros coup sur le marché des transferts en recrutant le prodige anglais Wayne Rooney, en provenance d'Everton. Toutefois, le club ne remporte aucun trophée, terminant troisième du championnat, loin derrière le champion Chelsea et perdant également la finale de la coupe d'Angleterre aux tirs au but face à Arsenal.
Quelques mois plus tard, les Red Devils voient l'homme d'affaires américain Malcolm Glazer acquérir une partie du contrôle dans le club par l'intermédiaire de son entreprise d'investissement Red Football Ltd grâce à une OPA valorisant le club à environ 800 millions de livres,.

Manchester United s'incline en finale de Ligue des champions 2009 face au FC Barcelone (2-0)

Le 16 mai, il augmente sa part à 75 % nécessaire afin de pouvoir retirer le club de la Bourse, ce qui en fait un privé de nouveau, et annonce son intention de le faire dans les 20 jours. Le 8 juin, il nomme son fils à la tête de Manchester United en tant que directeur non exécutif. L'acquisition du club par la famille Glazer a été effectuée en grande partie grâce à l'emprunt, le montage financier étant de type LBO.

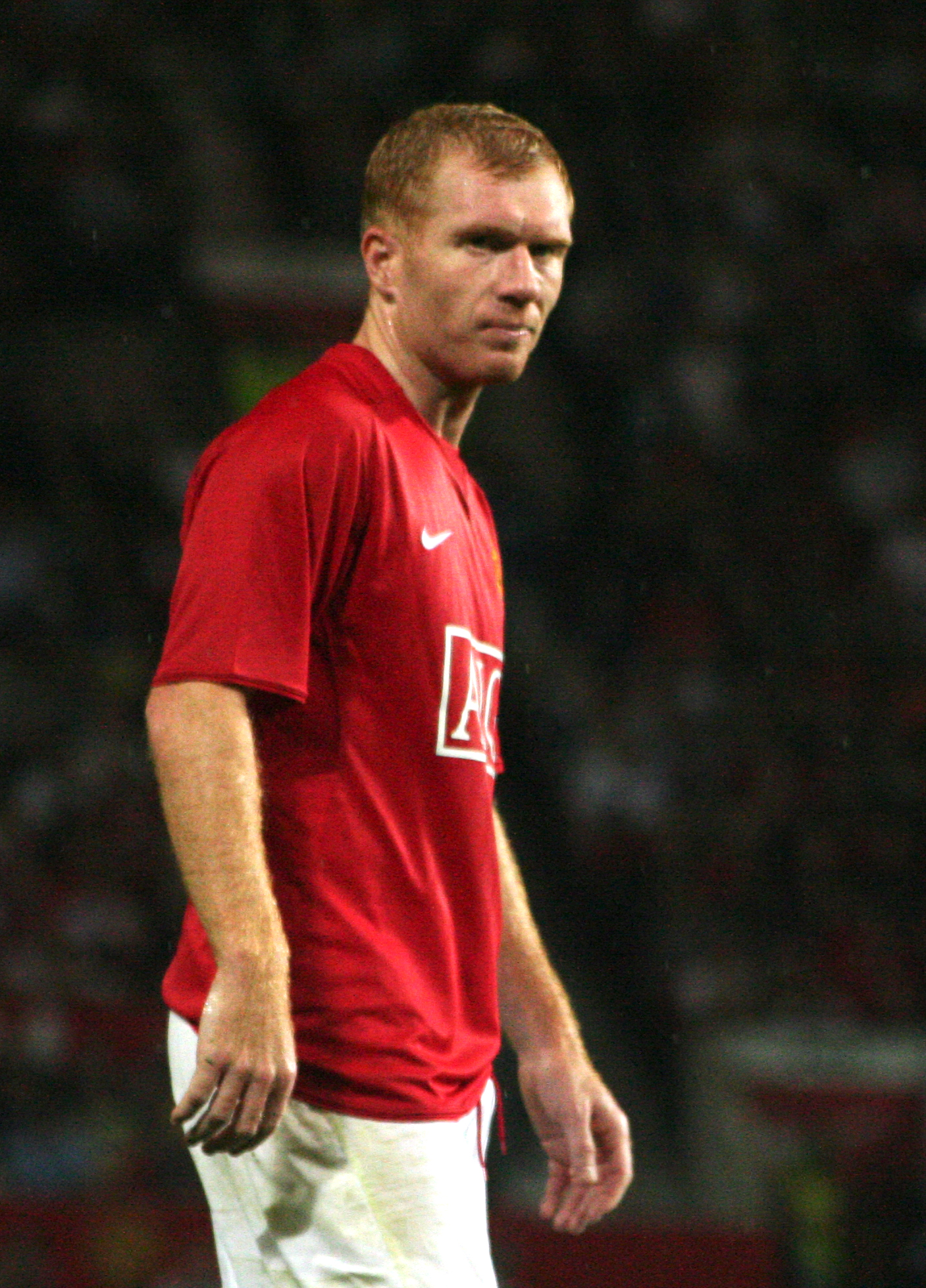
Paul Scholes, joueur clé de Ferguson dans les années 1990, 2000 et début 2010.

L'année suivante, Manchester United commence mal la saison : le club ne se qualifie pas pour le second tour de la Ligue des champions pour la première fois en une décennie. Cependant, un changement tactique permet au club de bien finir la saison et de remporter la Coupe de la Ligue anglaise en battant Wigan 4-0. Après Roy Keane qui avait quitté le club en début d'année après avoir critiqué publiquement certains jeunes joueurs,, Ruud van Nistelrooy annonce également son départ en fin d'année après une dispute avec Alex Ferguson.

Ryan Giggs, ici champion d'Angleterre, bat le record du nombre d'apparitions avec les Red Devils en 2008.

En 2007, Manchester remporte le championnat grâce à un football offensif marquant 20 buts de plus que Chelsea qui finit second. Les deux joyaux du club, Ronaldo et Rooney prennent de plus en plus de responsabilités dans l'équipe et permettent au club de remonter sur le toit de l'Angleterre. Les espoirs d'un nouveau triplé sont détruits quand l'AC Milan les élimine en demi-finale de la Ligue des champions avant que Chelsea ne remporte la coupe d'Angleterre en battant United, 1-0.
Après la mésaventure de l'année dernière[Quand ?], le club remporte le championnat lors de la saison 2007-2008 pour la 17e fois au terme de la dernière journée du championnat, devançant Chelsea de deux points seulement. Au cours de l'année, Cristiano Ronaldo explose en inscrivant 42 buts toute compétitions confondues. Le 21 mai 2008, les Red Devils remportent la Ligue des champions contre Chelsea au terme d'une finale palpitante s'étant achevée aux tirs au but (6-5, 1-1 après le temps réglementaire). La victoire intervient 100 ans après le premier titre de Manchester United, 50 ans après le désastre de Munich et 40 ans après la première coupe européenne remportée. Au cours de ce match, Ryan Giggs, entré en cours de jeu, dépasse le record d'apparitions de Bobby Charlton en apparaissant pour la 759e fois. Le Gallois entre ainsi un peu plus encore dans la légende du club.

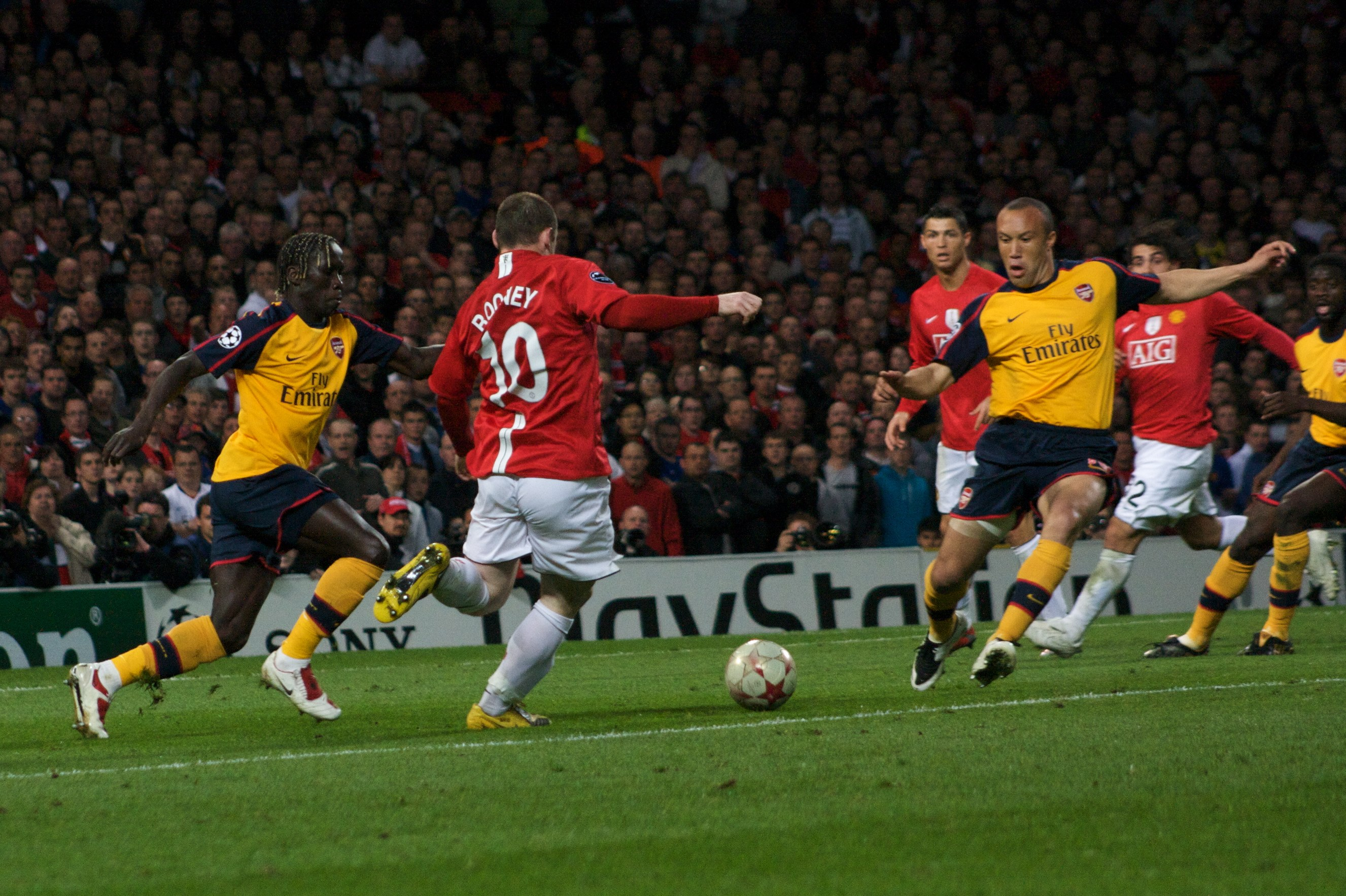
Wayne Rooney lors d'un duel en demi-finale de la Ligue des champions face à Arsenal en 2009.

Les deux saisons suivantes, le club remporte un 18e titre de champion d'Angleterre lors de la saison 2008-2009 - ce qui le place au niveau de Liverpool au nombre de titres conquis, échoue en finale de la Ligue des champions 2008-2009 battu par le FC Barcelone (2-0), perd le championnat d'un point en 2009-2010 et gagne la Coupe de la Ligue anglaise en battant Aston Villa. Le club voit également Carlos Tévez partir vers Manchester City et également Cristiano Ronaldo partir vers le Real Madrid pour un montant record de 97 millions d'euros.

Manchester United s'incline à nouveau en finale de Ligue des Champions face au FC Barcelone (3-1)

Lors de la saison 2010-2011, Manchester United remporte son 19e titre de champion contre Blackburn Rovers, dépassant ainsi Liverpool au nombre de titres de champions d'Angleterre et sera une nouvelle fois battue par le FC Barcelone en finale de Ligue des champions au Wembley Stadium, 3-1. C'est également lors de cette saison qu'une statistique impressionnante est dévoilée après un match contre Chelsea : Alex Ferguson a mis fin a une série record de 166 matchs d'affilée sans aligner les mêmes joueurs au coup d'envoi. La dernière fois qu'il avait reconduit la même équipe sur deux matchs d'affilée, c'était en mai 2008.
Les saisons suivantes, le club perd Edwin van der Sar, Gary Neville et Paul Scholes en 2011, retraités, mais officialise les arrivées de Phil Jones et d'Ashley Young pour environ 17 millions de livres chacun, ainsi que le gardien espagnol David de Gea pour 19 millions de livres. Le club remporte seulement la Community Shield 2011 en début de saison et est devancé par Manchester City pour le titre de champion en toute fin de championnat. Le club ne se laisse pas abattre et officialise les arrivées de Robin van Persie et de Shinji Kagawa dès l'été suivant afin de renforcer l'effectif. Le club trouve le chemin de Chelsea qui les élimine de la Coupe d'Angleterre et de la League Cup. Le club parvient tout de même à remporter le championnat avec neuf points d'avance sur City.

### L'après Ferguson: le déclin (depuis 2013)

#### Une transition compliquée (2013-2016)
Le 8 mai 2013, Alex Ferguson annonce officiellement sa retraite qui prend effet à la fin de la saison 2012-2013. Il est remplacé par David Moyes, l'ex-entraîneur d'Everton pour une durée initiale de six ans,. Cependant, ce dernier ne reste que onze mois à la tête du club et le quitte le 22 avril 2014, la faute à de mauvais résultats. Malgré l'achat de Juan Mata lors du mercato hivernal, le club termine 7e du championnat, est éliminé lors du troisième tour de la FA Cup, est éliminé en demi-finale de la League Cup et est éliminé en quart de finale de la Ligue des champions. Ryan Giggs, adjoint de Moyes, est alors chargé d'assurer l'intérim jusqu'à la fin de la saison.
Désireux de retrouver les sommets, les dirigeants mancuniens engagent le Néerlandais Louis van Gaal pour trois ans, faisant de lui le premier entraîneur non britannique à diriger le club. Quatre légendes du club qui totalisent 2047 matchs sous le maillot de Manchester United quittent le club : Ryan Giggs (retraite), Nemanja Vidić (fin de contrat), Rio Ferdinand (fin de contrat) et Patrice Évra (1,5 million d'euros + 0,4M bonus). Pour compenser leur départ, plus de 190 millions d'euros sont dépensés pour le milieu Ander Herrera (36 millions d'euros, Athletic Bilbao), le latéral gauche Luke Shaw (32,5 millions d'euros + 5M bonus, Southampton FC), le défenseur Marcos Rojo (20 millions d'euros, Sporting Portugal), le milieu Ángel Di María (75 millions d'euros, Real Madrid CF, qui devient ainsi la recrue la plus chère de l'histoire de la Premier League), le défenseur Daley Blind (18 millions d'euros, Ajax Amsterdam) et enfin l'attaquant Radamel Falcao (prêt à 10 millions d'euros avec option d'achat à 55 millions d'euros, AS Monaco). Inconstantes, les troupes de Van Gaal finissent la saison à la quatrième place de Premier League avec 70 points (20 victoires, 10 matchs nuls, 8 défaites). L'objectif du club de retrouver la Ligue des champions est donc atteint.
À l'été 2015, l'équipe continue d'être façonnée avec un grand budget. Le jeune ailier néerlandais Memphis Depay (champion et meilleur buteur d'Eredivisie avec 22 buts) est recruté pour 32 millions d'euros et hérite du mythique maillot numéro 7, porté entre autres par David Beckham, Cristiano Ronaldo et Éric Cantona. Le club continue son mercato en faisant signer le défenseur italien Matteo Darmian (en provenace du Torino Football Club) pour 18 millions d'euros ainsi que deux milieux de terrain, l'Allemand Bastian Schweinsteiger (du Bayern Munich, acheté 18 millions d'euros) et le Français Morgan Schneiderlin (Southampton Football Club, pour 32 millions d'euros). Dans le même temps, le club vend l'attaquant Robin van Persie au Fenerbahçe SK. En fin de mercato le club achète le jeune attaquant français Anthony Martial, en provenance de l'AS Monaco, pour un montant de 50 millions d'euros (+30M de bonus).
Malgré une 12e FA Cup remportée en 2016, le club se sépare de Louis van Gaal le 23 mai 2016, ce dernier n'ayant notamment pas réussi à qualifier l'équipe pour la Ligue des champions. Il est alors remplacé par le technicien portugais José Mourinho.

#### Un retour progressif au premier plan avec Mourinho (2016-2018)
La première saison de José Mourinho comme entraîneur du club est réussie au niveau des titres remportés avec un triplé. En effet les mancuniens glanent tout d'abord le Community Shield, contre le champion en titre Leicester, sur le score de 2-1, la Coupe de la Ligue face à Southampton 3-2, et surtout la Ligue Europa, en battant en finale l'Ajax Amsterdam, sur le score de 2-0, faisant des Red Devils le cinquième club à remporter les trois compétitions européennes, à savoir la Ligue des Champions, la Coupe des Coupes et la Ligue Europa, après la Juventus en 1985, l'Ajax Amsterdam et le Bayern Munich en 1996, puis Chelsea en 2013. Les Mancuniens retrouvent donc la Ligue des champions et se qualifient pour la Supercoupe de l'UEFA. Durant le mercato estival, les Red Devils ont acheté le défenseur ivoirien Éric Bailly (Villarreal, 38 M€), l'attaquant suédois Zlatan Ibrahimović en fin de contrat avec le Paris Saint-Germain, le milieu de terrain Henrikh Mkhitaryan (Borussia Dortmund, 40 M€) et officialisé le retour de l'international français Paul Pogba pour la somme record de 105 M€ (+5 M€ bonus) en provenance de la Juventus.

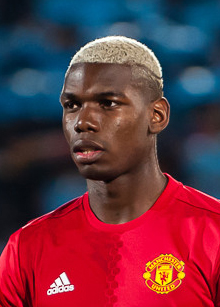
Paul Pogba devient en 2016 le joueur le plus cher de l'histoire du club.

Le mercato hivernal voit les départs de l'attaquant néerlandais Memphis Depay vers l'Olympique lyonnais, du milieu français Morgan Schneiderlin vers Everton et du milieu allemand Bastian Schweinsteiger vers le club des Fire de Chicago (Major League Soccer). Le bilan est plus mitigé en championnat avec une sixième place ; Manchester United est éliminé en quarts de finale de Coupe d'Angleterre contre Chelsea.
Lors d'un match contre Stoke City (score final 1-1), Wayne Rooney entre dans la légende de Manchester United en inscrivant son 250e but en 546 matchs, devenant le meilleur buteur de l'histoire du club. Il est finalement vendu à son club formateur, Everton, pendant le mercato estival de 2017. José Mourinho recrute ensuite le défenseur suédois Victor Lindelöf en provenance du Benfica Lisbonne, l'attaquant belge Romelu Lukaku (2e meilleur buteur du championnat la saison précédente), en provenance d'Everton et le milieu de terrain serbe Nemanja Matić (Chelsea). La saison 2017-2018 du club commence par une défaite 1-2 contre le Real Madrid en Supercoupe de l'UEFA, malgré un but de Romelu Lukaku.

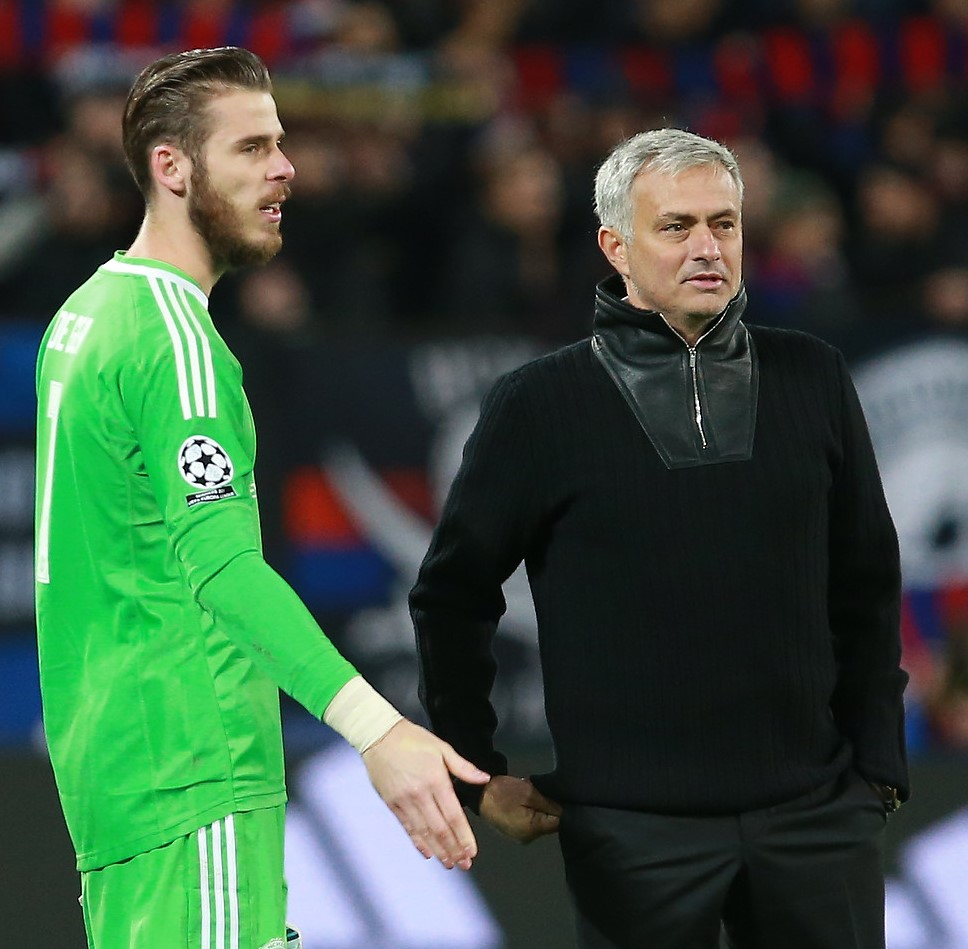
José Mourinho coach de 2016 à 2018 et David de Gea de 2011 à 2023.

Durant l'hiver 2018, Manchester United et Arsenal procèdent à un échange entre Henrikh Mkhitaryan et Alexis Sánchez sans indemnité de transfert supplémentaire. Alexis Sanchez devient le nouveau numéro 7 du club, laissé libre après le départ de Memphis Depay un an plus tôt. Quelques mois plus tard, Ibrahimovic est résilié par le club. Les Mancuniens terminent l'exercice 2017-2018 avec un total de 81 points (25 victoires, 6 nuls, 7 défaites), soit le total le plus important depuis le départ d’Alex Ferguson. Malgré un jeu sujet régulièrement aux critiques (jugé trop défensif), Manchester United commence à retrouver les sommets, disputant notamment la Ligue des champions dès les phases de groupe pour la deuxième saison d'affilée, une première depuis la retraite de Ferguson.
Pendant le mercato estival qui suit, José Mourinho fait l'achat de plusieurs joueurs comme Fred ou Diogo Dalot. Le club mancunien voit également partir Michael Carrick (retraite) ou encore Daley Blind (transfert à l'Ajax Amsterdam pour 16 millions d'euros). À la suite d'un début de saison trop négatif, l'entraîneur portugais est licencié et remplacé par trois anciens joueurs de Manchester United : Ole Gunnar Solskjær, secondé par Mike Phelan (déjà ancien adjoint de Ferguson) et Michael Carrick. Marouane Fellaini est ensuite transféré au Shandong Luneng Taishan pour 10 millions d'euros pendant le mercato hivernal.

#### Arrivée d'Ole Gunnar Solskjær (2019-2022)

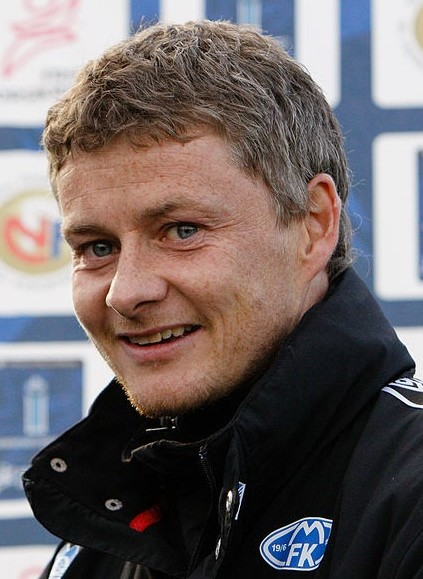
Ole Gunnar Solskjær coach de 2019 à 2023

Le 6 mars 2019, Manchester United réalise un come-back inédit en Ligue des champions contre le Paris SG en remportant le match retour au Parc des Princes par 3 buts à 1 (défaite 0-2 à l'aller) ; en effet, dans l'histoire de la compétition, aucune équipe ne s'était qualifée pour le tour suivant en ayant perdu le match aller 0-2 à domicile. L'exploit est d'autant plus commenté que Manchester United jouait avec une équipe largement remaniée, composée de plusieurs joueurs issus du centre de formation tels que Mason Greenwood et Tahith Chong, qui jouaient leurs premières minutes en Ligue des champions (Greenwood jouant même ses premières minutes en pro) ; ce remaniement d'équipe fait suite à l'absence de neuf joueurs cadres (tels qu'Anthony Martial et Jesse Lingard, blessés, ou Paul Pogba, suspendu après un carton rouge au match aller).
Le 28 mars 2019, Ole Gunnar Solskjær est confirmé en tant qu'entraîneur à plein temps après avoir signé un contrat de trois ans. Ed Woodward, vice-président exécutif, déclare à ce sujet : “Depuis qu'Ole a repris en main l'équipe en décembre, les résultats parlent pour lui.”. Mike Phelan signe quant à lui son contrat le 10 mai 2019 en tant que premier adjoint de Solskjær.
La fin de saison est plus difficile, avec une sixième place en championnat et une élimination en quart de finale de Ligue des champions contre le FC Barcelone (défaite 4-0, scores cumulés). Le capitaine équatorien Antonio Valencia et l'Espagnol Ander Herrera quittent le club, leurs contrats n'ayant pas été renouvelés.
Lors du dernier match de la saison, Mason Greenwood est titularisé pour la première fois en Premier League à l'âge de 17 ans et 223 jours, faisant de lui le plus jeune joueur de Manchester United à démarrer un match de Premier League.
Après un début de saison difficile en championnat, (12e après la 8e journée), Manchester United se relance en achetant Bruno Fernandes au Sporting CP lors du mercato hivernal, et finit la saison 2019-2020 à la 3e place, qualificative pour la Ligue des champions, une saison particulière en raison de la Pandémie de Covid-19 qui entraîne plusieurs mois d'interruption. Toutefois, les Mancuniens échouent au stade des demi-finales dans les trois compétitions dans lesquelles ils étaient engagés : en League Cup contre Manchester City, en FA Cup contre Chelsea, et en Ligue Europa contre Séville.
Avec un mercato marqué par l'arrivée de Donny van de Beek, Alex Telles, Facundo Pellistri et Edinson Cavani, Manchester United fait un début de championnat difficile (16e après sept journées). Par la suite, le club enchaîne les succès et se retrouve leader du championnat en janvier 2021 après une victoire 1-0 face à Burnley puis signe une victoire 9-0 face à Southampton le 2 février 2021. Il termine le championnat à la deuxième place. En Ligue des champions, le club finit troisième d'un groupe composé du Paris Saint-Germain, du RB Leipzig et de Başakşehir. Il est renversé en Ligue Europa. En FA Cup, le club atteint les quarts de finale face à Leicester City (3-1) et en League Cup, il atteint les demi‑finales face à Manchester City (2-0).

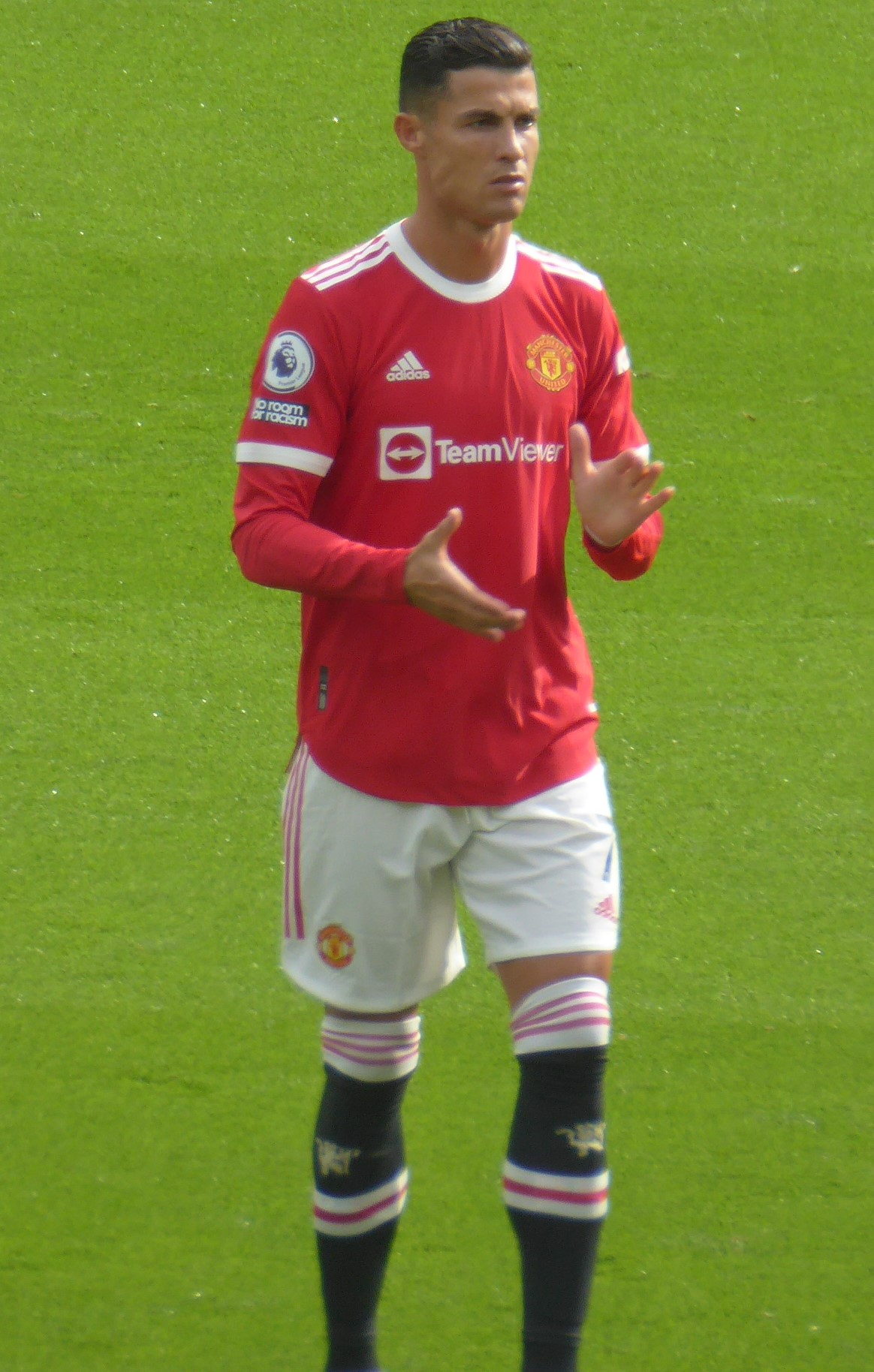
Cristiano Ronaldo lors de son retour à Manchester.

Le 19 avril 2021, le club annonce faire parties des douze club fondateurs de la Superligue européenne de football, mais à la suite du départ du vice-président Ed Woodward, le club mancunien annonce son retrait de la nouvelle compétition,.
En Ligue Europa, le club atteint la finale en éliminant la Real Sociedad (0-4, 0-0), l'AC Milan (1-1, 0-1), le Grenade CF (0-2, 2-0) et l'AS Roma (6-2, 3-2) mais est défait en finale par Villarreal CF (1-1, 11 t.a.b 10). Le 25 juillet 2021, le club annonce la prolongation de Ole Gunnar Solskjær jusqu'en 2024.
Le 27 août 2021, le club annonce la signature de Cristiano Ronaldo en provenance de la Juventus. Le quintuple Ballon d'or retourne en Angleterre 12 ans après son départ. Ce transfert, accompagné des recrutements de Jadon Sancho et Raphaël Varane vient renforcer l'effectif des Red Devils, bien décidés à remporter un trophée cette saison. Après des résultats décevants, et notamment une humiliation 0-5 face aux Reds de Liverpool, le club se sépare de Ole Gunnar Solskjær et le remplace par Ralf Rangnick jusqu'à la fin de la saison. Néanmoins, l'aventure mancunienne de ce dernier est de courte durée, puisqu'il essuie consécutivement une triste défaite face à l'Atletico Madrid en huitième de finale de la Ligue des Champions avant de subir une nouvelle humiliation, toujours face à Liverpool, 4-0, le 19 avril 2022. À la suite de cette nouvelle défaite, le club annonce que l'entraîneur allemand est remplacé par Erik ten Hag mais restera au club en tant que consultant.

#### Deux trophées en deux ans sous Ten Hag et arrivée d'Ineos (2022-)

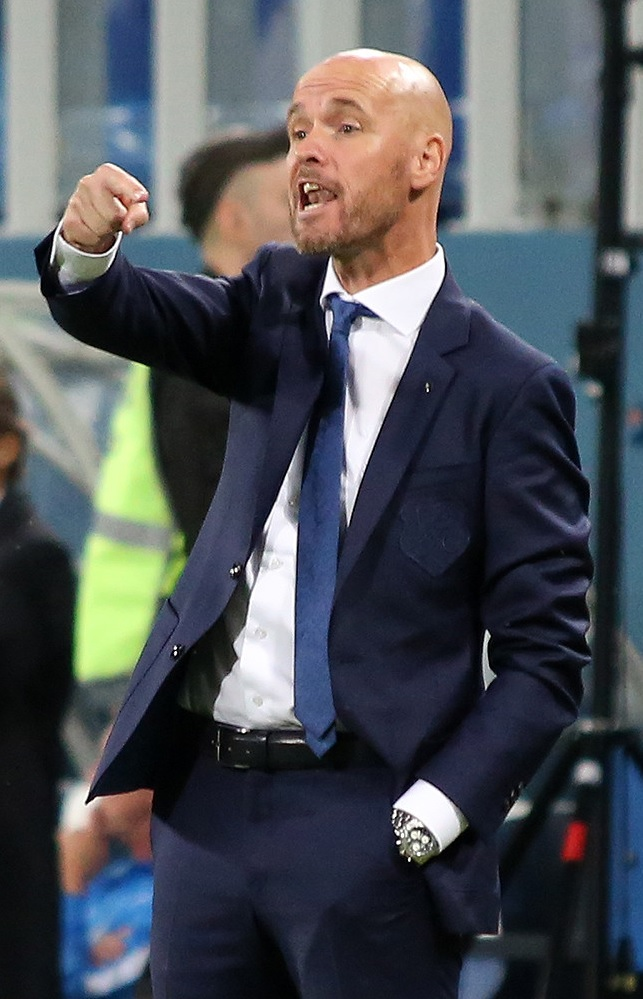
Erik ten Hag.

L'arrivée de Erik Ten Hag amène un vent nouveau au sein du club, dès son arrivée, l'entraineur décroche une victoire en pré-saison contre l'ennemi juré Liverpool. Cependant, en Premier League, les débuts se font plus difficilement avec une défaite 2-1 à domicile face à Brighton et une très lourde défaite 4 à 0 à Brentford. Mais à la suite d'une victoire contre Liverpool, United reprend confiance et enchaine les victoires, le club va même amener Arsenal FC à connaitre sa première défaite de la saison en Premier League. Manchester United va commencer une bataille dans le top 4 avec Newcastle United, Arsenal FC et Manchester City. Cette équipe métamorphosée par le stratège néerlandais peut compter sur ses joueurs cadres en grande forme tels que Casemiro, Lisandro Martinez, Bruno Fernandes ou encore Marcus Rashford qui est meilleur buteur d'Europe toute compétition confondue depuis le retour de la Coupe du Monde.
Le 22 novembre 2022, à la suite d'une interview, le club décide de se séparer de Cristiano Ronaldo alors meilleur buteur du club depuis son arrivée l'été dernier. Cette annonce ressemble à une continuité puisque Erik ten Hag l'avait déjà sorti de ses plans du début de saison 2022-2023. Après la Coupe du monde 2022 et le départ de Ronaldo le club enchaine les bons résultats (deux défaites en deux mois) dans toutes les compétitions, et durant cette période remportera le 26 février 2023 sa sixième coupe de la Ligue face à Newcastle United (victoire 2-0). La fin mois d'avril et le début du mois de mai du club mancunien devient plus compliqué après une élimination en quart de finale de la Ligue Europa 2022-2023 face au futur vainqueur le Séville FC et une série d'une seule victoire en cinq match. Mais le club finira le championnat avec quatre victoires en quatre matchs et remplit les objectifs visés qui sont d'obtenir la Ligue des champions et pour le dernier match de la saison le club perdra la finale de la coupe d'Angleterre (2-1) face à son rival Citizen deux buts à un,.
La deuxième saison d'Erik ten Hag débute avec un mercato onéreux avec notamment trois arrivées : Mount pour 64 M€, Onana pour 52 M€ et Højlund pour 74 M€ et le départ du gardien qui a joué le plus de matchs avec le club David de Gea. La première partie de saison est compliquée pour les red devils avec une élimination dès les phases de groupes de la Ligue des champions, une élimination rapide en Coupe de la Ligue et une 7e place à la fin des matchs aller. La veille de Noël, le club annonce, après plusieurs rumeurs de rachat entre un fonds d'investissement qatarie et la compagnie de Jim Ratcliffe Ineos, que c'est ce dernier qui obtient 25% du club et notamment toute la partie sportive. Ratcliffe annonce plusieurs projets pour le stade Old Trafford ainsi que pour le centre d'entrainement Carrington,.
De janvier à mars est marqué par une suite de bons résultats en championnat et en FA Cup, mais le sprint final se déroule mal et le club termine 8e, ce qui est le pire classement du club depuis l'ère de la Premier League. Mais la saison se termine par la victoire en coupe d'Angleterre face au rival Manchester City (2-1, remake de la saison précédente, dont les deux buteurs Garnacho et Mainoo qui ont moins de 20 ans et dont cela n'est plus arrivé depuis Cristiano Ronaldo en 2004 contre Millwall), ce qui en fait la 13e coupe d'Angleterre gagnée par le club et le deuxième titre en deux saisons pour les hommes d'Erik ten Hag. En novembre 2024, Rúben Amorim succède à Ten Hag au poste d'entrâineur principal. 

## Palmarès
Manchester United possède l'une des vitrines les plus impressionnantes du football avec 70 titres acquis : 68 titres majeurs et deux titres de Division 2, ce qui en fait le club le plus titré de l'histoire du football anglais. C'est avec Sir Alex Ferguson que le club a gagné le plus de titres (38), soit plus de la moitié du palmarès du club.
| Compétitions nationales | Compétitions internationales | Compétitions de jeunes |
| --- | --- | --- |
| Compétitions actuelles - Championnat d'Angleterre (20) (co-record) - Champion : 1908, 1911, 1952, 1956, 1957, 1965, 1967, 1993, 1994, 1996, 1997, 1999, 2000, 2001, 2003, 2007, 2008, 2009, 2011 et 2013 - Vice-Champion : 1947, 1948, 1949, 1951, 1959, 1964, 1968, 1980, 1988, 1992, 1995, 1998, 2006, 2010, 2012, 2018 et 2021 - Coupe d'Angleterre (13) - Vainqueur : 1909, 1948, 1963, 1977, 1983, 1985, 1990, 1994, 1996, 1999, 2004, 2016 et 2024 - Finaliste : 1957, 1958, 1976, 1979, 1995, 2005, 2007, 2018 et 2023 - Coupe de la Ligue (6) - Vainqueur : 1992, 2006, 2009, 2010, 2017 et 2023 - Finaliste : 1983, 1991, 1994 et 2003 - Community Shield (21) (record) - Vainqueur : 1908, 1911, 1952, 1956, 1957, 1965, 1967, 1977, 1983, 1990, 1993, 1994, 1996, 1997, 2003, 2007, 2008, 2010, 2011, 2013, 2016 - Finaliste : 1948, 1963, 1985, 1998, 1999, 2000, 2001, 2004, 2009, 2024 - Championnat d'Angleterre de deuxième division (2) - Champion : 1936 et 1975 - Vice-champion : 1897, 1906, 1925 et 1938 | Compétitions actuelles - Ligue des champions (C1) (3) - Vainqueur : 1968, 1999 et 2008 - Finaliste : 2009 et 2011 - Coupe UEFA / Ligue Europa (C3) (1) - Vainqueur : 2017 - Finaliste : 2021 et 2025 - Supercoupe de l'UEFA (1) - Vainqueur : 1991 - Finaliste : 1999, 2008 et 2017 - Coupe Intercontinentale de la FIFA (1) - Vainqueur : 2008 Compétitions disparues - Coupe d'Europe des vainqueurs de coupe (C2) (1) - Vainqueur : 1991 - Coupe intercontinentale (1) - Vainqueur : 1999 - Finaliste : 1968 | - FA Youth Cup (11) - Vainqueur : 1953, 1954, 1955, 1956, 1957, 1964, 1992, 1995, 2003, 2011, 2022 - FIFA Youth Cup (18) - Vainqueur : 1954, 1957, 1959, 1960, 1961, 1962, 1965, 1966, 1968, 1969, 1975, 1976, 1978, 1979, 1981, 1982, 2004, 2005. - Champions Youth Cup (en) (1) - Vainqueur : 2007. - Milk Cup (en) (4) - Vainqueur : 1991, 2003, 2008, 2009. - Premier Academy League moins de 18 ans (4) - Vainqueur : 1999, 2001, 2010, 2018 - Lancashire League Division One (12) - Vainqueur : 1955, 1984, 1985, 1987, 1988, 1990, 1991, 1993, 1995, 1996, 1997, 1998 - Lancashire League Division Two (5) - Vainqueur : 1965, 1970, 1972, 1989, 1997 - Lancashire League Division One Supplementary Cup (4) - Vainqueur : 1955, 1956, 1960, 1964 - Lancashire League Division Two Supplementary Cup (10) - Vainqueur : 1956, 1957, 1960, 1962, 1964, 1965, 1966, 1970, 1972, 1977 |
| Compétitions actuelles - Championnat d'Angleterre (20) (co-record) - Champion : 1908, 1911, 1952, 1956, 1957, 1965, 1967, 1993, 1994, 1996, 1997, 1999, 2000, 2001, 2003, 2007, 2008, 2009, 2011 et 2013 - Vice-Champion : 1947, 1948, 1949, 1951, 1959, 1964, 1968, 1980, 1988, 1992, 1995, 1998, 2006, 2010, 2012, 2018 et 2021 - Coupe d'Angleterre (13) - Vainqueur : 1909, 1948, 1963, 1977, 1983, 1985, 1990, 1994, 1996, 1999, 2004, 2016 et 2024 - Finaliste : 1957, 1958, 1976, 1979, 1995, 2005, 2007, 2018 et 2023 - Coupe de la Ligue (6) - Vainqueur : 1992, 2006, 2009, 2010, 2017 et 2023 - Finaliste : 1983, 1991, 1994 et 2003 - Community Shield (21) (record) - Vainqueur : 1908, 1911, 1952, 1956, 1957, 1965, 1967, 1977, 1983, 1990, 1993, 1994, 1996, 1997, 2003, 2007, 2008, 2010, 2011, 2013, 2016 - Finaliste : 1948, 1963, 1985, 1998, 1999, 2000, 2001, 2004, 2009, 2024 - Championnat d'Angleterre de deuxième division (2) - Champion : 1936 et 1975 - Vice-champion : 1897, 1906, 1925 et 1938 | Compétitions régionales | - FA Youth Cup (11) - Vainqueur : 1953, 1954, 1955, 1956, 1957, 1964, 1992, 1995, 2003, 2011, 2022 - FIFA Youth Cup (18) - Vainqueur : 1954, 1957, 1959, 1960, 1961, 1962, 1965, 1966, 1968, 1969, 1975, 1976, 1978, 1979, 1981, 1982, 2004, 2005. - Champions Youth Cup (en) (1) - Vainqueur : 2007. - Milk Cup (en) (4) - Vainqueur : 1991, 2003, 2008, 2009. - Premier Academy League moins de 18 ans (4) - Vainqueur : 1999, 2001, 2010, 2018 - Lancashire League Division One (12) - Vainqueur : 1955, 1984, 1985, 1987, 1988, 1990, 1991, 1993, 1995, 1996, 1997, 1998 - Lancashire League Division Two (5) - Vainqueur : 1965, 1970, 1972, 1989, 1997 - Lancashire League Division One Supplementary Cup (4) - Vainqueur : 1955, 1956, 1960, 1964 - Lancashire League Division Two Supplementary Cup (10) - Vainqueur : 1956, 1957, 1960, 1962, 1964, 1965, 1966, 1970, 1972, 1977 |
| Compétitions actuelles - Championnat d'Angleterre (20) (co-record) - Champion : 1908, 1911, 1952, 1956, 1957, 1965, 1967, 1993, 1994, 1996, 1997, 1999, 2000, 2001, 2003, 2007, 2008, 2009, 2011 et 2013 - Vice-Champion : 1947, 1948, 1949, 1951, 1959, 1964, 1968, 1980, 1988, 1992, 1995, 1998, 2006, 2010, 2012, 2018 et 2021 - Coupe d'Angleterre (13) - Vainqueur : 1909, 1948, 1963, 1977, 1983, 1985, 1990, 1994, 1996, 1999, 2004, 2016 et 2024 - Finaliste : 1957, 1958, 1976, 1979, 1995, 2005, 2007, 2018 et 2023 - Coupe de la Ligue (6) - Vainqueur : 1992, 2006, 2009, 2010, 2017 et 2023 - Finaliste : 1983, 1991, 1994 et 2003 - Community Shield (21) (record) - Vainqueur : 1908, 1911, 1952, 1956, 1957, 1965, 1967, 1977, 1983, 1990, 1993, 1994, 1996, 1997, 2003, 2007, 2008, 2010, 2011, 2013, 2016 - Finaliste : 1948, 1963, 1985, 1998, 1999, 2000, 2001, 2004, 2009, 2024 - Championnat d'Angleterre de deuxième division (2) - Champion : 1936 et 1975 - Vice-champion : 1897, 1906, 1925 et 1938 | - Premier Reserve League North (4) - Vainqueur : 2005, 2006, 2010, 2012 - Premier Reserve League National Playoff (4) - Vainqueur : 2005, 2006, 2010, 2012 - Central League North (9) - Vainqueur : 1913, 1921, 1939, 1947, 1956, 1960, 1994, 1996, 1997 - Central League Division 1 West (1) - Vainqueur : 2005 - Central League Cup (1) - Vainqueur : 2005 - Manchester Senior Cup (25) - Vainqueur : 1908, 1910, 1912, 1913, 1920, 1924, 1926, 1931, 1934, 1936, 1937, 1939, 1948, 1955, 1957, 1959, 1964, 1999, 2000, 2001, 2004, 2006, 2008, 2009, 2010. - Lancashire Senior Cup (13) - Vainqueur : 1898, 1913, 1914, 1920, 1929, 1938, 1941, 1943, 1946, 1951, 1969, 2008, 2009. | - FA Youth Cup (11) - Vainqueur : 1953, 1954, 1955, 1956, 1957, 1964, 1992, 1995, 2003, 2011, 2022 - FIFA Youth Cup (18) - Vainqueur : 1954, 1957, 1959, 1960, 1961, 1962, 1965, 1966, 1968, 1969, 1975, 1976, 1978, 1979, 1981, 1982, 2004, 2005. - Champions Youth Cup (en) (1) - Vainqueur : 2007. - Milk Cup (en) (4) - Vainqueur : 1991, 2003, 2008, 2009. - Premier Academy League moins de 18 ans (4) - Vainqueur : 1999, 2001, 2010, 2018 - Lancashire League Division One (12) - Vainqueur : 1955, 1984, 1985, 1987, 1988, 1990, 1991, 1993, 1995, 1996, 1997, 1998 - Lancashire League Division Two (5) - Vainqueur : 1965, 1970, 1972, 1989, 1997 - Lancashire League Division One Supplementary Cup (4) - Vainqueur : 1955, 1956, 1960, 1964 - Lancashire League Division Two Supplementary Cup (10) - Vainqueur : 1956, 1957, 1960, 1962, 1964, 1965, 1966, 1970, 1972, 1977 |

## Couleurs et blasons

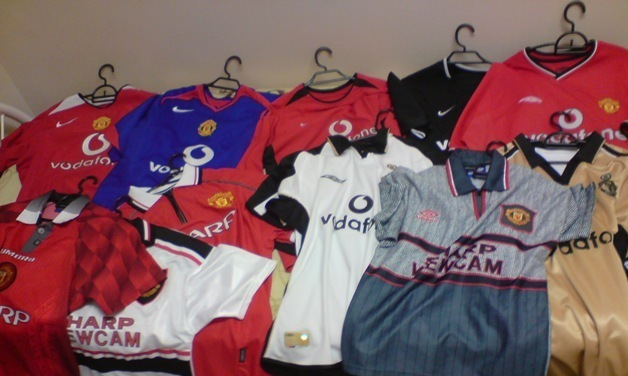
Maillots de Manchester United.

Au cours des années, comme sous Newton Heath, le club a joué dans un certain nombre de différentes couleurs, le plus reconnaissable est le maillot moitié jaune et vert portés de 1878 à 1892, puis de nouveau entre 1894 et 1896, cette tenue a été revu comme maillot extérieur au début des années 1990. Les autres tenues portées par Newton Heath incluent un maillot rouge et blanc (1892-1894) ou un simple maillot blanc (1896-1902) porté avec un short bleu. En 1902, en liaison avec le changement du nom en Manchester United, le club a changé ses couleurs pour les traditionnels maillots rouges, shorts blancs et chaussettes noires, qui est devenu le standard pour la plupart des maillots domicile de Man Utd depuis. L'exception la plus notable à cet égard est le maillot que portait l'équipe à la finale de la coupe 1909 contre Bristol City, qui est en blanc avec un « V » descendant au bas. Cette conception a été réessayée dans les années 1920, avant qu'United revienne à son maillot tout rouge, ainsi que pour celui de la saison 2009-2010 afin de célébrer la 100e année du club, à Old Trafford.

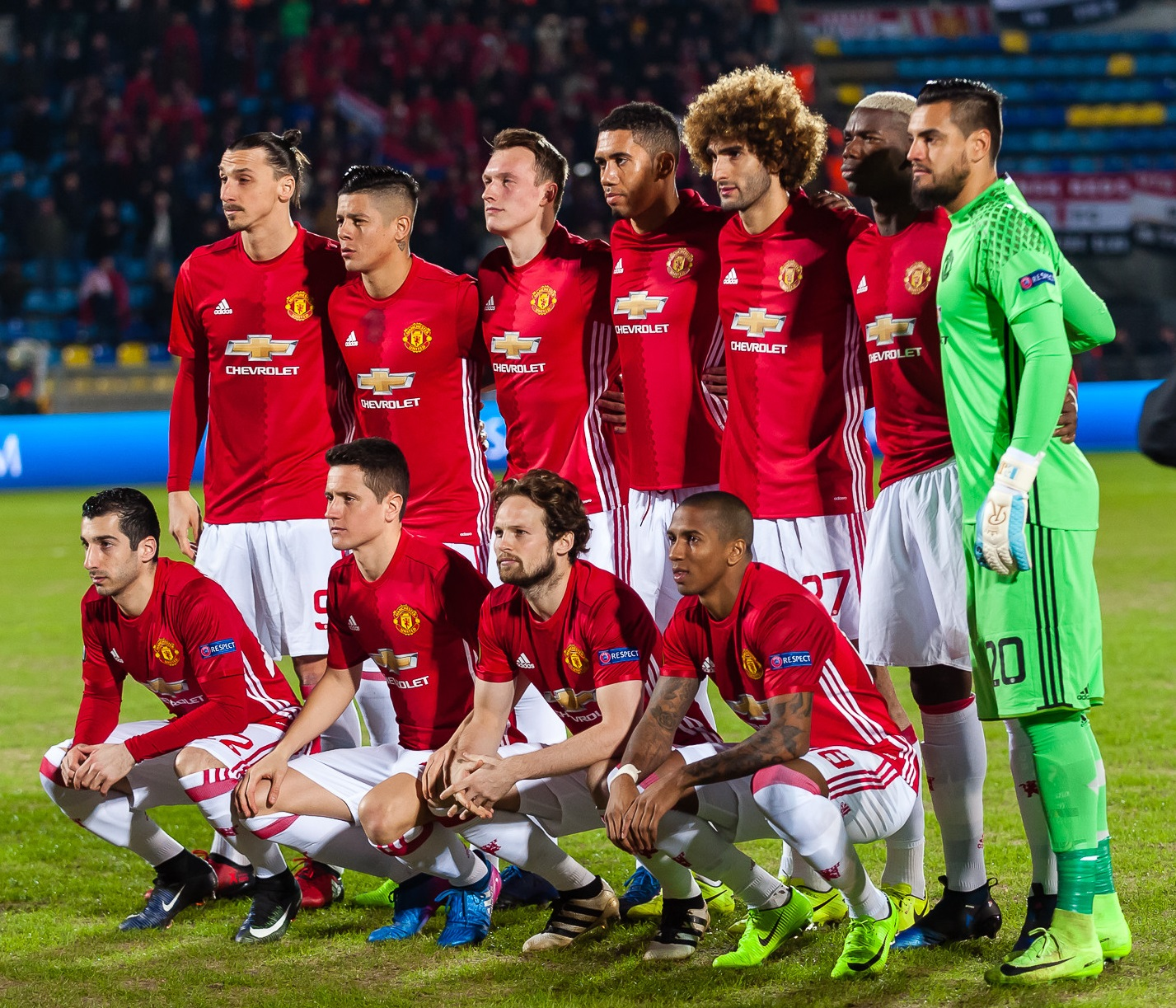
Les Red Devils dans les couleurs traditionnelles du club.

Les tenues extérieures sont généralement blanches avec des shorts noirs et chaussettes blanches, mais d'autres couleurs sont utilisées, y compris un bleu et blanc rayé de 1903 à 1916, un autre noire en 1994 et 2003, et une tenue bleue et argent en 2000. L'une des plus célèbres, mais de courte durée, est de loin la grise utilisée en 1995-1996, qui est abandonnée après l'échec de l'équipe à remporter un seul match avec. À la mi-temps pendant un match contre Southampton, quand United en est déjà à un score défavorable de 3-0, ils ont mis leur troisième maillot bleu et blanc, mais ont finalement perdu 3-1. Selon les joueurs, le gris n'est pas assez visible, ce qui a conduit à la faiblesse des résultats. Un autre fameux maillot de Manchester United est un réversible blanc avec des manches noires et des garnitures en or d'un côté et de l'or avec des garnitures noires de l'autre. Ce maillot est le dernier créé par Umbro pour le club avant le changement avec Nike. Il sert à célébrer les 100 ans du club sous le nom de Manchester United.
La troisième tenue est traditionnellement toute bleue en hommage à l'équipe victorieuse à la Coupe d'Europe 1968 exception faite par un maillot jaune porté au début des années 1970, ladite rayée bleue et blanche, tenue de 1996, qui révèle être une prédilection pour les fans, et un tee-shirt blanc avec le noir et rouge à partir de 2004. United a également utilisé ce qui était utilisé à l'origine de la formation que leur troisième maillot, après avoir adopté un maillot tout noir la saison 1998-1999 et un maillot bleu foncé et marron en 2001 pour les matchs contre le PSV Eindhoven et Southampton.
Lors de la saison 2009/2010, le maillot domicile de Manchester United est rouge avec scapulaire noir sur la poitrine. Le logo du club est situé sur un blason noir de la même forme sur le côté gauche du V, tandis que le logo Nike est en blanc sur le côté droit, le logo AIG est également blanc. En reconnaissance du 100e anniversaire de l'ouverture du stade d'Old Trafford, un label de lecture « The Theatre of Dreams Since 1910 » (Le théâtre des rêves depuis 1910) est joint à la couture latérale. Le domicile est porté avec des shorts blancs avec des bandes rouges les côtés des deux jambes, et des chaussettes noires avec un scapulaire rouge sur le mollet. Tandis que le nouveau maillot extérieur est de loin le plus récent imaginé, noire avec un scapulaire bleu sur la poitrine et le logo du club sur un blason bleu. À l'instar du domicile, les logos sont tous les deux en blanc. Le short extérieur est également en noir avec des bandes bleues sur les côtés, tandis que les chaussettes sont noires avec un chevron bleu sur le mollet. Le plus récent troisième maillot est en bleu royal, avec les logos aussi en blanc. Autour de l'insigne du club, qui est sur un écu bleu, les mots « May 29th 1968 40th Anniversary » (29 mai 1968 40e anniversaire) sont brodés. Contrairement aux autres maillots, les lettres « MUFC » sont à l'arrière du col, tandis que l'intérieur du col est décoré avec les armoiries de la ville de Manchester, dans un design inspiré par les billets utilisés pour la finale de Coupe d'Europe 1968. Le troisième maillot est porté avec short et chaussettes bleues.
L'écusson de Manchester United a été modifié à quelques reprises, mais la forme de base reste la même. Le badge est dérivé du blason de la ville de Manchester. Le diable sur le badge du club provient du surnom « The Red Devils », qui a été adopté au début des années 1960 après que Matt Busby l'eut entendu en référence à la couleur tout rouge du voisin Salford City Reds. À la fin des années 1960, le diable a commencé à être inclus sur les programmes et les écharpes de club, avant d'être finalement intégré à l'insigne du club en 1970, tenant un trident incomparable. En 1998 le badge a été une nouvelle fois remanié, supprimant cette fois les mots « Football Club ».

### Maillots
| \| 1979-1980 \| 1980-1981 \| 1981-1982 \| 1982-1983 \| 1983-1984 \| 1984-1985 \| 1985-1986 \| \| 1986-1987 \| 1987-1988 \| 1988-1989 \| 1989-1990 \| 1990-1991 \| 1991-1992 \| 1992-1993 \| \| 1993-1994 \| 1994-1995 \| 1995-1996 \| 1996-1997 \| 1997-1998 \| 1998-1999 \| 1999-2000 \| \| 2000-2001 \| 2001-2002 \| 2002-2003 \| 2003-2004 \| 2004-2005 \| 2005-2006 \| 2006-2007 \| \| 2007-2008 \| 2008-2009 \| 2009-2010 \| 2010-2011 \| 2011-2012 \| 2012-2013 \| 2013-2014 \| \| 2014-2015 \| 2015-2016 \| 2016-2017 \| 2017-2018 \| 2018-2019 \| 2019-2020 \| 2020-2021 \| \| 2021-2022 \| 2022-2023 \| 2023-2024 \| 2024-2025 \| 2025-2026 \| \| \| |           |           |           |           |           |           |
| 1979-1980 | 1980-1981 | 1981-1982 | 1982-1983 | 1983-1984 | 1984-1985 | 1985-1986 |
| 1986-1987 | 1987-1988 | 1988-1989 | 1989-1990 | 1990-1991 | 1991-1992 | 1992-1993 |
| 1993-1994 | 1994-1995 | 1995-1996 | 1996-1997 | 1997-1998 | 1998-1999 | 1999-2000 |
| 2000-2001 | 2001-2002 | 2002-2003 | 2003-2004 | 2004-2005 | 2005-2006 | 2006-2007 |
| 2007-2008 | 2008-2009 | 2009-2010 | 2010-2011 | 2011-2012 | 2012-2013 | 2013-2014 |
| 2014-2015 | 2015-2016 | 2016-2017 | 2017-2018 | 2018-2019 | 2019-2020 | 2020-2021 |
| 2021-2022 | 2022-2023 | 2023-2024 | 2024-2025 | 2025-2026 |           |           |

| \| 1979-1980 \| 1980-1981 \| 1981-1982 \| 1982-1983 \| 1983-1984 \| 1984-1985 \| 1985-1986 \| \| 1986-1987 \| 1987-1988 \| 1988-1989 \| 1989-1990 \| 1990-1991 \| 1991-1992 \| 1992-1993 \| \| 1993-1994 \| 1994-1995 \| 1995-1996 \| 1996-1997 \| 1997-1998 \| 1998-1999 \| 1999-2000 \| \| 2000-2001 \| 2001-2002 \| 2002-2003 \| 2003-2004 \| 2004-2005 \| 2005-2006 \| 2006-2007 \| \| 2007-2008 \| 2008-2009 \| 2009-2010 \| 2010-2011 \| 2011-2012 \| 2012-2013 \| 2013-2014 \| \| 2014-2015 \| 2015-2016 \| 2016-2017 \| 2017-2018 \| 2018-2019 \| 2019-2020 \| 2020-2021 \| \| 2021-2022 \| 2022-2023 \| 2023-2024 \| 2024-2025 \| 2025-2026 \| \| \| |           |           |           |           |           |           |
| 1979-1980 | 1980-1981 | 1981-1982 | 1982-1983 | 1983-1984 | 1984-1985 | 1985-1986 |
| 1986-1987 | 1987-1988 | 1988-1989 | 1989-1990 | 1990-1991 | 1991-1992 | 1992-1993 |
| 1993-1994 | 1994-1995 | 1995-1996 | 1996-1997 | 1997-1998 | 1998-1999 | 1999-2000 |
| 2000-2001 | 2001-2002 | 2002-2003 | 2003-2004 | 2004-2005 | 2005-2006 | 2006-2007 |
| 2007-2008 | 2008-2009 | 2009-2010 | 2010-2011 | 2011-2012 | 2012-2013 | 2013-2014 |
| 2014-2015 | 2015-2016 | 2016-2017 | 2017-2018 | 2018-2019 | 2019-2020 | 2020-2021 |
| 2021-2022 | 2022-2023 | 2023-2024 | 2024-2025 | 2025-2026 |           |           |

| \| 1980-1981 \| 1981-1982 \| 1982-1983 \| 1983-1984 \| 1984-1985 \| 1985-1986 \| 1986-1987 \| \| 1987-1988 \| 1988-1989 \| 1989-1990 \| 1990-1991 \| 1991-1992 \| 1992-1993 \| 1993-1994 \| \| 1994-1995 \| 1995-1996 \| 1996-1997 \| 1997-1998 \| 1998-1999 \| 1999-2000 \| 2000-2001 \| \| 2001-2002 \| 2002-2003 \| 2003-2004 \| 2004-2005 \| 2005-2006 \| 2006-2007 \| 2007-2008 \| \| 2008-2009 \| 2009-2010 \| 2010-2011 \| 2011-2012 \| 2012-2013 \| 2013-2014 \| 2014-2015 \| \| 2015-2016 \| 2016-2017 \| 2017-2018 \| 2018-2019 \| 2019-2020 \| 2020-2021 \| 2021-2022 \| \| 2022-2023 \| 2023-2024 \| 2024-2025 \| 2025-2026 \| \| \| \| |           |           |           |           |           |           |
| 1980-1981 | 1981-1982 | 1982-1983 | 1983-1984 | 1984-1985 | 1985-1986 | 1986-1987 |
| 1987-1988 | 1988-1989 | 1989-1990 | 1990-1991 | 1991-1992 | 1992-1993 | 1993-1994 |
| 1994-1995 | 1995-1996 | 1996-1997 | 1997-1998 | 1998-1999 | 1999-2000 | 2000-2001 |
| 2001-2002 | 2002-2003 | 2003-2004 | 2004-2005 | 2005-2006 | 2006-2007 | 2007-2008 |
| 2008-2009 | 2009-2010 | 2010-2011 | 2011-2012 | 2012-2013 | 2013-2014 | 2014-2015 |
| 2015-2016 | 2016-2017 | 2017-2018 | 2018-2019 | 2019-2020 | 2020-2021 | 2021-2022 |
| 2022-2023 | 2023-2024 | 2024-2025 | 2025-2026 |           |           |           |

## Joueurs et personnalités du club

### Effectif professionnel actuel
En grisé, les sélections de joueurs internationaux chez les jeunes mais n'ayant jamais été appelés aux échelons supérieurs une fois l'âge-limite dépassé ou les joueurs ayant pris leur retraite internationale.

### Capitaines du club
| Dates     | Nom              | Pays            | Apparitions | Buts |
| --------- | ---------------- | --------------- | ----------- | ---- |
| 1878-1882 |                  |                 |             |      |
| 1882      | E. Thomas        | n/c             | n/c         | n/c  |
| 1882-1883 | n/c              | n/c             | n/c         | n/c  |
| 1883-1887 | Sam Black        | Angleterre      | n/c         | n/c  |
| 1887-1890 | Jack Powell      | Pays de Galles  | 4           | 0    |
| 1890-1892 | n/c              | n/c             | n/c         | n/c  |
| 1892-1893 | Joe Cassidy      | Écosse          | 174         | 100  |
| 1893-1894 | n/c              | n/c             | n/c         | n/c  |
| 1894      | James McNaught   | Écosse          | 162         | 12   |
| 1894-1896 | n/c              | n/c             | n/c         | n/c  |
| 1896-1903 | Harry Stafford   | Angleterre      | 200         | 1    |
| 1904-1907 | Jack Peddie      | Écosse          | 121         | 58   |
| 1907-1913 | Charlie Roberts  | Angleterre      | 299         | 23   |
| 1913-1919 | George Stacey    | Angleterre      | 267         | 9    |
| 1919-1922 | George Hunter    | Angleterre      | 23          | 2    |
| 1922-1928 | Frank Barson     | Angleterre      | 152         | 4    |
| 1928-1932 | Jack Wilson      | Angleterre      | 140         | 3    |
| 1932-1936 | Hugh McLenahan   | Angleterre      | 116         | 12   |
| 1936-1939 | James Brown      | Écosse          | 110         | 1    |
| 1945-1953 | Johnny Carey     | Irlande         | 342         | 18   |
| 1953-1955 | Allenby Chilton  | Angleterre      | 389         | 3    |
| 1953-1958 | Roger Byrne      | Angleterre      | 277         | 19   |
| 1958-1966 | Bill Foulkes     | Angleterre      | 682         | 9    |
| 1966-1973 | Bobby Charlton   | Angleterre      | 758         | 249  |
| 1973-1979 | Martin Buchan    | Écosse          | 456         | 4    |
| 1979-1982 | Sammy McIlroy    | Irlande du Nord | 419         | 71   |
| 1982-1994 | Bryan Robson     | Angleterre      | 461         | 99   |
| 1991-1996 | Steve Bruce      | Angleterre      | 414         | 51   |
| 1996-1997 | Éric Cantona     | France          | 185         | 82   |
| 1997-2005 | Roy Keane        | Irlande         | 480         | 51   |
| 2005-2010 | Gary Neville     | Angleterre      | 602         | 7    |
| 2010-2014 | Nemanja Vidić    | Serbie          | 300         | 21   |
| 2014-2017 | Wayne Rooney     | Angleterre      | 559         | 253  |
| 2017-2018 | Michael Carrick  | Angleterre      | 463         | 24   |
| 2018-2019 | Antonio Valencia | Équateur        | 339         | 25   |
| 2019      | Ashley Young     | Angleterre      | 261         | 19   |
| 2019-2023 | Harry Maguire    | Angleterre      |             |      |
| 2023-     | Bruno Fernandes  | Portugal        |             |      |

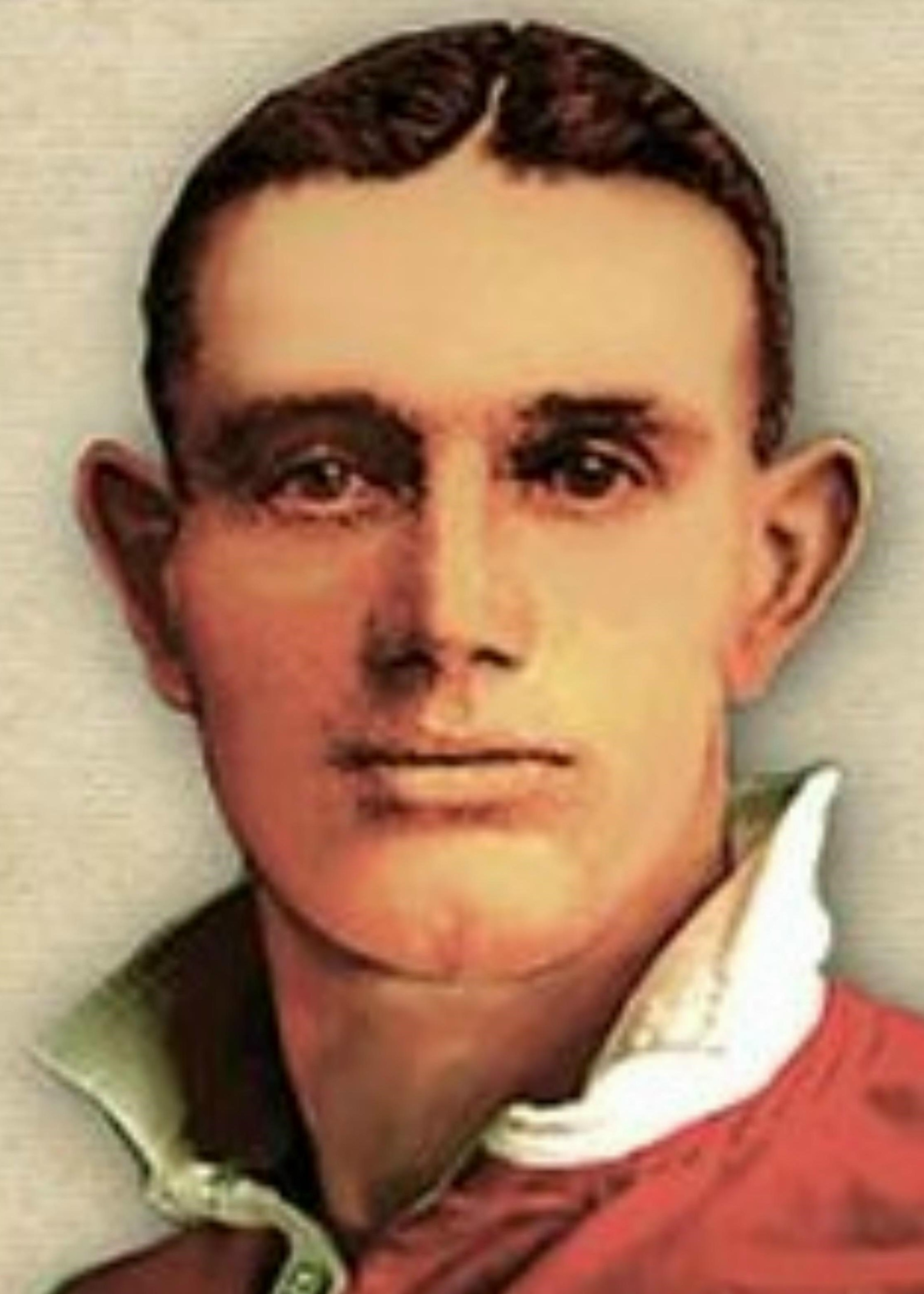
Harry Stafford est généralement considéré comme le premier capitaine officiel du club.
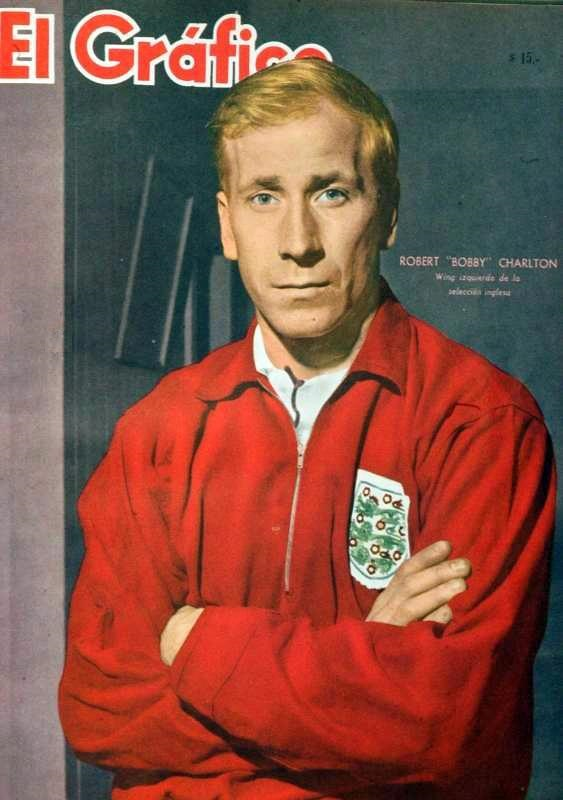
Bobby Charlton, capitaine du club lors du sacre européen de 1968.
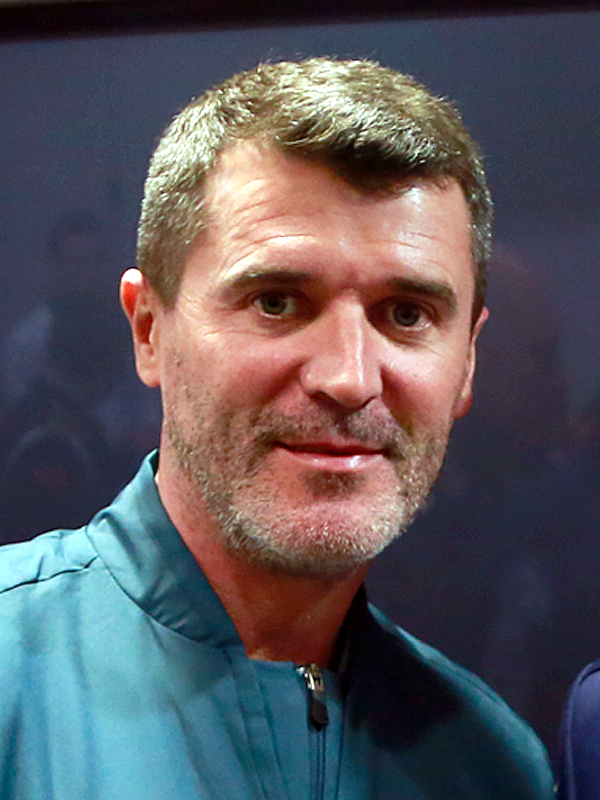
Roy Keane, capitaine lors du triplé de 1999.

### Records des joueurs
Dernière mise à jour le 8 juillet 2023
Le joueur comptant le plus d'apparitions sous le maillot mancunien est le milieu de terrain gallois Ryan Giggs, avec 963 matchs disputés. Le meilleur buteur de l'histoire du club est l'attaquant anglais Wayne Rooney qui a inscrit 253 buts pour les Red Devils. Le plus jeune joueur à avoir porté la tunique mancunienne est David Gaskell, à 16 ans et 19 jours, le 24 octobre 1956. Le plus âgé est le gallois Billy Meredith, alors âgé de 46 ans et 271 jours, le 7 mai 1921.

#### Joueurs ayant le plus joué

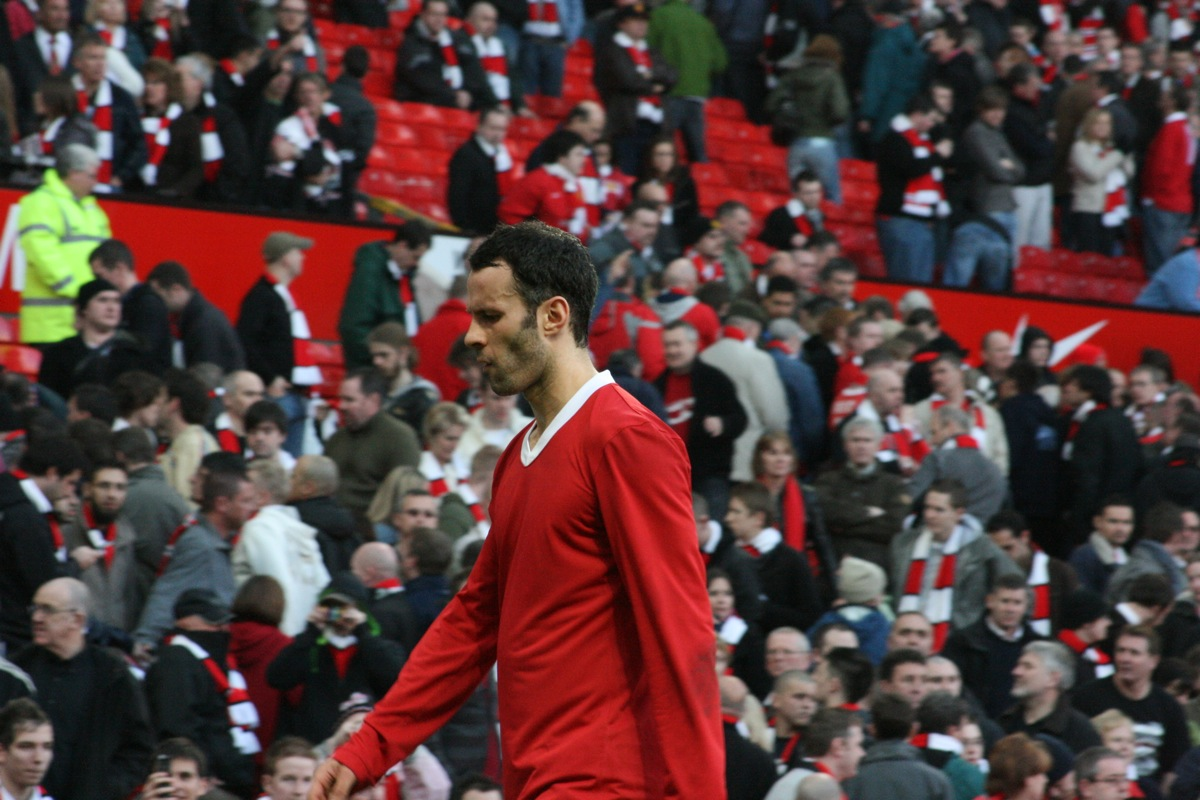
Ryan Giggs est le joueur ayant joué le plus de match dans l'histoire du club avec 963 apparitions. Ici face à Manchester City durant le match commémorant le du Crash aérien de Munich (1958).

| N  | Nom            | Carrière au club | League | FA Cup | League Cup | Europe | Autres | Total |
| -- | -------------- | ---------------- | ------ | ------ | ---------- | ------ | ------ | ----- |
| 1  | Ryan Giggs     | 1991-2014        | 672    | 74     | 41         | 158    | 18     | 963   |
| 2  | Bobby Charlton | 1956-1973        | 606    | 78     | 24         | 45     | 5      | 758   |
| 3  | Paul Scholes   | 1994-2013        | 499    | 49     | 21         | 136    | 13     | 718   |
| 4  | Bill Foulkes   | 1952-1970        | 567    | 60     | 3          | 52     | 6      | 688   |
| 5  | Gary Neville   | 1992-2011        | 400    | 47     | 25         | 119    | 11     | 602   |
| 6  | Wayne Rooney   | 2004-2017        | 393    | 40     | 20         | 99     | 7      | 559   |
| 7  | David de Gea   | 2011-2023        | 415    | 28     | 16         | 83     | 3      | 545   |
| 8  | Alex Stepney   | 1966-1978        | 433    | 44     | 35         | 23     | 4      | 539   |
| 9  | Tony Dunne     | 1960-1973        | 414    | 55     | 21         | 40     | 5      | 535   |
| 10 | Denis Irwin    | 1990-2002        | 368    | 43     | 31         | 76     | 11     | 529   |

#### Meilleurs buteurs
| Pos | Nom            | Carrière au club    | League | FA Cup | League Cup | Europe | Autres | Total |
| --- | -------------- | ------------------- | ------ | ------ | ---------- | ------ | ------ | ----- |
| 1   | Wayne Rooney   | 2004-2017           | 183    | 22     | 5          | 39     | 4      | 253   |
| 2   | Bobby Charlton | 1956-1973           | 199    | 19     | 7          | 22     | 2      | 249   |
| 3   | Denis Law      | 1962-1973           | 171    | 34     | 3          | 28     | 1      | 237   |
| 4   | Jack Rowley    | 1937-1955           | 182    | 26     | 0          | 0      | 3      | 211   |
| 5   | Dennis Viollet | 1953-1962           | 159    | 5      | 1          | 13     | 1      | 179   |
| 5   | George Best    | 1963-1974           | 137    | 21     | 9          | 11     | 1      | 179   |
| 7   | Ryan Giggs     | 1991-2014           | 114    | 12     | 12         | 29     | 1      | 168   |
| 7   | Joe Spence     | 1919-1933           | 158    | 10     | 0          | 0      | 0      | 168   |
| 9   | Mark Hughes    | 1980-1986 1988-1995 | 120    | 17     | 16         | 9      | 1      | 163   |
| 10  | Paul Scholes   | 1994-2013           | 107    | 13     | 9          | 26     | 0      | 155   |

#### Joueurs les plus titrés

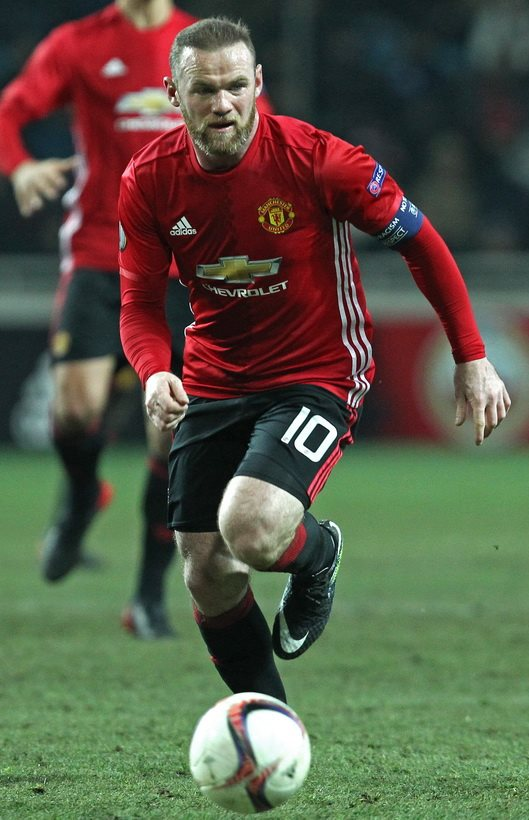
Wayne Rooney, le meilleur buteur de Manchester United.

| N | Nom              | Carrière au club | League | FA Cup | League Cup | Europe | Autres | Total |
| - | ---------------- | ---------------- | ------ | ------ | ---------- | ------ | ------ | ----- |
| 1 | Ryan Giggs       | 1991-2014        | 13     | 4      | 4          | 3      | 11     | 35    |
| 2 | Paul Scholes     | 1994-2013        | 11     | 3      | 1          | 2      | 6      | 23    |
| 3 | Gary Neville     | 1992-2011        | 9      | 3      | 3          | 2      | 5      | 22    |
| 4 | Denis Irwin      | 1990-2002        | 7      | 2      | 1          | 3      | 5      | 18    |
| 5 | Roy Keane        | 1993-2005        | 7      | 4      | 0          | 1      | 5      | 17    |
| 6 | Michael Carrick  | 2006-2018        | 5      | 1      | 2          | 2      | 7      | 17    |
| 7 | Wayne Rooney     | 2004-2017        | 5      | 1      | 3          | 2      | 5      | 16    |
| 8 | Gary Pallister   | 1989-1997        | 4      | 3      | 1          | 2      | 5      | 15    |
| 8 | Peter Schmeichel | 1991-1999        | 5      | 3      | 1          | 2      | 4      | 15    |
| 8 | Nicky Butt       | 1992-2004        | 6      | 3      | 0          | 1      | 5      | 15    |

### Distinctions individuelles reçues
| Meilleurs joueurs | Meilleurs buteurs |
| --- | --- |

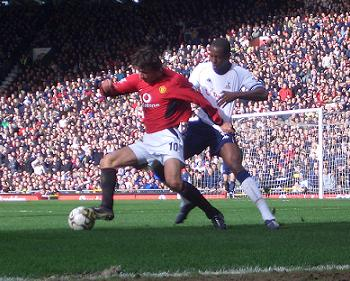
Ruud van Nistelrooy, meilleur buteur du championnat d'Angleterre en 2003.

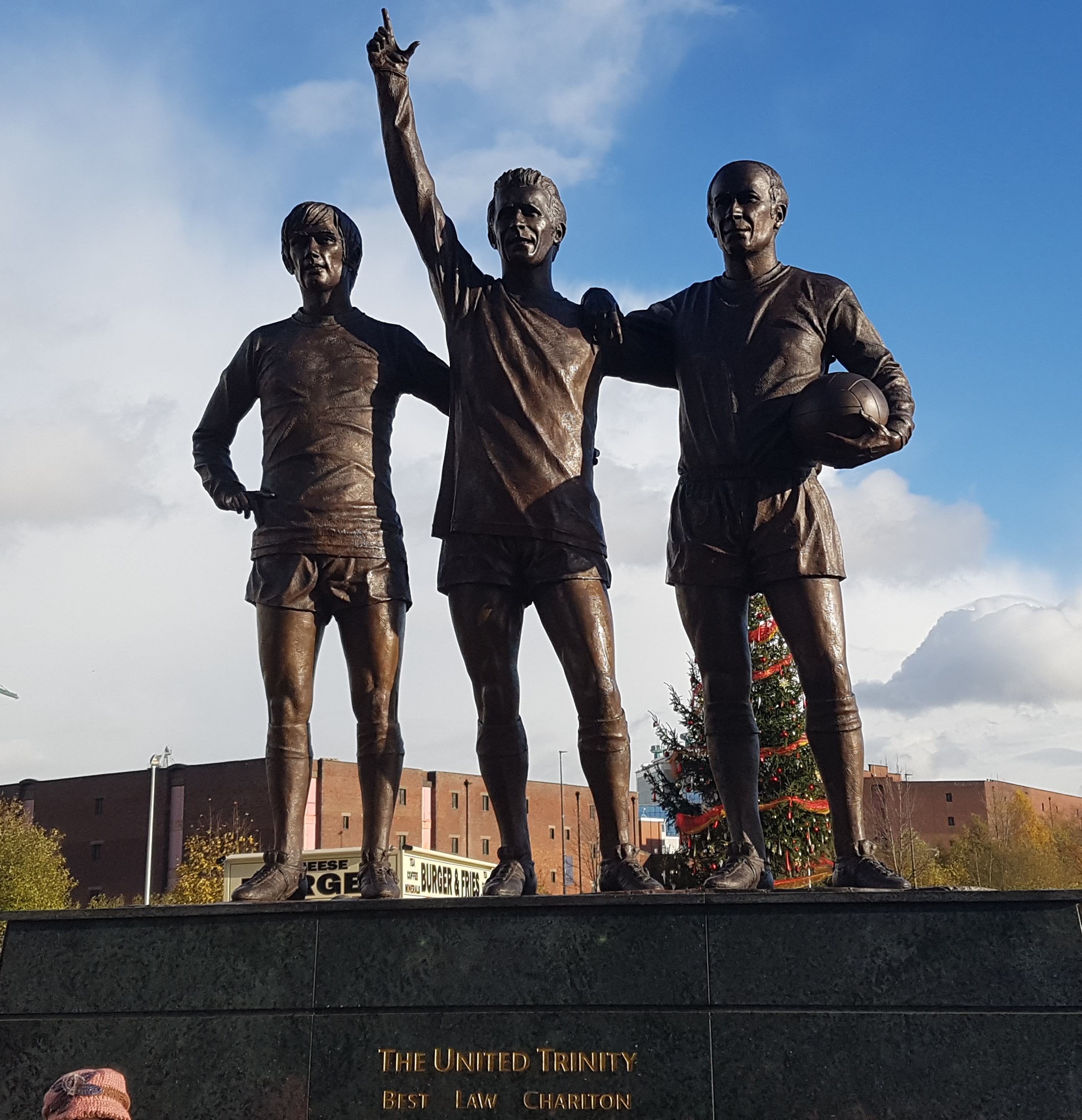
La statue The United Trinity représentant Denis Law, Bobby Charlton et George Best, les trois premiers Ballon d'or du club devant Old Trafford.

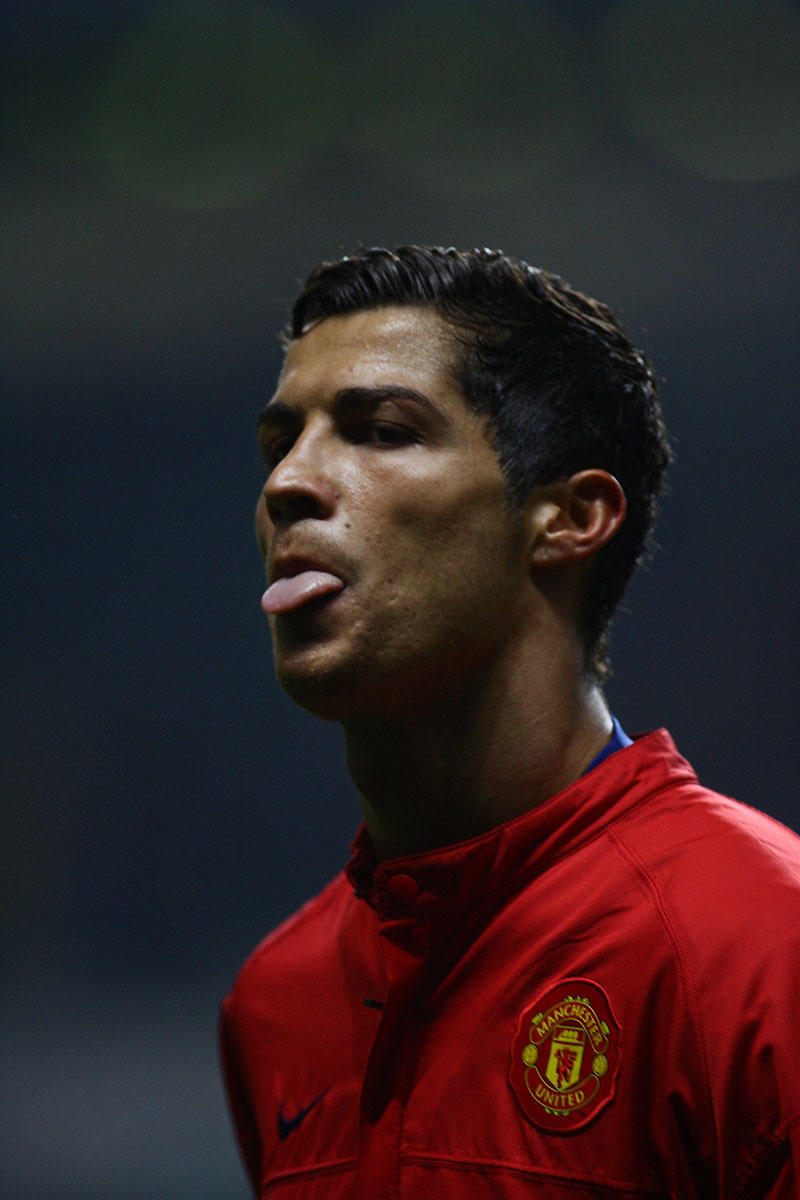
Cristiano Ronaldo, sous le maillot de Manchester United, est élu Ballon d'or en 2008.

| - Ballon d'or : (4) - Denis Law - 1964 - Bobby Charlton - 1966 - George Best - 1968 - Cristiano Ronaldo - 2008 - Golden Boy : (3) - Wayne Rooney - 2004 - Anderson - 2008 - Anthony Martial - 2015 - Joueur FIFA de l'année : (1) - Cristiano Ronaldo - 2008 - Joueur UEFA de l'année : (2) - David Beckham - 1999 - Cristiano Ronaldo - 2008 - Meilleur gardien de l'année UEFA : (2) - Peter Schmeichel - 1998 - Edwin van der Sar - 2009 - Meilleur défenseur de l'année UEFA : (2) - Jaap Stam - 1999 et 2000 - Meilleur milieu de terrain de l'année UEFA : (1) - David Beckham - 1999 - Meilleur attaquant de l'année UEFA : (2) - Ruud van Nistelrooy - 2003 - Cristiano Ronaldo - 2008 - Meilleur entraîneur de l'année UEFA : (1) - Alex Ferguson - 1999 - Prix Puskás de la FIFA : (1) - Cristiano Ronaldo - 2009 - Alejandro Garnacho - 2024 - Trophée Bravo : (2) - Ryan Giggs - 1993 - Cristiano Ronaldo - 2004 - Joueur de l'année PFA : (11) - Mark Hughes - 1989 et 1991 - Gary Pallister - 1992 - Éric Cantona - 1994 - Roy Keane - 2000 - Teddy Sheringham - 2001 - Ruud van Nistelrooy - 2002 - Cristiano Ronaldo - 2007 et 2008 - Ryan Giggs - 2009 - Wayne Rooney - 2010 - Joueur du mois d'Angleterre : (46) - Paul Ince - octobre 1994 - Éric Cantona - mars 1995 - David Beckham - août 1996 - Andy Cole - novembre 1997 - Roy Keane -octobre 1998 et décembre 1999 - Dwight Yorke - janvier 1999 et mars 2000 - Teddy Sheringham - octobre 2000 - Juan Sebastián Verón - septembre 2001 - Ruud van Nistelrooy - décembre 2001, février 2002 et avril 2003 - Paul Scholes - janvier 2003, décembre 2004, octobre 2006 et août 2010 - Wayne Rooney - février 2004, décembre 2005, mars 2006, octobre 2008 et janvier 2010 - Ryan Giggs - août 2006 et février 2007 - Cristiano Ronaldo - novembre et décembre 2006, janvier et mars 2008, septembre 2021 et avril 2022 - Nemanja Vidić - janvier 2009 - Dimitar Berbatov - janvier 2011 - Robin van Persie - décembre 2012 et avril 2013 - Anthony Martial - septembre 2015 - Zlatan Ibrahimović - décembre 2016 - Marcus Rashford - janvier 2019, septembre 2022 et janvier 2023 - Bruno Fernandes - février et juin 2020, novembre et décembre 2020 et mars 2025 - David de Gea - janvier 2022 - Harry Maguire - novembre 2023 - Rasmus Højlund - février 2024 - Trophée du meilleur gardien du championnat d'Angleterre : (3) - Edwin van der Sar - 2009 - David de Gea - 2018 et 2023 | - Soulier d'or européen : (1) - Cristiano Ronaldo (31 buts) - 2008 - Meilleurs buteurs de First Division & Premier League : (6) - Dennis Viollet (32 buts) - 1960 - George Best (28 buts) - 1968 - Dwight Yorke (18 buts) - 1999 - Ruud van Nistelrooy (25 buts) - 2003 - Cristiano Ronaldo (31 buts) - 2008 - Dimitar Berbatov (20 buts) - 2011 - Robin van Persie (26 buts) - 2013 - Meilleurs buteurs de la Ligue des champions : (7) - Dennis Viollet (9 buts) - 1957 - Denis Law (9 buts) - 1969 - Dwight Yorke (8 buts) - 1999 - Ruud van Nistelrooy (10 buts) - 2002 - Ruud van Nistelrooy (12 buts) - 2003 - Ruud van Nistelrooy (8 buts) - 2005 - Cristiano Ronaldo (8 buts) - 2008 - Meilleurs buteurs de la Ligue Europa : (1) - Bruno Fernandes (8 buts) - 2020 - Marcus Rashford (6 buts) 2023 |

### Palmarès international des joueurs du club
Ce tableau liste les différents joueurs qui ont évolué a Manchester United vainqueurs d'un titre avec leur sélection, les noms en gras précisent que le joueur concerné était alors sous les couleurs du club au moment de la victoire.
| Compétition                 | Édition | Nation        | Joueurs                                               |
| --------------------------- | ------- | ------------- | ----------------------------------------------------- |
| Coupe du monde              | 2022    | Argentine     | Ángel Di María - Lisandro Martínez                    |
| Coupe du monde              | 2018    | France        | Paul Pogba -Raphaël Varane                            |
| Coupe du monde              | 2014    | Allemagne     | Bastian Schweinsteiger                                |
| Coupe du monde              | 2010    | Espagne       | Juan Mata - Gerard Piqué - Víctor Valdés              |
| Coupe du monde              | 2002    | Brésil        | Kléberson                                             |
| Coupe du monde              | 1998    | France        | Fabien Barthez - Laurent Blanc                        |
| Coupe du monde              | 1966    | Angleterre    | Bobby Charlton - John Connelly - Nobby Stiles         |
| Coupe des confédérations    | 2009    | Brésil        | Kléberson                                             |
| Coupe des confédérations    | 2003    | France        | Fabien Barthez - Mikaël Silvestre                     |
| Coupe des confédérations    | 2001    | France        | Mikaël Silvestre                                      |
| Coupe d'Asie des nations    | 2011    | Japon         | Shinji Kagawa                                         |
| Championnat d'Europe        | 2016    | Portugal      | Nani - Cristiano Ronaldo                              |
| Championnat d'Europe        | 2012    | Espagne       | Juan Mata - Gerard Piqué - Víctor Valdés              |
| Championnat d'Europe        | 2000    | France        | Fabien Barthez - Laurent Blanc                        |
| Championnat d'Europe        | 1992    | Danemark      | Peter Schmeichel - John Sivebæk                       |
| Championnat d'Europe        | 1988    | Pays-Bas      | Arnold Mühren                                         |
| Ligue des nations           | 2025    | Portugal      | Diogo Dalot - Bruno Fernandes - Cristiano Ronaldo     |
| Ligue des nations           | 2021    | France        | Anthony Martial - Paul Pogba - Raphaël Varane         |
| Ligue des nations           | 2019    | Portugal      | Bruno Fernandes - Cristiano Ronaldo                   |
| Coupe d'Afrique des nations | 2015    | Côte d'Ivoire | Éric Bailly                                           |
| Coupe d'Afrique des nations | 2002    | Cameroun      | Éric Djemba-Djemba                                    |
| Copa América                | 2024    | Argentine     | Ángel Di María, Alejandro Garnacho, Lisandro Martínez |
| Copa América                | 2021    | Argentine     | Ángel Di María                                        |
| Copa América                | 2016    | Chili         | Alexis Sánchez                                        |
| Copa América                | 2015    | Chili         | Alexis Sánchez                                        |
| Copa América                | 2011    | Uruguay       | Edinson Cavani - Diego Forlán                         |
| Copa América                | 2007    | Brésil        | Anderson                                              |
| Copa América                | 2004    | Brésil        | Kléberson                                             |
| Gold Cup                    | 2017    | États-Unis    | Tim Howard                                            |
| Gold Cup                    | 2015    | Mexique       | Javier Hernández                                      |
| Gold Cup                    | 2011    | Mexique       | Javier Hernández                                      |
| Gold Cup                    | 2007    | États-Unis    | Tim Howard - Jonathan Spector                         |

### Officiels du club
| Conseil d'Administration |
| --- |
| - Co-président exécutif et directeur - Avram Glazer - Joel Glazer - Directeur général - Omar Berrada - Directeur financier - Roger Bell - Directeur - Kevin Glazer - Bryan Glazer - Edward Glazer - Darcie Glazer Kassewitz - John Reece - Rob Nevin - Administrateur indépendant - Robert Leitão - John Hooks |

### Entraîneurs
Tableau montrant les différents entraîneurs du club depuis le premier entraîneur connu. Seuls les matchs officiels sont comptés.
| Date                                    | Nom                           | Nationalité    | M        | G        | N        | P        | Bp       | Bc       | %        | Titres |
| --------------------------------------- | ----------------------------- | -------------- | -------- | -------- | -------- | -------- | -------- | -------- | -------- | --- |
| De 1892 à 1900                          | Alfred Harold Albut           | Angleterre     | 285      | 127      | 48       | 110      | 545      | 462      | 44,56    | |
| De 1900 à septembre 1903                | James West                    | Angleterre     | 118      | 48       | 21       | 49       | 169      | 153      | 40.68    | |
| Du 10 octobre 1903 au 9 septembre 1912  | Ernest Mangnall               | Angleterre     | 370      | 200      | 76       | 94       | 690      | 471      | 54.05    | 2 Première Division 1 Coupe d'Angleterre 2 Charity Shield |
| Du 9 septembre 1912 au 20 octobre 1912  | T.J. Wallworth                | Angleterre     | 7        | 3        | 2        | 2        | 13       | 10       | 42.85    | |
| Du 28 octobre 1912 au 28 décembre 1914  | John James Bentley            | Angleterre     | 91       | 36       | 19       | 36       | 135      | 131      | 39.56    | |
| Du 28 décembre 1914 au 31 octobre 1921  | Jack Robson                   | Angleterre     | 121      | 38       | 36       | 47       | 162      | 175      | 31.40    | |
| Du 31 octobre 1921 au 8 octobre 1926    | John Chapman                  | Angleterre     | 220      | 86       | 58       | 76       | 287      | 270      | 39.09    | |
| Du 8 octobre 1926 au 13 avril 1927      | Lal Hilditch                  | Angleterre     | 31       | 9        | 8        | 14       | 32       | 47       | 29.03    | |
| Du 13 avril 1927 au 9 novembre 1931     | Herbert Bamlett               | Angleterre     | 200      | 61       | 48       | 91       | 306      | 408      | 30.50    | |
| Du 9 novembre 1931 au 13 juillet 1932   | Walter Crickmer               | Angleterre     | 29       | 14       | 4        | 11       | 52       | 46       | 48.27    | 1 2e Division |
| Du 13 juillet 1932 au 7 novembre 1937   | Scott Duncan                  | Écosse         | 235      | 92       | 53       | 90       | 371      | 362      | 39.15    | |
| Du 7 novembre 1937 au 15 février 1945   | Walter Crickmer               | Angleterre     | 76       | 30       | 24       | 22       | 131      | 112      | 39.47    | |
| Du 15 février 1945 au 11 août 1969      | Matt Busby                    | Écosse         | 1120     | 565      | 263      | 292      | 2286     | 1536     | 50.45    | 5 Première Division 2 Coupe d'Angleterre 5 Charity Shield 1 Coupe des clubs champions |
| Du 6 février 1958 à juin 1958           | Jimmy Murphy                  | Pays de Galles | 22       | 5        | 7        | 10       | 27       | 42       | 22.73    | |
| Du 11 août 1969 au 29 décembre 1970     | Wilf McGuiness                | Angleterre     | 87       | 32       | 32       | 23       | 127      | 111      | 36.78    | |
| Du 29 décembre 1970 au 8 juin 1971      | Matt Busby                    | Écosse         | 20       | 11       | 2        | 7        | 34       | 25       | 55.00    | |
| Du 8 juin 1971 au 19 décembre 1972      | Frank O'Farrell               | Irlande        | 81       | 30       | 24       | 27       | 115      | 111      | 37.04    | |
| Du 22 décembre 1972 au 4 juillet 1977   | Tommy Docherty                | Écosse         | 228      | 107      | 56       | 65       | 333      | 252      | 46.93    | 1 2e Division 1 Coupe d'Angleterre |
| Du 14 juillet 1977 au 30 avril 1981     | Dave Sexton                   | Angleterre     | 201      | 81       | 64       | 56       | 290      | 240      | 40.30    | 1 Charity Shield |
| Du 9 juin 1981 au 4 novembre 1986       | Ron Atkinson                  | Angleterre     | 292      | 146      | 79       | 67       | 461      | 266      | 50.00    | 2 Coupe d'Angleterre 1 Charity Shield |
| Du 6 novembre 1986 au 1er juillet 2013  | Alex Ferguson                 | Écosse         | 1500     | 895      | 338      | 267      | 2769     | 1365     | 59.66    | 13 Premier League 5 Coupe d'Angleterre 4 Coupe de la Ligue 10 Community Shield 2 Ligue des champions 1 Coupe Intercontinentale de la FIFA 1 Coupe intercontinentale 1 Supercoupe de l'UEFA 1 Coupe des coupes |
| Du 1er juillet 2013 au 22 avril 2014    | David Moyes                   | Écosse         | 51       | 27       | 9        | 15       | 86       | 54       | 52.94    | 1 Community Shield |
| Du 22 avril 2014 au 16 juillet 2014     | Ryan Giggs (intérim)          | Pays de Galles | 4        | 2        | 1        | 1        | 8        | 3        | 50.00    | |
| Du 16 juillet 2014 au 23 mai 2016       | Louis van Gaal                | Pays-Bas       | 103      | 54       | 25       | 24       | 158      | 98       | 52.42    | 1 Coupe d'Angleterre |
| Du 27 mai 2016 au 18 décembre 2018      | José Mourinho                 | Portugal       | 144      | 84       | 32       | 28       | 244      | 121      | 58.33    | 1 Coupe de la Ligue 1 Community Shield 1 Ligue Europa |
| Du 18 décembre 2018 au 21 novembre 2021 | Ole Gunnar Solskjær           | Norvège        | 168      | 91       | 37       | 40       | 308      | 183      | 54.16    | |
| De 21 novembre 2021 au 2 décembre 2021  | Michael Carrick (intérim)     | Angleterre     | 3        | 2        | 1        | 0        | 6        | 3        | 66.66    | |
| Du 2 décembre 2021 au 22 mai 2022       | Ralf Rangnick (intérim)       | Allemagne      | 29       | 11       | 10       | 8        | 37       | 37       | 37.93    | |
| Du 22 mai 2022 au 28 octobre 2024       | Erik ten Hag                  | Pays-Bas       | 128      | 70       | 23       | 35       | 234      | 180      | 54.68    | 1 Coupe d'Angleterre 1 Coupe de la Ligue |
| Du 28 octobre 2024 au 11 novembre 2024  | Ruud van Nistelrooy (intérim) | Pays-Bas       | 4        | 3        | 1        | 0        | 11       | 3        | 75.00    | |
| À partir du 11 novembre 2024            | Rúben Amorim                  | Portugal       | En cours | En cours | En cours | En cours | En cours | En cours | En cours | |

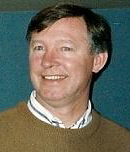
Sir Alex Ferguson en 1992.

## Structures du club

### Stades

#### North Road
Lorsque le club a été fondé, Newton Heath a joué ses matchs à domicile sur un petit terrain à North Road à Newton Heath. Toutefois, les équipes visiteuses se plaignent souvent de l'état du terrain. Les vestiaires n'ont également pas fière allure, situés à dix minutes à pied dans le pub The Three Crowns sur Oldham Road. Ils ont ensuite été déplacés au Shears Hotel, un autre pub sur Oldham Road, mais un changement est nécessaire si le club veut continuer dans la League. 

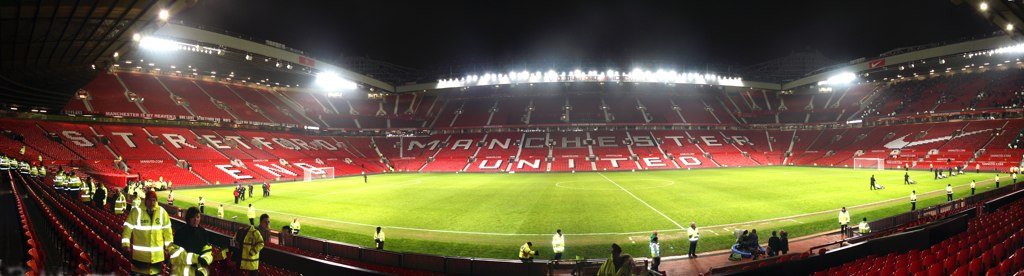
Vue panoramique d'Old Trafford

#### Bank Street
Les Heathens restent à Borth Road pendant quinze ans, de 1878 à 1893, un an après l'entrée dans la Ligue de football, avant de passer à Bank Street à proximité de Clayton. Le nouveau terrain n'est pas beaucoup mieux, que quelques touffes d'herbe, du sable jusqu'à la surface, et des nuages de fumée qui viennent de l'usine à côté. À une occasion, le club de Walsall Swifts refuse même de jouer, les conditions étant si mauvaises. Une couche de sable a été mis par les jardiniers et les visiteurs ont finalement été convaincu de jouer, pour finalement perdre 14-0. Ils protesteront contre le résultat, invoquant les mauvaises conditions comme raison de leur défaite et le match sera rejoué. Les conditions ne sont pas beaucoup mieux la deuxième fois, et l'équipe de Wallsall perd de nouveau mais cette fois, que 9-0.
En 1902, le club est proche de la faillite et le stade est fermé par les huissiers de justice en raison de son insolvabilité. Le club a été sauvé à la dernière minute par le capitaine Harry Stafford, qui réussit à réunir ainsi assez d'argent pour payer le club pour le prochain match à Bristol City, et trouve un terrain temporaire à Harpurhey pour le prochain match à domicile contre Blackpool.

#### Old Trafford

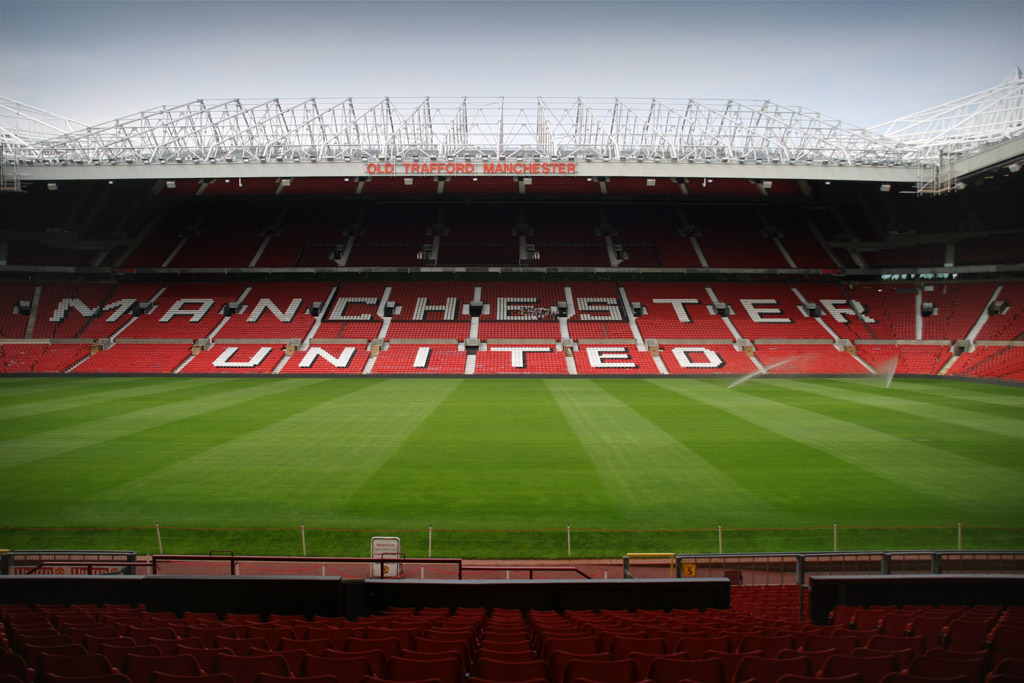
Old Trafford, le stade de Manchester United depuis 1910.

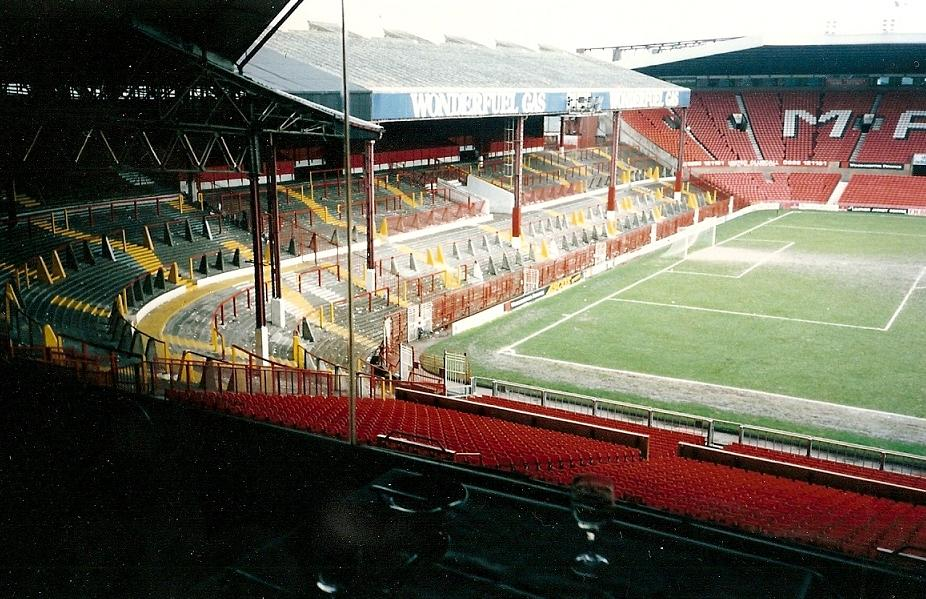
Old Trafford en 1992.

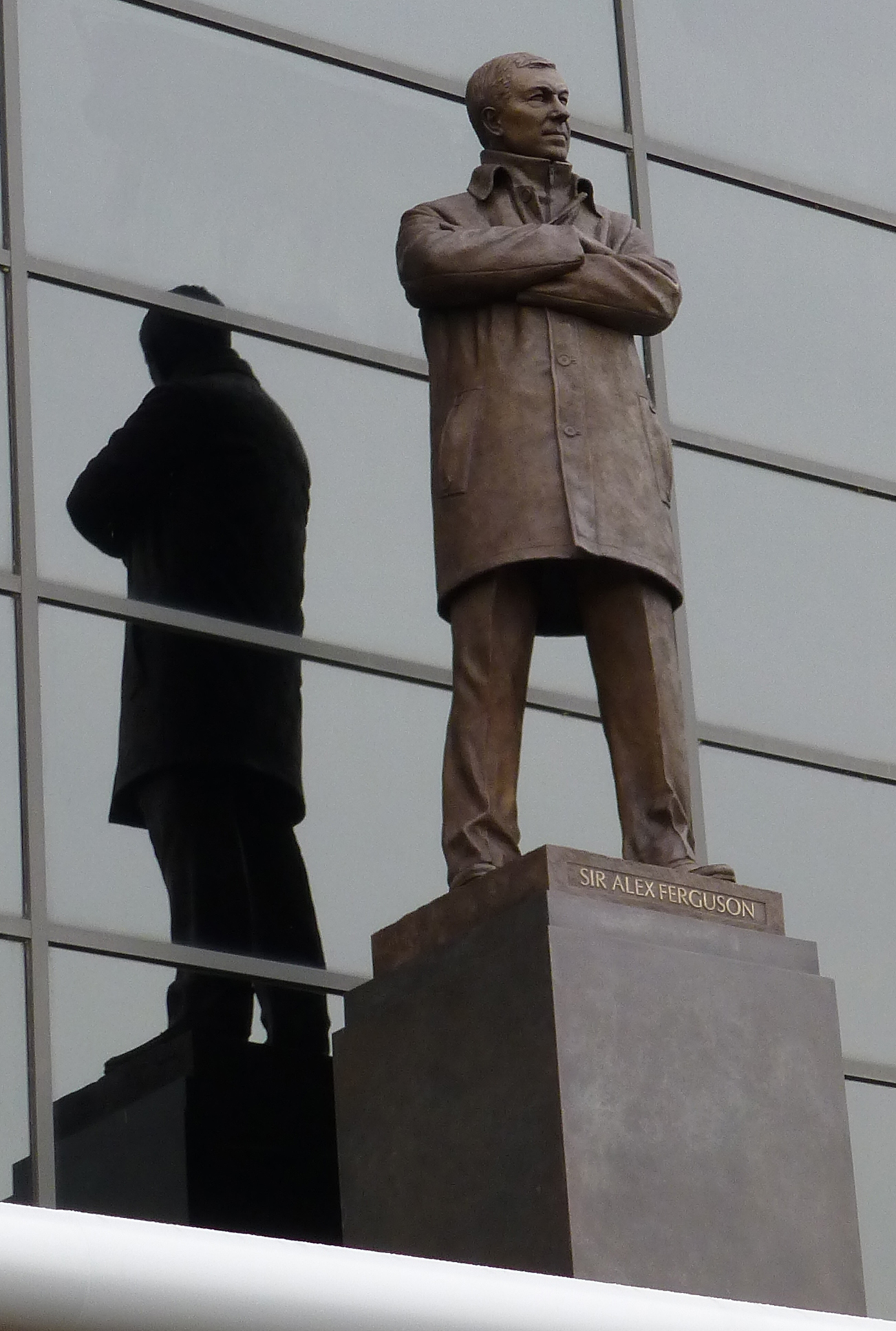
Statue en hommage à Sir Alex Ferguson à l'entrée du stade.

À la suite de l'investissement de Davies, le nouveau Manchester United a enfin un terrain praticable.
Six semaines avant la première Coupe d'Angleterre de Manchester United en avril 1909, Old Trafford est désigné comme la maison de Manchester United, à la suite de l'achat des terrains nécessaires pour environ 60 000 livres. L'architecte Archibald Leitch est embauché par le président John Henry Davies, et doté d'un budget de 30 000 livres pour la construction. Les plans originaux indiquent que le stade doit contenir autour de 100 000 personnes, même si cela est réduit à 80 000. Le premier match est joué le 19 février 1910 contre Liverpool et débouche sur une défaite 4-3.
Le dernier aménagement est achevé en 2006 lorsque les secteurs nord-est et nord-ouest sont ouverts, permettant le record actuel de 76 098, à 104 sièges de la capacité maximale du stade. Une réorganisation du stade eut lieu en 2009 rabaissant le stade à 75 957 soit 255 sièges de moins.
Le nombre de places assises est ensuite passé à 75 643, la capacité actuelle.

### Centre d'entrainement et de formation

#### The Cliff

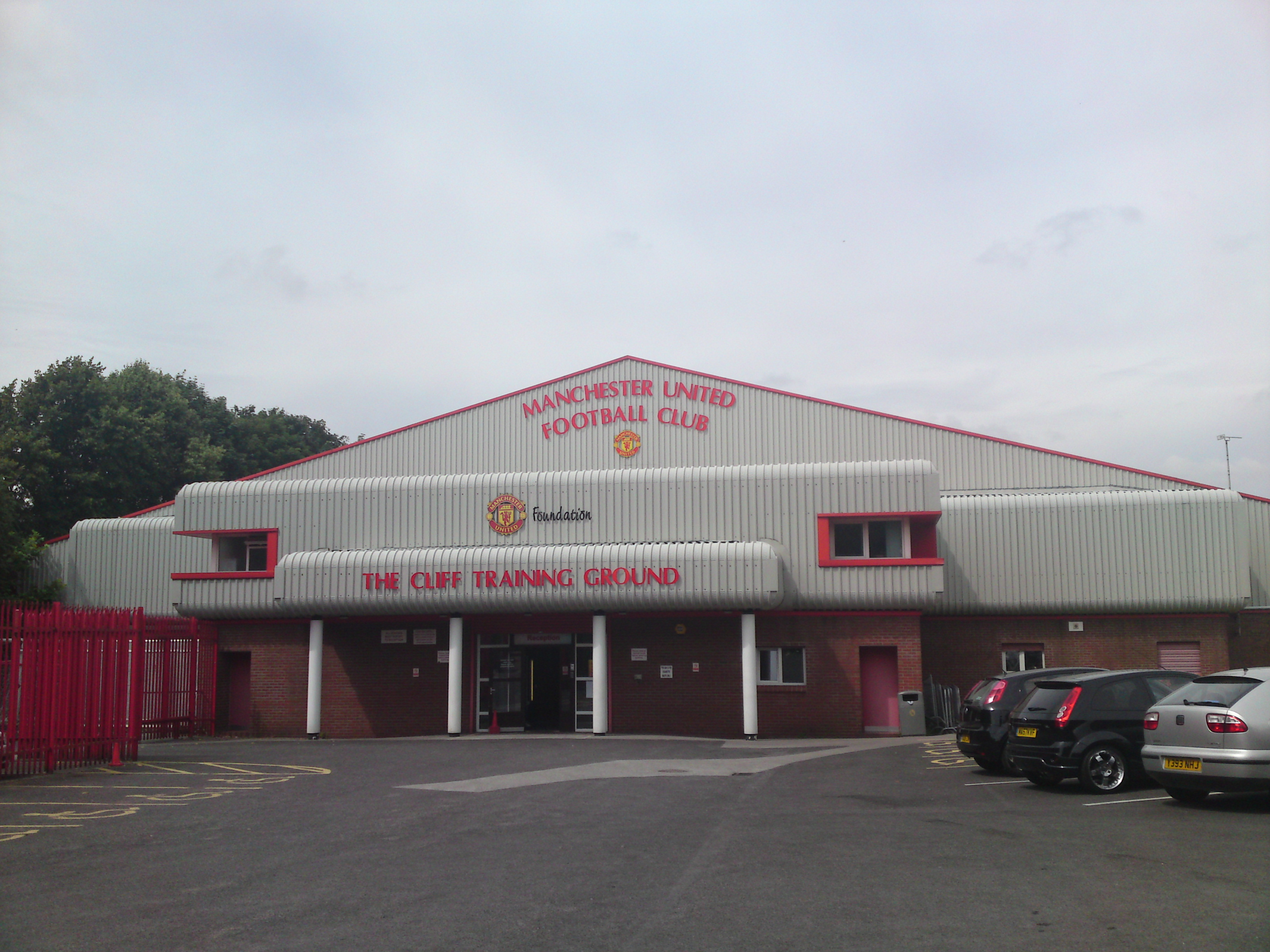
The Cliff.

The Cliff fut le premier centre d'entraînement de Manchester United mais sert aussi comme stade pour les équipes de division inférieure du club. Il est basé à Broughton, dans la ville de Salford. Le terrain est utilisé depuis 1948 par le club et est acheté à son propriétaire en 1951. Il accueille et ce depuis ce jour les matchs de l'équipe réserve et de l'académie. Le stade eut même le privilège d'être éclairé avant le stade d'Old Trafford en 1952. Il sera délaissé au profit du Trafford Training Centre en 1999, Sir Alex Ferguson demandant un endroit plus calme et plus renfermé pour pouvoir entrainer ses joueurs.

#### Trafford Training Centre

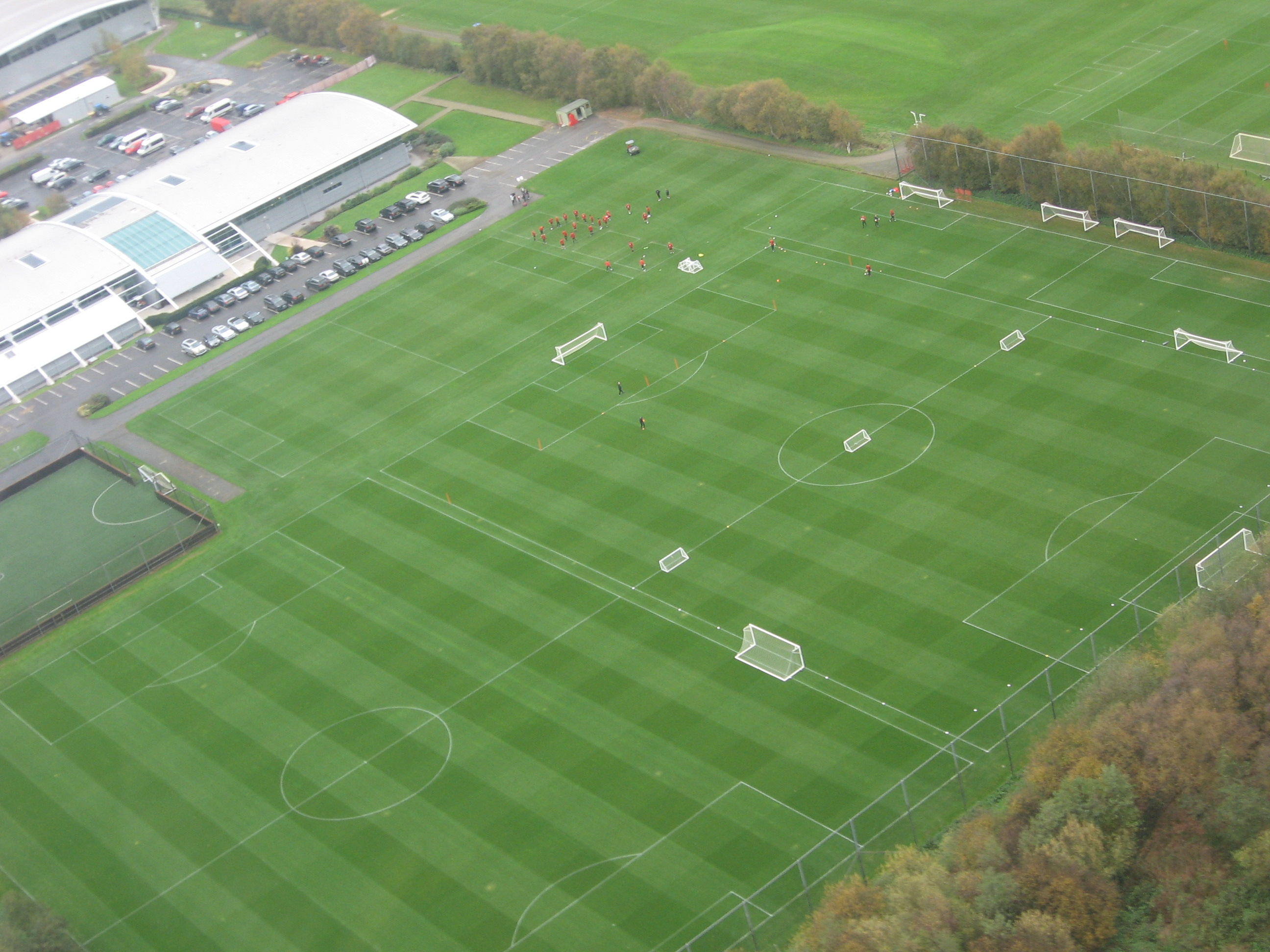
Trafford Training Centre.

Le Trafford Training Centre, plus communément appelé Carrington, est le centre d'entrainement actuel du club de football de Manchester United. Il abrite également le centre de formation mancunien. Bien que l'ouverture officielle du site ait eu lieu le 26 juillet 2000, celui-ci était déjà utilisé depuis quelques mois par le club en attendant la fin de la construction du bâtiment principal. Tandis que le centre de formation n'ouvre ses portes qu'en 2002.

## Finances
| Période     | Équipementier | Sponsor maillot principal |
| ----------- | ------------- | ------------------------- |
| 1945 - 1975 | Umbro         | Aucun                     |
| 1975 - 1980 | Admiral       | Aucun                     |
| 1980 - 1982 | Adidas        | Aucun                     |
| 1982 - 1992 | Adidas        | Sharp                     |
| 1992 - 2000 | Umbro         | Sharp                     |
| 2000 - 2002 | Umbro         | Vodafone                  |
| 2002 - 2006 | Nike          | Vodafone                  |
| 2006 - 2010 | Nike          | AIG                       |
| 2010 - 2014 | Nike          | Aon                       |
| 2014 - 2015 | Nike          | Chevrolet                 |
| 2015 - 2021 | Adidas        | Chevrolet                 |
| 2021 - 2024 | Adidas        | TeamViewer                |
| Depuis 2024 | Adidas        | Snapdragon                |

### Sponsor
Aon est le principal sponsor de Manchester United, et dans le cadre du parrainage, leur logo est affiché sur le devant du maillot du club et une pléthore d'autres marchandises. L'opération a été annoncée par le chef de la direction de Manchester United David Gill, le 3 juin 2009,, le contrat commençant le 1er juin 2010 pour une valeur record de 92 millions d'euros. L'ancien sponsor était AIG depuis 2006. Le 21 janvier 2009, il a été annoncé qu'AIG ne souhaite pas renouveler leur contrat à la fin de l'opération en mai 2010.
Le club n'a eu que six sponsors maillots. Le premier a été de Sharp, qui a parrainé le club de 1982 à 2000, dans l'une des plus longues et les plus lucratives offres de parrainage de football anglais,. Le logo fera 17 années sous les couleurs mancuniennes. Puis Vodafone reprend dans un premier temps pour quatre ans et 30 millions de livres avant de rempiler le 11 février 2000, avec le parrainage de commencer au début de la saison 2000-2001,, et enfin en décembre 2003, le parrainage a été prolongé de quatre ans avec Vodafone acceptant de verser 36 millions de £ au cours des quatre années de 2004 à 2008. Cependant, le 23 novembre 2005, Vodafone a annoncé qu'il mettait fin au contrat en mai 2006 afin de se concentrer sur leur parrainage la Ligue des champions. Le troisième fut AIG qui en battant un nouveau record 56,5 millions de £, record battu par le nouveau sponsor Aon, devint le sponsor maillot des Red Devils jusqu'au 3 mai 2010, suivit de Chevrolet jusqu'à l'été 2021. Aujourd'hui TeamViewer est le sponsor maillot de Manchester United.
La publicité fait son apparition à Old Trafford en 1975 sous la forme de panneaux publicitaires autour du stade. La même année, le club signe un contrat avec son premier équipementier sportif, Admiral Sportswear, qui sera suivi par Adidas (1980-1992), Umbro (1992-2002), Nike (2002-2015) et à nouveau Adidas pour 950 millions d'euros (2015-2025).
Les sponsors actuels sont :
| Partenaires mondiaux | Partenaires mondiaux | Partenaires régional |
| - Adidas - Équipementier - Snapdragon - Système sur une puce - DXC Technology - Transformation numérique - Apollo Tyres - Fabricant de pneumatiques - Betfred - Paris sportif - Cadbury - Confiseries - Canon Medical Systems - Équipement médical - Casillero Del Diablo - Vins - DHL - Transporteur - Doo Group - Trading en ligne | - Estée Lauder - Produits de soins pour la peau - Extreme Networks - Produits de soins pour la peau - Konami - Jeux vidéo - Malaysia Airlines - Compagnie aérienne - Mlily - Matelas, Oreiller - Paul Smith - Styliste britannique - Remington - Tondeuses à cheveux, barbes - TeamViewer - Télémaintenance - Tiger Beer - Bière de Singapour - Visit Malta - promotion de Malte | - The Coca-Cola Company - entreprise de Soda (pour le marché européen et britannique) - Harves - partenariat pour le centre de divertissement "Theatre of Dreams" basé à Pékin - Jockey Club de Hong Kong - organisation de courses hippiques, des évènements sportifs et des paris sportifs - SPORTSBREAKS - Fournisseur de voyage |
| Partenaires financier [ 99 ] | Partenaires financier [ 99 ] | Partenaires médias |
| - Emirates NBD - banque émiratie - Direktna Banka - banque serbe - Invex Banco - banque mexicaine - Maybank - banque malaisienne - Virgin Money UK - banque britannique | - Emirates NBD - banque émiratie - Direktna Banka - banque serbe - Invex Banco - banque mexicaine - Maybank - banque malaisienne - Virgin Money UK - banque britannique | - 365 média - média islandais - Cytavision - média chypriote - Go - média maltaise - PCCW - média hong-kongaise - Spark New Zealand - média néo-zélandaise - StarTimes - médias chinoise, implanté en Afrique - Teleclub - média suisse et liechtensteinois - TV 2 - média norvégienne - United Group - média des Balkans           |

### Activités commerciales
Le club commence la vente de produits dérivés avec l'ouverture d'une boutique de souvenirs à Old Trafford en 1967. Un an plus tard, il dépose la marque « Manchester United ».
En 1986, le musée d'Old Trafford est le premier du genre en Angleterre. En 2001, il est le deuxième musée le plus visité de Manchester derrière le musée des sciences et de l'industrie.
Manchester United diversifie ses moyens de vente et lance son premier catalogue de produits dérivés en 1988. Des mégastores de plus de 15 000 m2 s'ouvrent à Old Trafford, Singapour et Dublin en 2000. La vente en ligne de produits via le site internet du club créé en 1996 représente 6 à 7 % des revenus du club, soit 15 millions d'euros. À l'image du Milan AC ou du Real Madrid, MU tente aussi de conquérir d'autres marchés, notamment en Amérique, en Asie et en Afrique du Sud en y organisant régulièrement des tournées.
La diversification se fait également au travers des produits proposés. Ainsi, en plus des traditionnels maillots et vêtements à l'effigie du club, le supporter peut acheter des bijoux, des jeux de société ou encore souscrire un prêt ou une assurance.
Malheureusement la fin du partenariat avec AIG risque de compromettre certaines de ses activités.

#### Partenariats non lucratifs
En novembre 2020, Manchester United annonce un partenariat avec Stonewall, une association caritative britannique pour l'inclusion des personnes LGBT+. Cette entente vise à promouvoir la diversité et l'inclusion et d'aider les employés non LGBT+ à soutenir et promouvoir des cultures inclusives

### Bourse
En août 2012, Manchester United a déposé un dossier pour être coté à Wall Street, espérant lever 223 millions de dollars.
Actionnaires :
Au 22 juillet 2025:
| Jim Ratcliffe                           | 27.64% |
| Ariel Investments LLC                   | 15.59% |
| Lindsell Train Ltd.                     | 9.18%  |
| Omega Advisors, Inc.                    | 5.16%  |
| Joel M. Glazer Irrevocable Exempt Trust | 2.29%  |
| Pinnacle Associates Ltd.                | 2.21%  |
| Harvey Partners LLC                     | 1.71 % |
| Lancaster Investment Management LLP     | 1.6 %  |
| Breach Inlet Capital Management LLC     | 1,55 % |
| Janus Henderson Investors US LLC        | 1.1 %  |

#### Transferts les plus chers de l'histoire de Manchester United
| Arrivées |       |                |          |                         |
| Rang     | Année | Joueur         | Montant  | Provenance              |
| 1er      | 2016  | Paul Pogba     | 105 M€   | Juventus FC             |
| 2e       | 2022  | Antony         | 95 M€    | Ajax Amsterdam          |
| 3e       | 2019  | Harry Maguire  | 87 M€    | Leicester City          |
| 4e       | 2021  | Jadon Sancho   | 85 M€    | Borussia Dortmund       |
| 4e       | 2025  | Benjamin Šeško | 85 M€    | RB Leipzig              |
| 6e       | 2017  | Romelu Lukaku  | 84,70 M€ | Everton FC              |
| 7e       | 2014  | Ángel Di María | 75 M€    | Real Madrid             |
| 7e       | 2025  | Bryan Mbeumo   | 75 M€    | Brentford FC            |
| 9e       | 2025  | Matheus Cunha  | 74,2 M€  | Wolverhampton Wanderers |
| 10e      | 2023  | Rasmus Højlund | 74 M€    | Atalanta Bergame        |

| Départs |       |                      |          |                        |
| Rang    | Année | Joueur               | Montant  | Destination            |
| 1er     | 2009  | Cristiano Ronaldo    | 94 M€    | Real Madrid            |
| 2e      | 2019  | Romelu Lukaku        | 74 M€    | Inter Milan            |
| 3e      | 2015  | Ángel Di María       | 63 M€    | Paris Saint-Germain    |
| 4e      | 2003  | David Beckham        | 37,50 M€ | Real Madrid            |
| 5e      | 2018  | Henrikh Mkhitaryan   | 34 M€    | Arsenal FC             |
| 6e      | 2021  | Daniel James         | 29,10 M€ | Leeds United           |
| 7e      | 2024  | Mason Greenwood      | 26 M€    | Olympique de Marseille |
| 8e      | 2001  | Jaap Stam            | 25,75 M€ | SS Lazio               |
| 9e      | 2017  | Morgan Schneiderlin  | 23 M€    | Everton FC             |
| 10e     | 2004  | Juan Sebastián Verón | 21,80 M€ | Chelsea FC             |

## Manchester United dans la culture populaire

### Supporters
Avant la Seconde Guerre mondiale, peu de supporters anglais voyagent pour les matches à l'extérieur à cause du temps, du coût et des problèmes logistiques, comme le manque de voitures parmi la population, en particulier parmi les ouvriers. Comme Manchester City et Manchester United alternent leurs matchs à domicile chaque week-end, beaucoup de Mancuniens vont voir United une semaine et City la suivante, mais après la guerre, la rivalité entre les deux clubs se muscle.
En 1957, United gagne le championnat avec une moyenne de plus de 45 000 spectateurs. Après le désastre de Munich en 1958, le nombre de supporters de MU augmente encore. Depuis cinquante ans, MU possède aussi une des moyennes de spectateurs les plus élevées, y compris lors de la saison 1974-1975 en deuxième division.

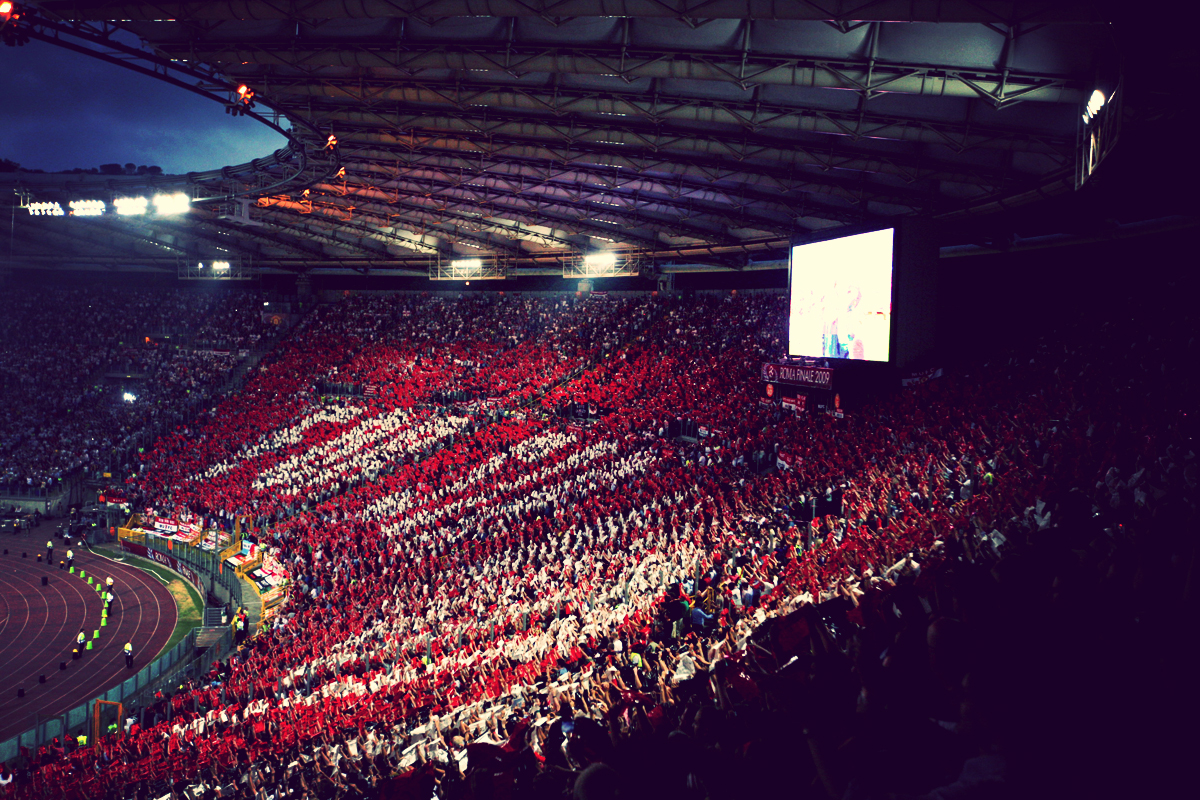
Les supporters de United rendant hommage à Matt Busby avant la Finale de la Ligue des champions en 2008.

À partir de la fin des années 1990, les inquiétudes augmentent au sujet de la possibilité de rachat du club. Le groupe de supporters IMUSA (Independent Manchester United Supporters' Association) est très actif et opposé au rachat du club par Rupert Murdoch en 1998. Un autre groupe de pression, « Shareholders United Against Murdoch » (qui devient « Shareholders United » puis « Manchester United Supporters' Trust ») est fondé pour encourager les supporteurs à acheter des parts du club pour avoir plus de poids sur les décisions comme le prix des places et pour empêcher le rachat. Cependant, cela n'empêche pas Malcolm Glazer de devenir actionnaire majoritaire du club. Beaucoup de supporters sont furieux et fondent un nouveau club qui s'appelle « F.C. United of Manchester ». Malgré ce scandale, le nombre de personnes allant aux rencontres continue à augmenter.
Le manque d'ambiance à Old Trafford est parfois évoqué. Ainsi, Roy Keane, alors capitaine, s'en plaint en 2000 à la suite d'une victoire face au Dynamo Kiev qui qualifie pourtant le club pour le tour suivant de la ligue des champions,. Le 1er janvier 2008, l'entraîneur Alex Ferguson qui compare l'ambiance à des funérailles,. Mais plus récemment, Alex Ferguson s'est dit enchanté de ses supporters, après la victoire 1-0 sur FC Barcelone à Old Trafford, qui envoie United pour la finale de la Ligue des champions 2008 à Moscou, déclarant que les fans ont été « absolument brillants » et que le public « nous a mis sur la bonne voie ». Plus récemment le match contre Chelsea démontre que les supporters savent répondre présent quand on leur demande.
En outre, les supporters de Manchester United sont toujours très hostiles envers la famille Glazer. En mars 2010, un groupe de supporters connu sous le nom de "Red Knights" et emmené par Jim O'Neill, chef économiste de la banque Goldman Sachs, s'est constitué pour protester contre la gestion financière du club et tenter d'en prendre le contrôle. Toutefois, ce mouvement a pris fin à cause de nombreuses divisions internes.

### Rivalités

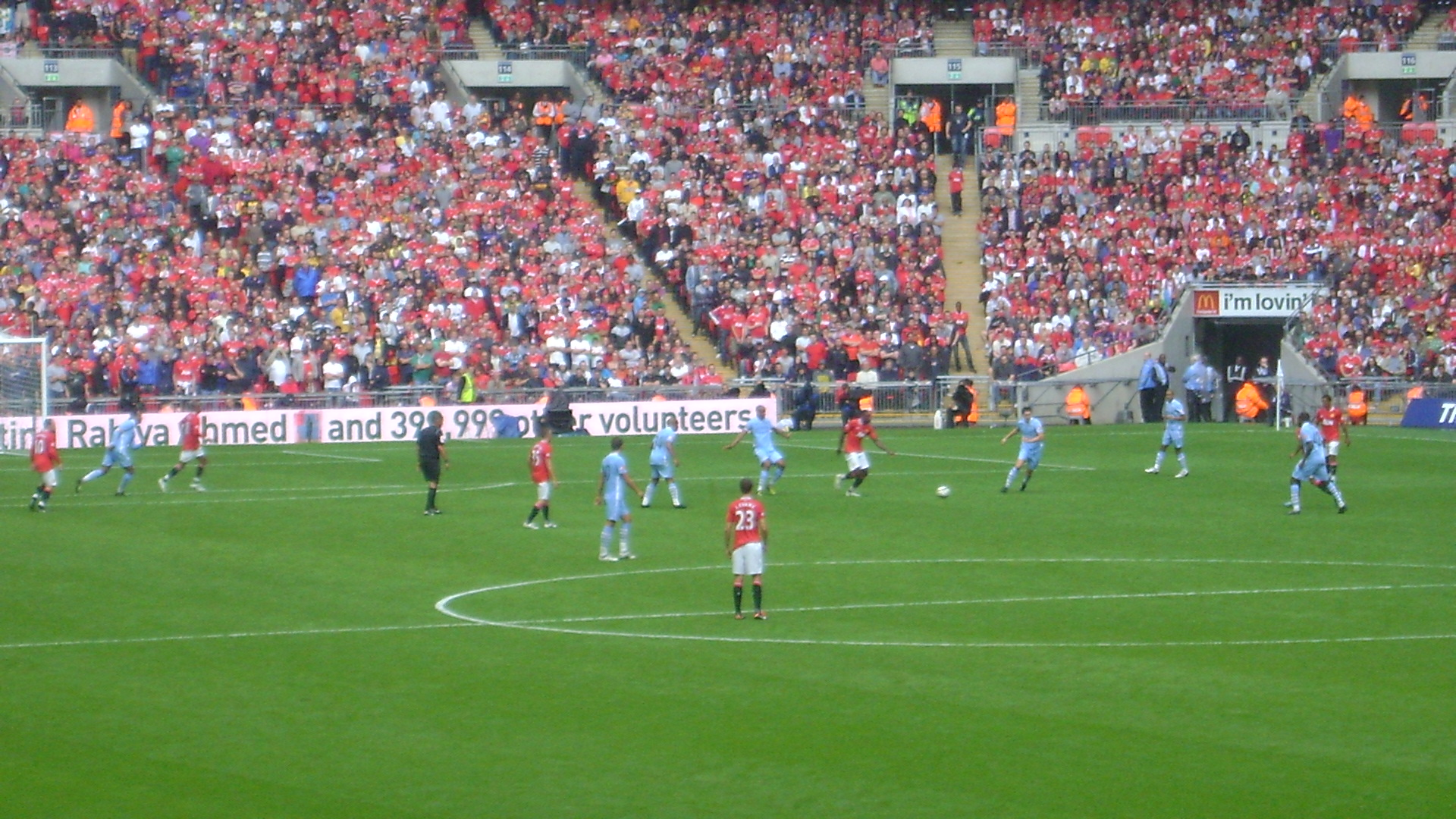
Un derby de Manchester à Wembley à l'occasion du Community Shield 2011.

Historiquement, les plus proches de Manchester United ont été ses principaux rivaux tels Liverpool, Manchester City, Arsenal, et Leeds United,. Actuellement, la plupart des fans voit en Liverpool leur principal concurrent, grâce à la réussite des deux clubs, alors qu'une autre majorité voit aussi dans City un principal adversaire en devenir.

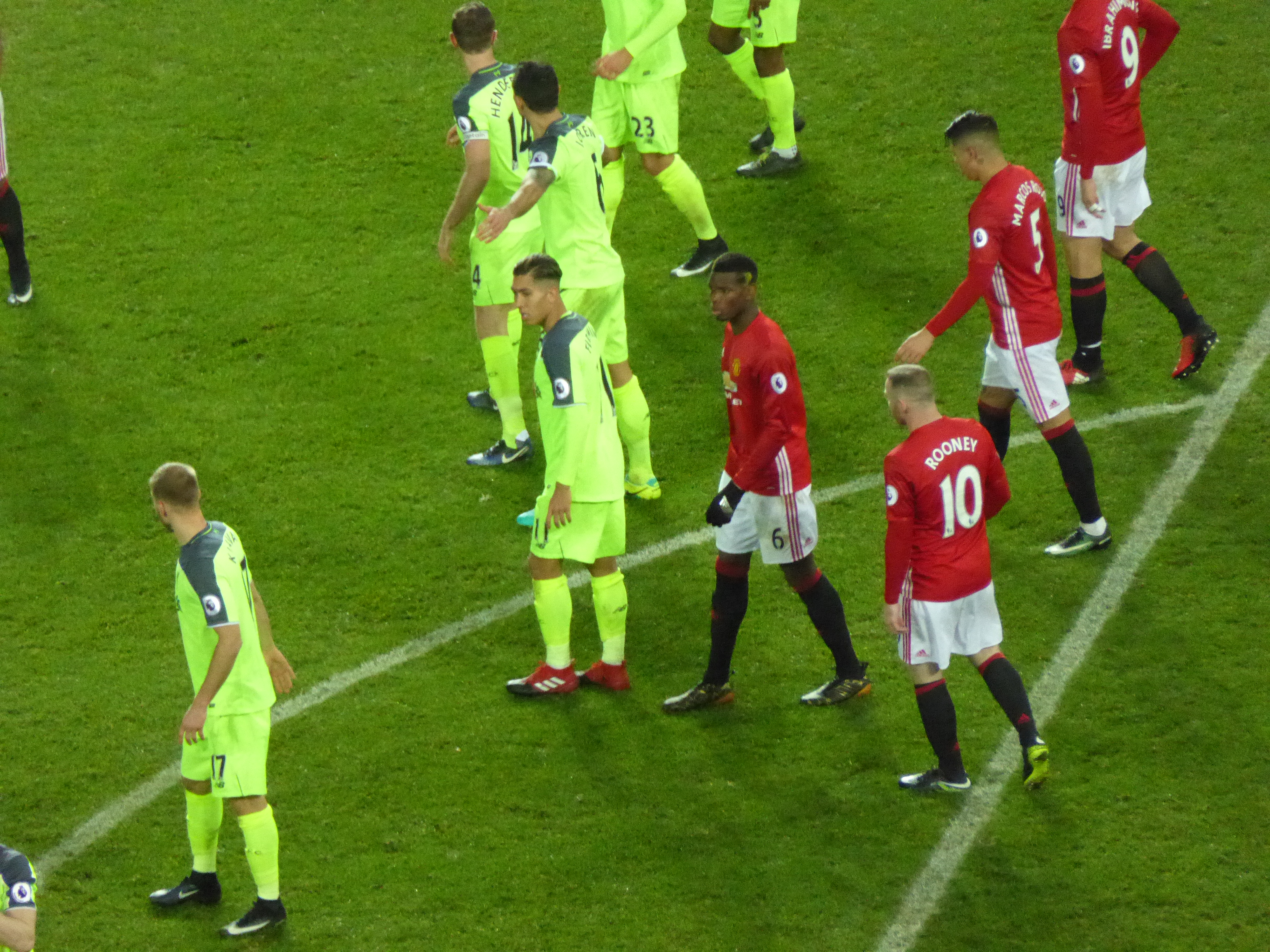
Les Mancuniens face à Liverpool en 2017.

La rivalité contre Liverpool a débuté au cours des années 1960 lorsque les deux clubs sont parmi les plus forts d'Angleterre, et sont depuis en concurrence presque chaque saison.
La rivalité avec Manchester City remonte à l'époque de Newton Heath dans les années 1890 et est restée vive du fait que les deux clubs concourent dans la même division la plus grande partie de leur histoire. Bien que traditionnelle entre le Yorkshire et le Lancashire, la rivalité avec Leeds United commence au cours de la fin des années 1960, lorsque Leeds apparait comme un solide club et continue à travers les années 1970 et 1980, atteignant son point culminant lorsque Leeds chipe à United le titre de champion en 1992, mais les récentes péripéties des peacocks en font un club de moindre importance pour les fans.

## Équipe féminine
Manchester United FC Ladies a été fondée en 1977, sous le nom Manchester United Supporters Club Ladies. Ils ont rejoint les trois comtés de la Ligue en 1979, et devint le fondateur de la North West Regional Women's Football League en 1989, quand ils ont officiellement changé son nom en Manchester United Ladies FC. Bien qu'ils aient été relégués de la ligue au cours de leur première saison, ils ont été promus à nouveau la saison d'après et remportent le titre de la ligue en 1995-1996. Pour la saison 1998-99, l'équipe a rejoint la combinaison du Nord, à deux divisions au-dessous de la FA Women's Premier League. Ils seront officiellement placés sous la bannière du Manchester United FC au début de la saison 2001-2002, mais ils sont dissous avant le début de la saison 2004-2005 pour des raisons financières. La décision a été accueillie avec beaucoup de critiques étant donné les bénéfices réalisés par Manchester United, et aussi au fait que les équipes ont été retirés de tous les championnats avant que les joueurs eux-mêmes soit informé de la décision. Toutefois, le club est toujours impliqué dans le football féminin, en offrant un encadrement aux jeunes filles de moins de 16 ans.
Pour la saison 2018-2019 du FA's Women Championship, Manchester United a fondé une équipe féminine professionnelle nommée Manchester United Women. Casey Stoney, ancienne internationale anglaise, est nommée manager de l'équipe. Alex Greenwood, ex-joueuse de Liverpool évoluant au poste de latérale gauche, est nommée capitaine de l'équipe à l'âge de 24 ans. Le premier match de championnat s'est soldé par une nette victoire 12-0 contre le club d'Aston Villa.
Le 20 avril 2019, l'équipe est sacrée championne de deuxième division pour sa première année d'existence, après une large victoire 7-0 contre l'équipe de Crystal Palace, et est donc promue en première division.